# Calcio in Italia
Il calcio in Italia è lo sport più popolare e il più praticato, con circa 1,4 milioni di giocatori e 14000 squadre. Importato dall'Inghilterra sul finire del XIX secolo, è gestito dalla Federazione Italiana Giuoco Calcio che dirige e organizza le varie nazionali, oltre a controllare e coordinare le leghe e le divisioni, che organizzano a loro volta i campionati e le coppe (professionistici, dilettantistici e giovanili, sia maschili sia femminili).
Il campionato italiano di calcio, la cui massima divisione è chiamata Serie A, è uno dei più seguiti nel mondo, con la Liga spagnola e la Premier League inglese. Inoltre, i principali club calcistici italiani sono ai primi posti per numero di trofei internazionali vinti, con 52 titoli ufficiali (12 Coppe dei Campioni/UEFA Champions League, 7 Coppe delle Coppe UEFA, 10 Coppe UEFA/UEFA Europa League, 1 UEFA Conference League, 4 Coppe Intertoto UEFA, 9 Supercoppe UEFA, 7 Coppe Intercontinentali e 2 Coppe del mondo per club FIFA), che rendono l'Italia la seconda nazione più vincente a livello europeo dopo la Spagna e davanti all'Inghilterra.
La nazionale di calcio maschile dell'Italia è tra le più titolate al mondo, con 4 campionati mondiali (a pari merito con la Germania e preceduta solo dal Brasile), 2 campionati europei, 1 torneo olimpico e 2 Coppe Internazionali, oltre a numerosi piazzamenti. Anche le nazionali giovanili vantano vittorie nei campionati europei di categoria e medaglie d'oro calcistiche a manifestazioni multisportive, come le Universiadi e i Giochi del Mediterraneo.

## Etimologia
Il termine calcio fu forse inventato da Luigi Bosisio, nel 1907. Nei primi anni, il gioco in Italia veniva chiamato foot-ball, come in originale. In realtà il Vicenza Calcio, nato nel 1902, ebbe fin da subito l'acronimo ACIVI, ossia Associazione del Calcio in Vicenza. Comunque, nel 1907, Bosisio propose la sostituzione dell'anglismo foot-ball con l'italico termine calcio, che in età rinascimentale era un gioco con la palla con regole in parte differenti dal calcio moderno. La proposta ebbe successo e il quotidiano sportivo La Gazzetta dello Sport, in un articolo del 17 ottobre di quell'anno, dal titolo «Foot-Ball o calcio?», scriveva:

## Organizzazione
In Italia il gioco del calcio è gestito dalla Federazione Italiana Giuoco Calcio, fondata nel 1898 e meglio nota come Federcalcio o con l'acronimo FIGC, ed è un'associazione riconosciuta, con personalità giuridica, federata al Comitato Olimpico Nazionale Italiano e unica accreditata nel territorio nazionale a promuovere questo sport, oltre a curarne gli aspetti ad essi connessi. La Federcalcio ha sede a Roma ed è affiliata alla FIFA dal 1905 e all'UEFA dal 1954, in qualità di cofondatrice.
La Federcalcio, direttamente o tramite le sue leghe (Lega Serie A, Lega Serie B, Lega Pro, Lega Nazionale Dilettanti) e divisioni, organizza i campionati e le coppe per professionisti, dilettanti e giovani.
Tra le componenti della Federcalcio, l'Associazione Italiana Arbitri, designa le terne arbitrali degli incontri, l'Associazione Italiana Calciatori e l'Associazione Italiana Allenatori Calcio), sono organizzazioni di tutela e assistenza delle due rispettive categorie di tesserati, mentre il Settore Tecnico e il Settore Giovanile e Scolastico curano l'attività di formazione, al fine di migliorare il livello del gioco ad ogni livello, e dei giovani.
Infine, tramite il Club Italia, la FIGC coordina la gestione delle attività delle squadre nazionali di calcio.

## Storia del calcio in Italia

### Ottocento

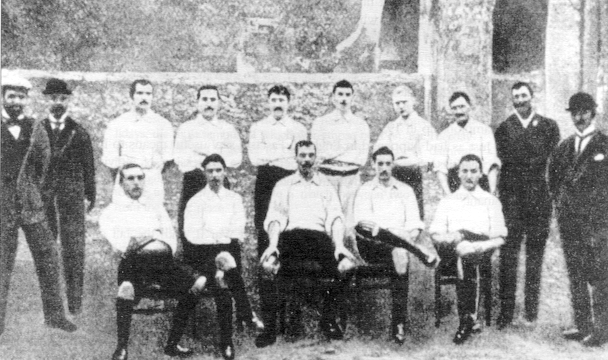
Il, primo vincitore del neonato campionato italiano di «football» nel 1898

Sebbene gli storici parlino di giochi molto simili al calcio risalenti al Medioevo, la storia del calcio moderno in Italia incominciò alla fine del XIX secolo dopo intensi traffici commerciali con l'Inghilterra. Furono infatti le città portuali che videro nascere i primi «Football Club», società prevalentemente calcistiche e formate in gran parte da soci britannici. La più antica formazione italiana tra quelle che conservano tuttora il proprio atto fondativo è il Genoa, fondato il 7 settembre 1893, sebbene alcune testimonianze sostengano che in tale data fosse già attivo l'Internazionale Torino (1891), a sua volta frutto della fusione di due precedenti sodalizi: il Torino FCC (1887) e il Nobili Torino (1889).
Nonostante i pionieri del nuovo sport fossero diffusi in tutto il Paese, era solo nell'Italia nord-occidentale che si aveva una concentrazione di squadre tale da poter disputare stabilmente degli incontri. Già dal 1896 la Federazione Ginnastica Nazionale Italiana organizzò un campionato nazionale, nella prima edizione vinto dall'Udinese, cui seguì l'anno dopo l'affermazione dell'Unione Pro Sport Alessandria.
La Federazione Italiana del Football (FIF) fu invece fondata a Torino il 26 marzo 1898 e subito organizzò il primo Campionato Italiano di Football riconosciuto come ufficiale, vinto dal Genoa, che si aggiudicò anche il campionato successivo, nel 1899.

### Inizio novecento

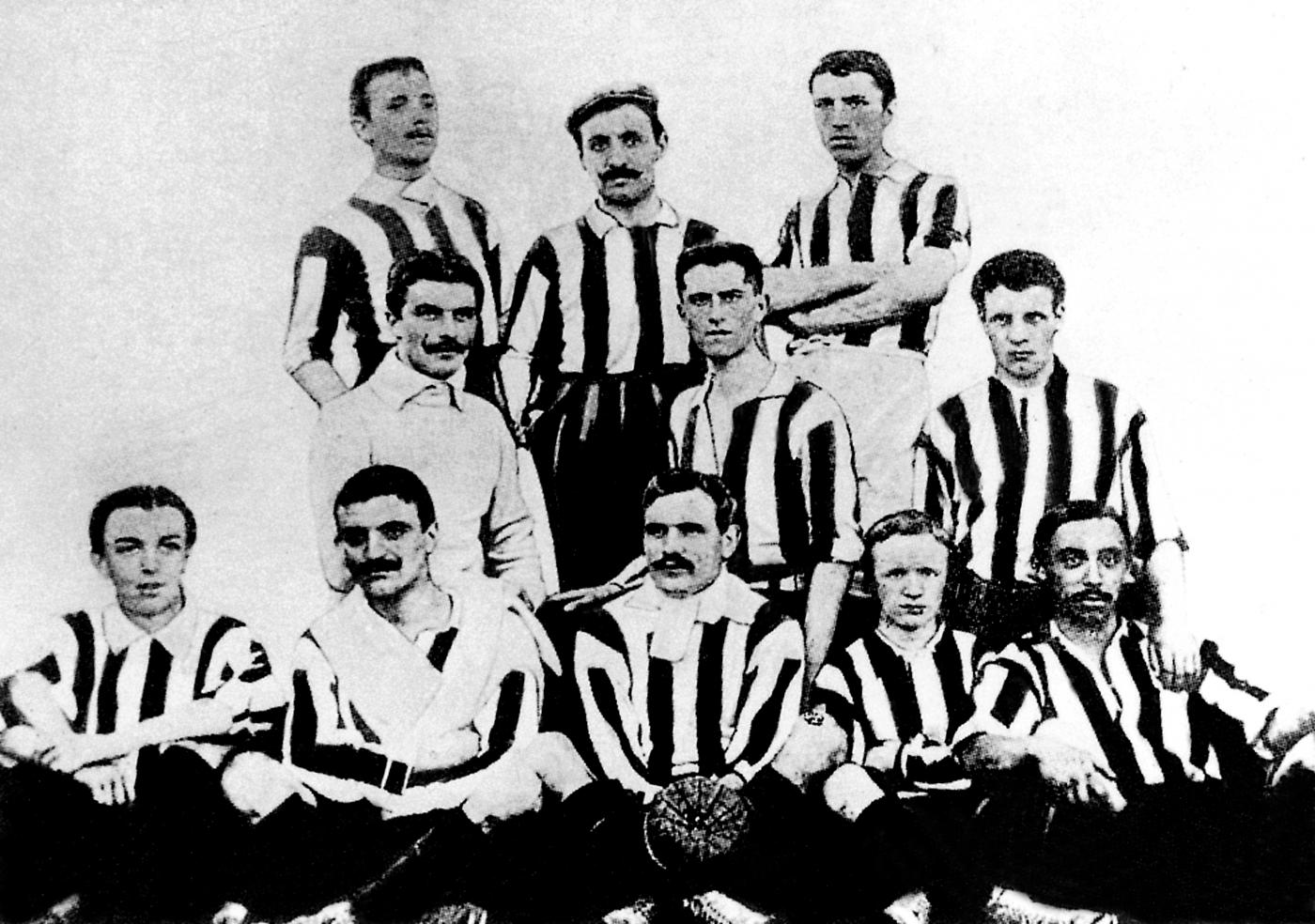
La per la prima volta campione d'Italia nel 1905

A partire dal 1900 a primi turni di carattere regionale, in caso di qualificazione seguivano semifinali e finali su base nazionale, queste ultime concepite come atto conclusivo della manifestazione a cui accedevano due sole squadre. In questo periodo solo tre regioni potevano schierare squadre in grado di combattersi in maniera equilibrata: il Piemonte, la Liguria e la Lombardia. Le formazioni delle altre regioni, persino nelle amichevoli rimediavano spesso pesanti sconfitte da squadre del Nord-Ovest, anche non di primo piano. Il Genoa fu la prima «grande» del calcio italiano: dopo i due titoli del secolo precedente, vinse quattro dei primi cinque campionati del Novecento, lasciando per la prima volta la vittoria a un'altra formazione nel 1901, quando il Milan riuscì nell'impresa di battere i liguri. Un'ulteriore prima volta si ebbe nel 1905, quando fu la Juventus a vincere il titolo di campione d'Italia in un torneo che dalla stagione precedente aveva preso il nome di Prima Categoria, e alla quale seguirono due nuove vittorie del Milan, a conferma della forza anche calcistica del triangolo industriale.
Sul finire del decennio vi fu il tentativo della Federazione di nazionalizzare forzatamente il campionato, in quanto le big erano piene di stranieri, con due competizioni: una italiana che assegnava il tradizionale titolo di "Campione d'Italia", e una federale aperta a tutti. La sottrazione agli stranieri del diritto di competere per il titolo portò a un boicottaggio dei club maggiori, e ne approfittò la Pro Vercelli, che vinse i due campionati regolari del 1908 e 1909.

### Anni 1910
Il 15 maggio 1910, all'Arena Civica di Milano, avvenne l'esordio assoluto della nazionale di calcio dell'Italia, contro la Francia, vincendo per 6-2.
Sempre nel 1910, in occasione della prima sperimentale introduzione sul modello della First Division inglese di un girone unico che avrebbe direttamente assegnato la vittoria alla squadra prima classificata, un'altra formazione di Milano, l'Inter, conquistò il suo primo titolo nazionale. I bianchi della Pro Vercelli seppero però rifarsi nei tre anni successivi, quando conquistarono altri tre titoli consecutivi (1911, 1912 e 1913), finendo per insidiare il primato del Genoa nell'albo d'oro. Il 1914 invece verrà ricordato come l'anno nel quale vinse il campionato il Casale, formazione della cittadina piemontese.
Il campionato del 1915 venne interrotto a causa dell'intervento italiano nella prima guerra mondiale e successivamente, al Genoa che era in prima posizione del girone finale della Lega Nord, fu assegnata la vittoria finale in quel torneo. Nei restanti anni del decennio il calcio rimase fermo a causa del prolungarsi del conflitto bellico, terminato nel 1918.

### Anni 1920

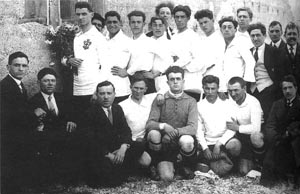
Una formazione della Pro Vercelli, le cosiddette «bianche casacche»

Con la ripresa postbellica cominciarono intensi dibattiti in vista di una razionalizzazione del campionato, ma tali discussioni sfociarono in un nulla di fatto a causa dell'ostruzionismo delle piccole formazioni di provincia, le quali temevano per il loro futuro all'interno di un eventuale torneo più elitario. L'Inter nel 1920 e la Pro Vercelli nel 1921 si laurearono così campioni dopo una lunga serie di gironi e partite. L'insofferenza delle società metropolitane giunse al culmine quando un progetto di riforma presentato da Vittorio Pozzo fu respinto dal Consiglio Federale: fu così che le ventiquattro squadre più forti e rappresentative abbandonarono la federazione fondando la Confederazione Calcistica Italiana, col compito di organizzare un campionato sul sistema del progetto Pozzo. Nel 1922 si ebbero così due campioni: da una parte la semisconosciuta Novese nel torneo federale di Prima Categoria, e dall'altra la big Pro Vercelli, che giunse al suo canto del cigno, nel torneo CCI denominato Prima Divisione. Tuttavia l'insostenibilità della situazione portò le due fazioni a riconciliarsi sulla base del compromesso Colombo, che consacrava la nuova massima categoria nella Prima Divisione, composta delle Leghe Nord e Sud, che stabilivano ognuna un club vincitore, sfidandosi successivamente per il titolo nazionale. 

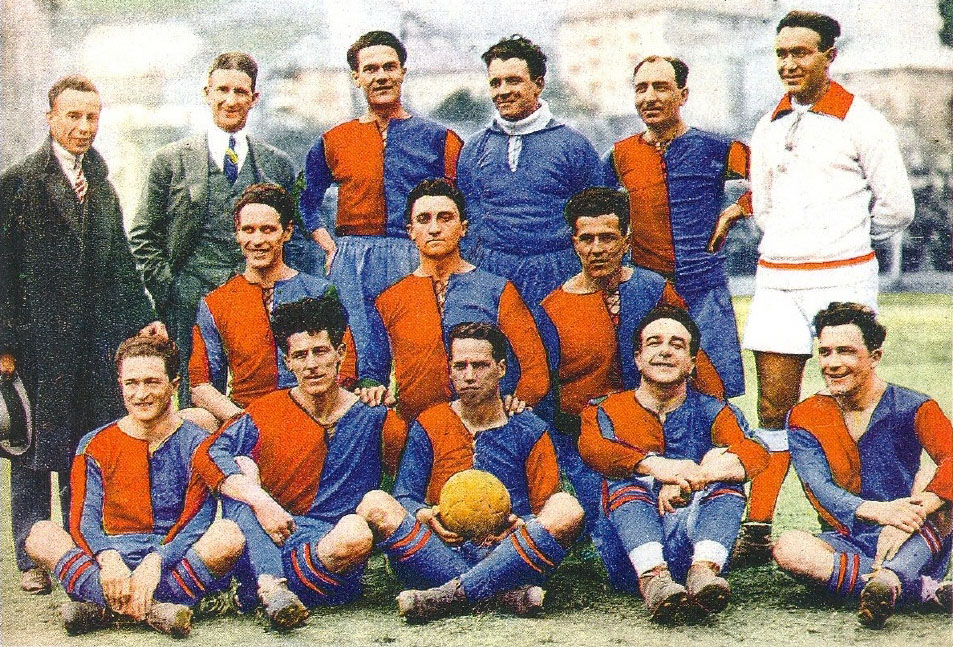
Il Genoa, campione per la nona e ultima volta nel 1924

Nel 1923 e 1924 il Genoa ottenne gli ultimi due dei suoi nove titoli, facendo in tempo a divenire la prima società a fregiarsi dello scudetto, da allora simbolo dei detentori del titolo. Nel corso del decennio alcuni industriali quali Edoardo Agnelli (1923), Senatore Borletti (1926) e Renato Sacerdoti (1927) cominciarono a investire in squadre di calcio italiane quali Juventus, Inter e Roma, rispettivamente.

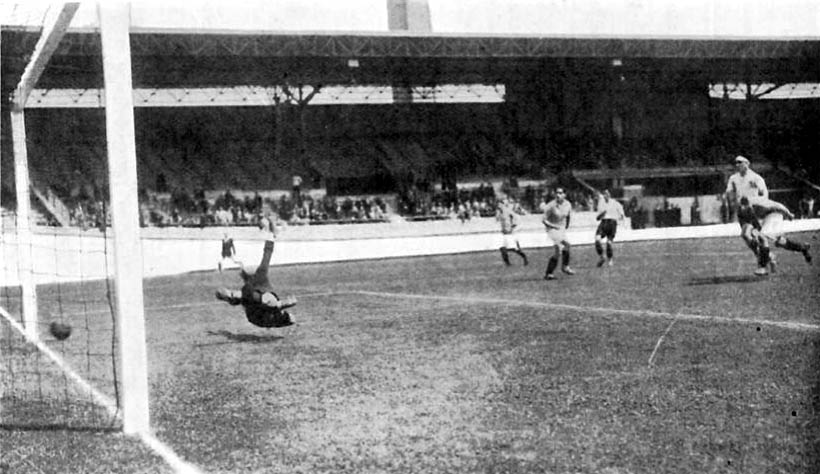
Un'immagine di Italia-Francia, ottavo di finale del torneo olimpico di Amsterdam 1928

Nel 1925 il Bologna, con il sospetto di forti ingerenze da parte del Partito Nazionale Fascista, vinse il suo primo scudetto, dopo una lunga e controversa serie di finali contro il Genoa, segnate da contestate decisioni arbitrali e conseguenti gravi disordini di ordine pubblico. Nel 1926 trionfò invece la Juventus degli Agnelli, che portarono nel calcio italiano nuovi metodi gestionali mutuati dall'esperienza nelle aziende, dall'organizzazione interna del club alla modernizzazione delle proprie infrastrutture. Nell'estate del 1926, con la carta di Viareggio, il governo fascista riorganizzò il campionato abolendo la divisione tra nord e sud, ritenuta inaccettabile secondo gli ideali nazionalistici del regime, che la consideravano un motivo di divisione per il Paese: nacque la nuova Divisione Nazionale che apriva ufficialmente le porte al professionismo.
Con la nuova formula del torneo, primeggiò nelle prime due stagioni il Torino allestito dal presidente e conte Enrico Marone Cinzano, grazie anche al contributo del cosiddetto «Trio delle Meraviglie» composto da Julio Libonatti, Adolfo Baloncieri e Gino Rossetti. I granata però incapparono nello scandalo del caso Allemandi, venendo accusati di avere avvicinato e corrotto il terzino juventino Luigi Allemandi, fatto che costò la revoca del loro primo scudetto. L'ultimo scudetto del decennio fu vinto dal Bologna, che superò il Torino nello spareggio finale disputato allo stadio Flaminio di Roma.
La nazionale italiana ebbe in questo periodo il suo primo risultato importante della sua storia, conquistando la medaglia di bronzo olimpica ad Amsterdam 1928.

### Anni 1930

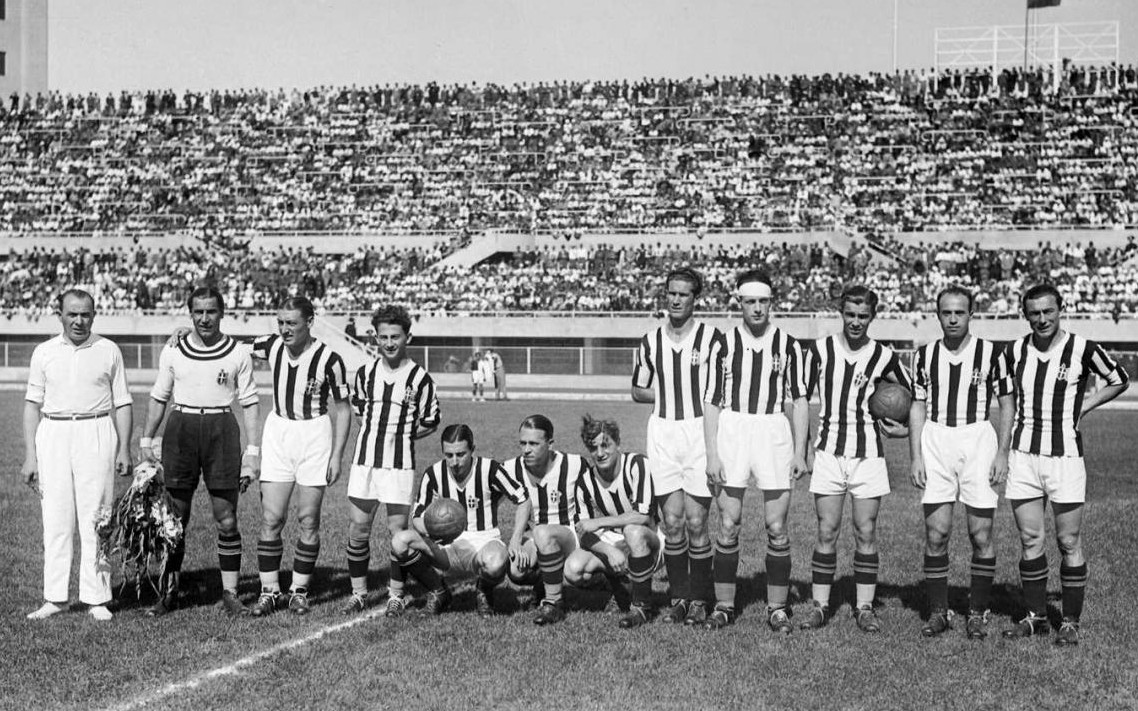
La Juventus del «Quinquennio d'oro»

Gli anni trenta sono il primo decennio di gloria per il calcio italiano e iniziarono con la novità epocale del primo campionato a girone unico, denominato "Serie A" e voluto nel 1928 dal presidente federale Leandro Arpinati. Il torneo venne vinto dall'Inter del bomber Giuseppe Meazza, con il club che era stato rinominato in Ambrosiana dal regime fascista per ragioni politiche.

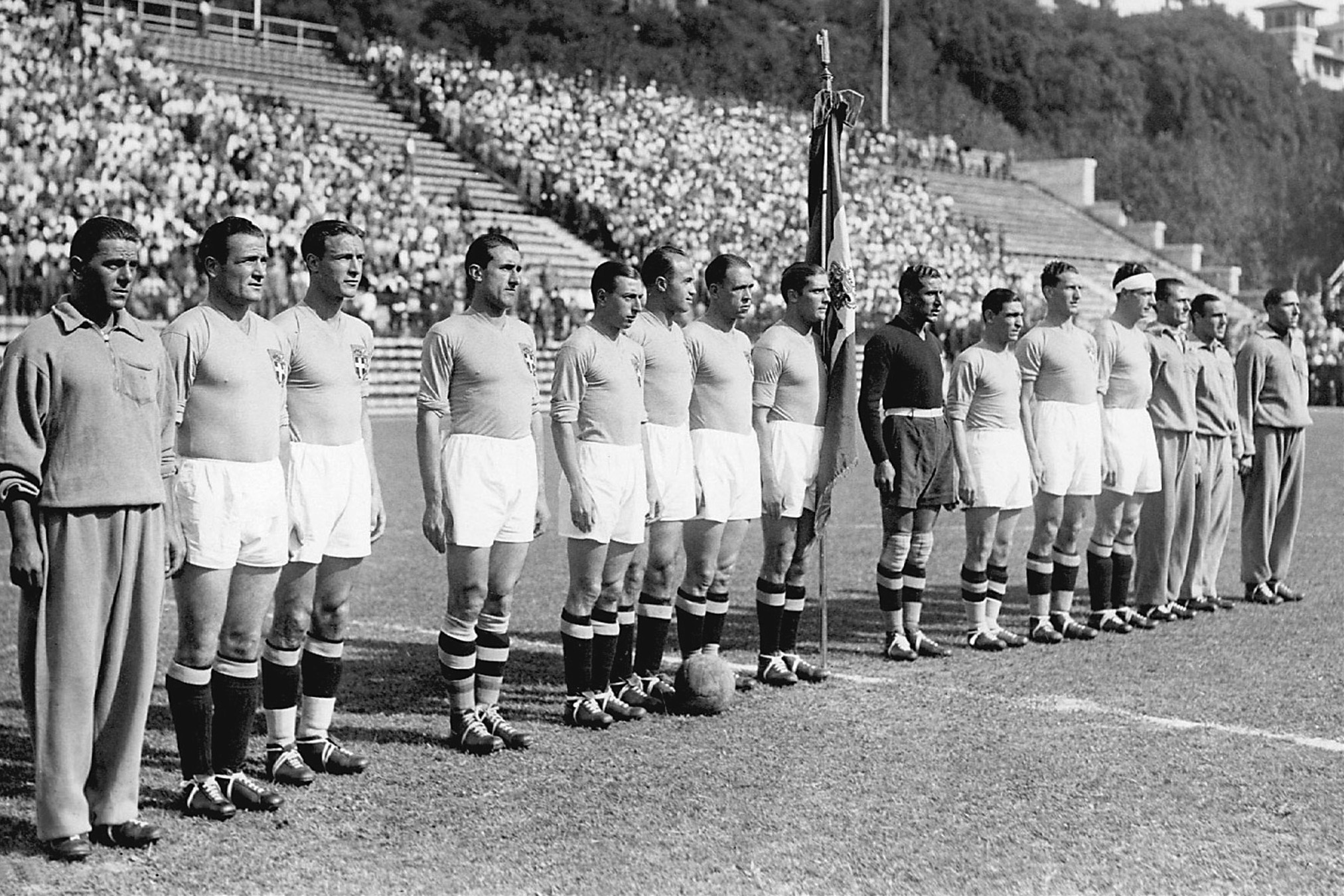
L'Italia per la prima volta campione del mondo nel 1934

Dall'anno seguente, in campionato, andò in scena il primo ciclo vincente della Juventus, il cosiddetto «Quinquennio d'oro», grazie all'apporto di elementi come Giovanni Ferrari, Raimundo Orsi, Luis Monti e il trio difensivo Combi-Rosetta-Caligaris, quando tra il 1931 e il 1935 arrivarono cinque scudetti consecutivi; allenatore della squadra in quattro delle cinque vittoriose stagioni fu Carlo Carcano, uno dei precursori del «metodo». Molti giocatori di quella Juventus formarono il nucleo della nazionale italiana che, parallelamente, aprì l'unico ciclo di vittorie nella storia degli Azzurri.
L'Italia del «Periodo d'oro», guidata da Vittorio Pozzo, vinse i suoi primi trofei ufficiali della sua storia. Pur rinunciando a partecipare al primo campionato mondiale di calcio di Uruguay 1930, l'Italia guidata da Vittorio Pozzo in panchina e da Giuseppe Meazza in campo si aggiudicò la seconda edizione della Coppa Internazionale e, nel 1934, la squadra partecipò al campionato del mondo 1934 da padrona di casa. Sconfitti Stati Uniti, Spagna e Austria, a gettare ombre sul trionfo azzurro, consumatosi nella capitale contro una Cecoslovacchia arresasi solamente nei supplementari 2-1, furono polemiche relative agli arbitri, il cui operato venne giudicato favorevole agli Azzurri per la pressione esercitata dal regime fascista. Nello stesso anno la squadra disputò un'amichevole contro l'Inghilterra, persa per 3-2 ma rimasta negli annali come «battaglia di Highbury».

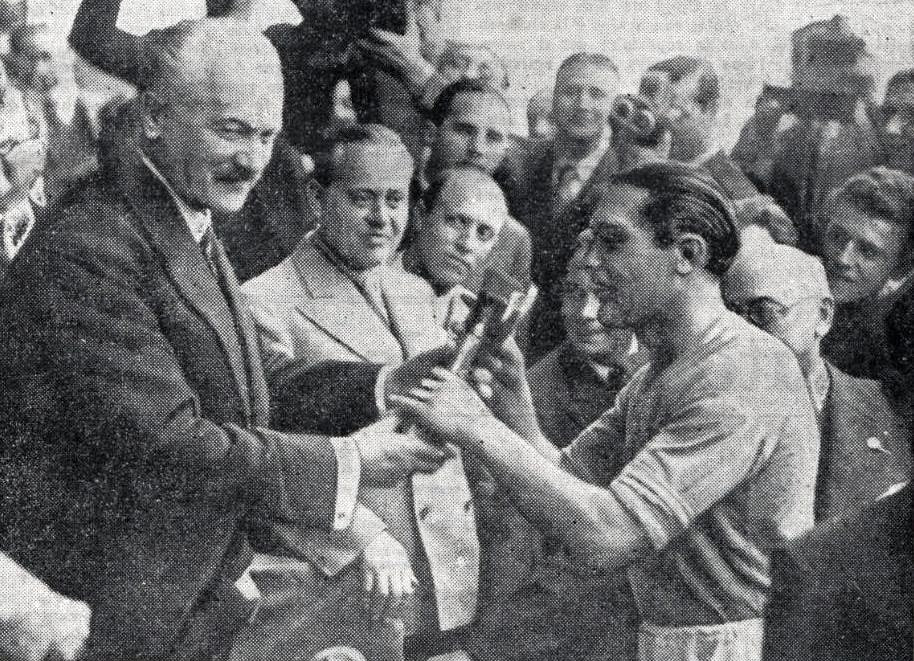
Giuseppe Meazza riceve la Coppa Jules Rimet nel 1938

Il Bologna in posa con la Coppa dell'Europa Centrale

Confermato il successo in Coppa Internazionale nel 1935, la nazionale rimpinguò ulteriormente la sua bacheca con l'oro olimpico a Berlino 1936. Decisivo fu il contributo di Annibale Frossi, autore di una doppietta contro l'Austria nella finalissima. Nel 1938 fu poi bissato il titolo mondiale nell'edizione di Francia 1938: l'Italia eliminò in sequenza Norvegia, Francia e Brasile fino all'atto conclusivo dove regolarono per 4-2 l'Ungheria, con doppiette di Silvio Piola e Gino Colaussi.
In quel periodo arrivarono anche i primi successi in campo internazionale per un club italiano: il Bologna di Gianni Bonaveri vinse nel 1932 e nel 1934 la Coppa dell'Europa Centrale, la più antica competizione calcistica europea per squadre di club. Successivamente, l'assunzione della presidenza degli emiliani da parte di Renato Dall'Ara e la prematura morte di Edoardo Agnelli, avvenuta nel 1935, coincise con la fine delle vittorie bianconere e l'inizio di un ciclo dei felsinei. Il Bologna vinse tre scudetti (1936, 1937, 1939). Quel gruppo, guidato da Árpád Weisz prima e di nuovo da Felsner poi, divenne noto come «Lo squadrone che tremare il mondo fa». Il ciclo bolognese della seconda parte degli anni trenta venne interrotto solo nel 1938, con lo scudetto dell'Ambrosiana-Inter di Ferdinando Pozzani, con Armando Castellazzi in panchina, il più giovane allenatore di sempre a vincere un campionato di Serie A.

### Anni 1940

La scudettata del 1942

Gli invincibili del «Grande Torino» pluricampione d'Italia

Gli anni quaranta furono contraddistinti dall'epopea del «Grande Torino» e dall'interruzione bellica dal calcio per la seconda guerra mondiale.
Anche questo decennio, come il precedente, iniziò con uno scudetto dell'Ambrosiana-Inter nel 1940, sotto la gestione dell'austriaco Tony Cargnelli, al quale seguirono l'ultimo campionato vinto dal Bologna di Renato Dall'Ara ma, soprattutto, il primo e storico titolo di campione d'Italia per una squadra della capitale: la Roma di Edgardo Bazzini e dell'allenatore ungherese Alfréd Schaffer vinse nel 1942, trascinata dal bomber Amedeo Amadei.
L'anno seguente iniziò il ciclo del Torino capace di vincere cinque titoli nazionali consecutivi (non considerando l'interruzione della serie nel transitorio Campionato Alta Italia del 1944, a cui la FIGC nel 2002 ha riconosciuto soltanto valore onorifico, vinto dai 42º Corpo VVFF La Spezia) tra il 1943 e il 1949, e una Coppa Italia nel 1943: grazie a questo successo, il Torino fu la prima squadra a centrare il double scudetto-coppa nazionale nella stessa stagione. Asse portante della nazionale italiana di quegli anni, il «Grande Torino» riuscì a portare anche dieci giocatori contemporaneamente in campo in azzurro. I granata del presidente Ferruccio Novo e del capitano e leader indiscusso Valentino Mazzola videro interrotto il loro ciclo il 4 maggio 1949, nella sciagura aerea nota come «tragedia di Superga», nella quale l'intera squadra perse la vita.

### Anni 1950
La tragedia di Superga fu un passaggio importante per il calcio italiano, che segnò il tramonto delle vecchie gerarchie e diede inizio all'era moderna del campionato italiano. Al di là delle singole stagioni, il palcoscenico della Serie A sarà, da quel giorno, occupato dalle «tre grandi»: la Juventus degli Agnelli, il Milan e l'Inter, che lasceranno a tutte le altre società solo un ruolo da comprimarie o meteore, destinate a brevi e mai stabili passaggi ai vertici delle classifiche. Anche la nazionale risentì degli echi di Superga: nel timore di nuovi incidenti aerei, la squadra si recò per via marittima in Brasile per partecipare al campionato del mondo 1950, ma durante la traversata non poté svolgere un'adeguata preparazione e, pertanto, da campione in carica venne eliminata nel girone iniziale.

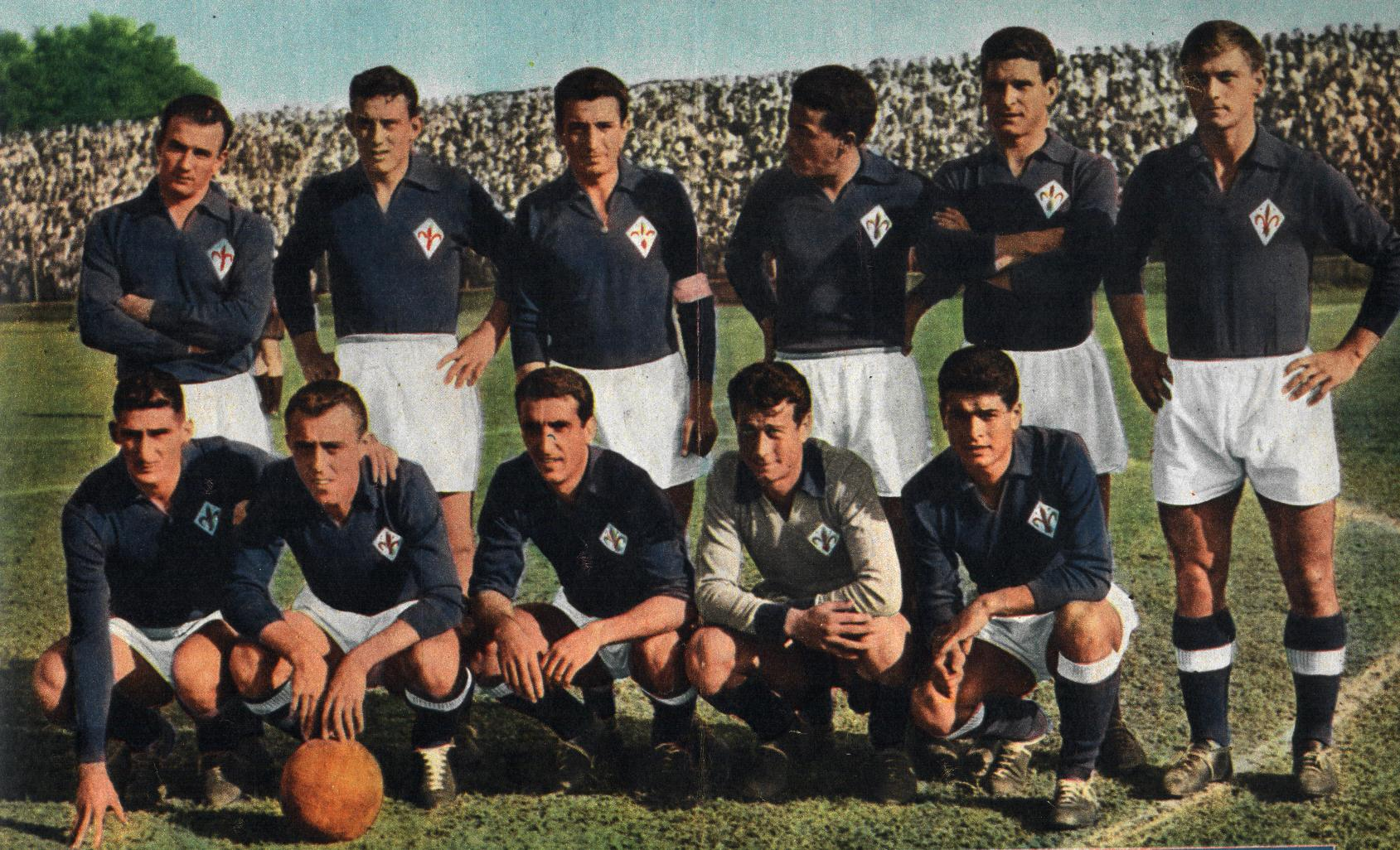
La prima volta della campione nel 1956

In campionato, le tre squadre sopra citate vinceranno tutti gli scudetti del decennio, lasciando solo un campionato, nel 1956, alla Fiorentina di Fulvio Bernardini, al primo titolo nazionale al quale fece seguito, l'anno successivo, la prima finale di un club italiano in Coppa dei Campioni, neonata manifestazione UEFA.

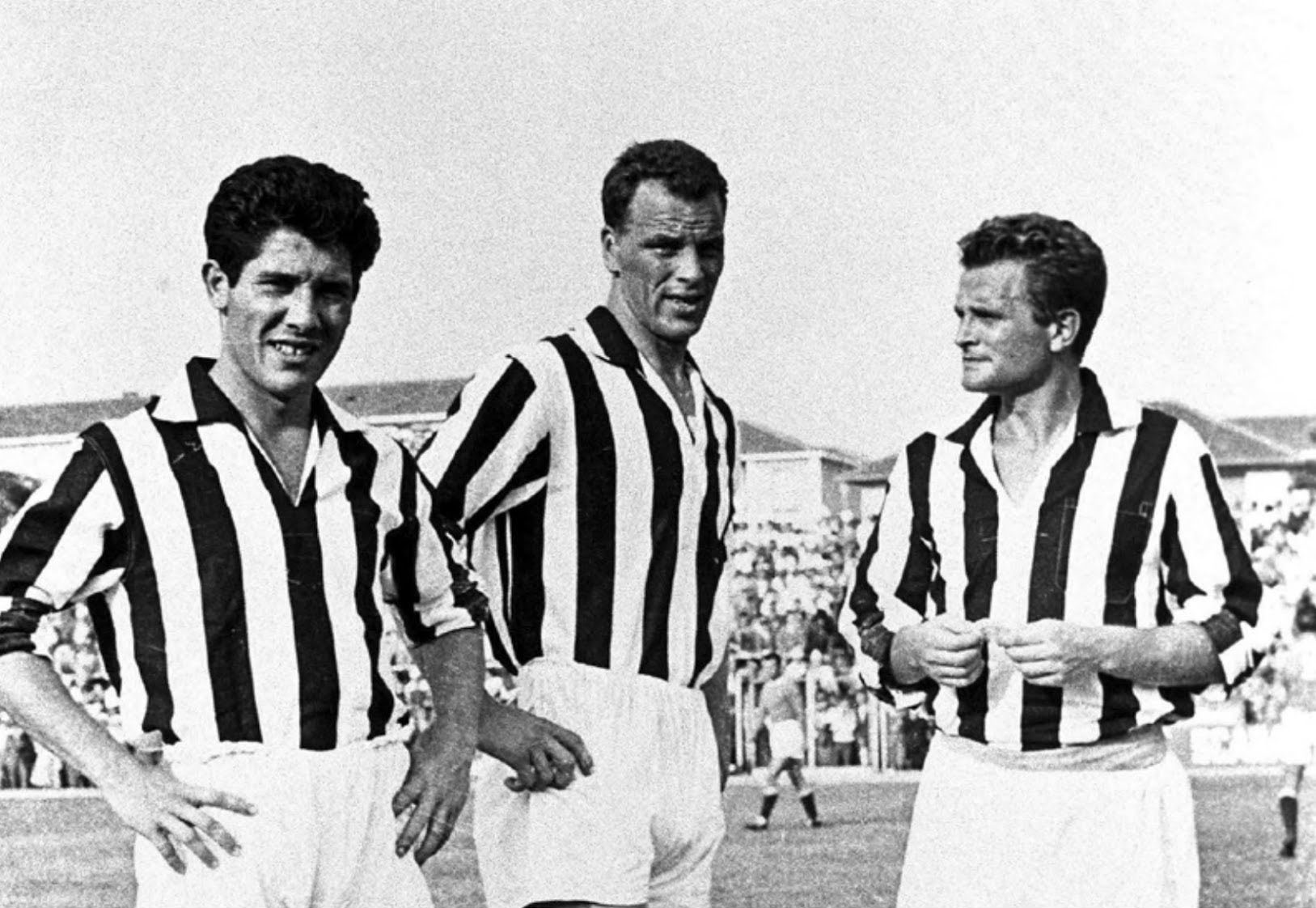
Il «Trio Magico» della Juventus

La Juventus, sotto la presidenza di Gianni Agnelli e in seguito di suo fratello Umberto, tornò alla ribalta dopo tre lustri con uno scudetto nel 1950, il primo post Superga, a guida dell'inglese Jesse Carver. Nel 1952, con in campo Giampiero Boniperti e i tre danesi John Hansen, Karl Aage Hansen e Karl Aage Præst, arrivò un nuovo titolo italiano, mentre lo scudetto del 1958, grazie anche all'arrivo di Omar Sívori e John Charles, che insieme a Boniperti formarono il «Trio Magico», portò i bianconeri al decimo titolo, che valse il diritto a poter esporre sulle maglie la stella.
Il Milan invece, negli anni cinquanta, vinse quattro scudetti: Umberto Trabattoni riportò il titolo nel 1951, dopo quarantaquattro anni, grazie alle gesta del trio svedese Gre-No-Li, formato da Gunnar Gren, Gunnar Nordahl e Nils Liedholm, mentre il suo successore, Andrea Rizzoli, vinse nel 1955, 1957 e 1959 con vari campioni quali Juan Alberto Schiaffino, José Altafini e ancora Nils Liedholm. Grazie a questi elementi, i rossoneri ottennero i loro primi successi internazionali aggiudicandosi due edizioni della Coppa Latina nel 1951 e nel 1956, diventando l'unica squadra italiana a vincere questa competizione antesignana della Coppa dei Campioni riservata alle vincitrici del titolo nazionale di Italia, Spagna, Francia e Portogallo. Dopo la Fiorentina furono inoltre il secondo club tricolore, nel 1958, a giungere fino all'atto conclusivo della Coppa dei Campioni, perdendo anch'essi contro il Real Madrid a Bruxelles.
Infine, l'Inter di Carlo Masseroni primeggiò nel biennio 1953-1954, allenata da Alfredo Foni e l'anno seguente la società venne acquistata dal petroliere Angelo Moratti che ebbe nei primi anni risultati non all'altezza delle aspettative.
A tener banco nelle cronache dell'epoca fu anche il tema degli oriundi, calciatori d'origine straniera (perlopiù sudamericana) naturalizzati per difendere la maglia azzurra: del gruppo fecero parte Juan Alberto Schiaffino, Alcide Ghiggia, Miguel Montuori, Dino da Costa e Antonio Angelillo. Concludendo un decennio pressoché fallimentare, gli Azzurri mancarono l'appuntamento al campionato del mondo 1958 e, per tale esclusione, fu decisiva la sconfitta a Belfast per 2-1 contro l'Irlanda del Nord.

### Anni 1960

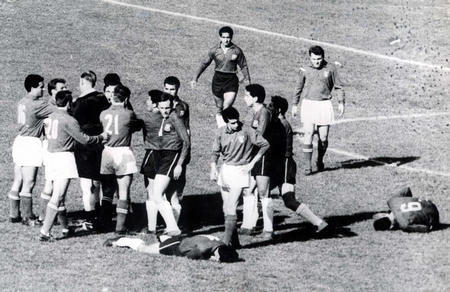
Un'immagine della «battaglia di Santiago»

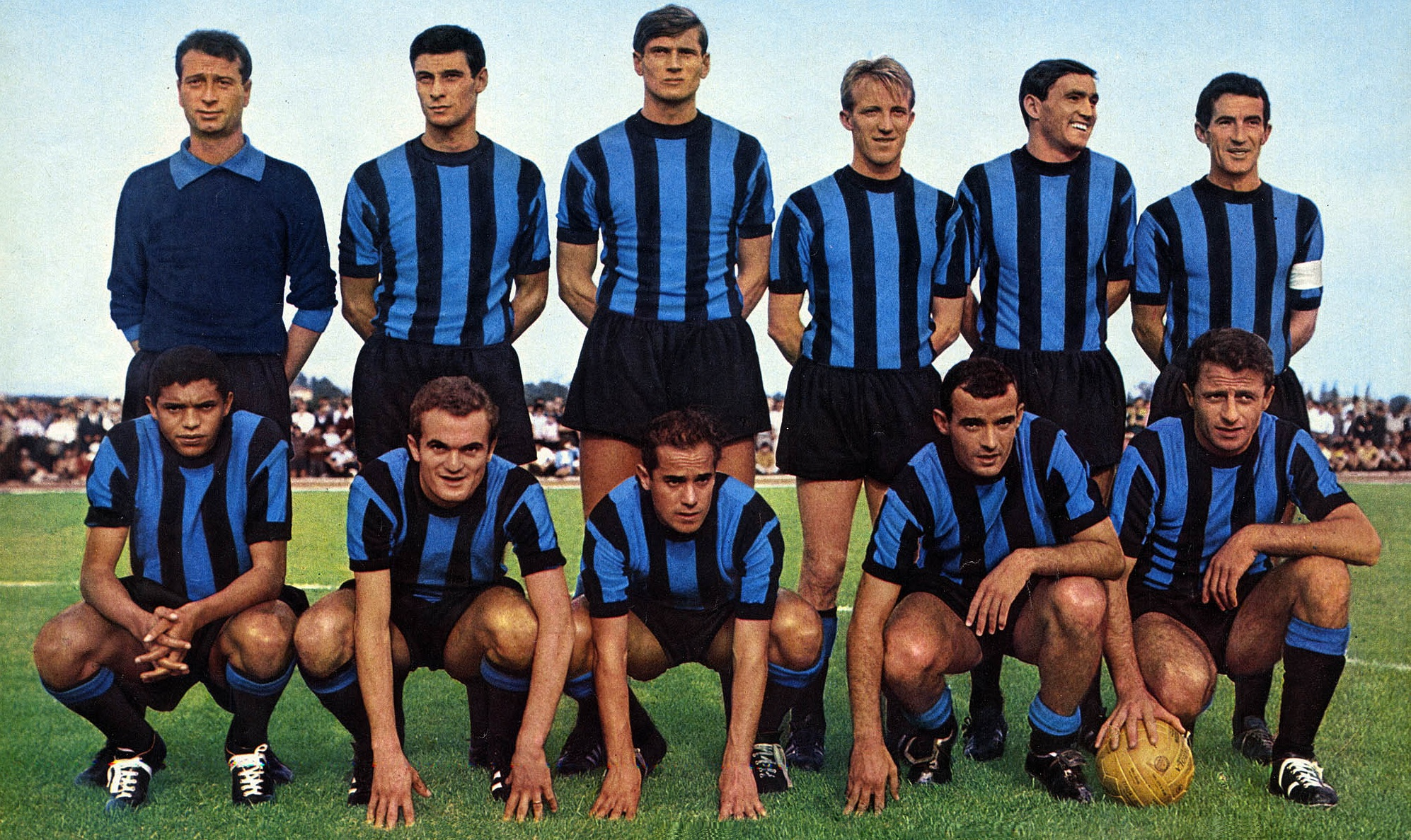
Una formazione della «Grande Inter» nella stagione 1964-65

Il decennio fu contraddistinto da un ulteriore rafforzamento delle «tre grandi», con altre formazioni che comunque riuscirono a vincere dei titoli nazionali e internazionali.
Difatti, gli anni sessanta iniziarono con un mini ciclo di vittorie della Juventus: due scudetti e una Coppa Italia, con Omar Sívori che divenne il primo calciatore proveniente dalla Serie A a vincere il Pallone d'oro Un ulteriore scudetto verrà conquistato dai bianconeri, in questo decennio, nel 1967.
Il 1961 fu però la stagione dei primi trionfi europei, nel dopoguerra, per i club italiani: la Roma vinse la Coppa delle Fiere, superando il Birmingham City, e la Fiorentina conquistò la Coppa delle Coppe in una doppia sfida finale contro gli scozzesi del Rangers. I viola torneranno in finale del torneo anche la stagione successiva, perdendo contro l'Atlético Madrid.
La nazionale invece, al campionato del mondo 1962, venne eliminata nel girone iniziale perdendo la sfida decisiva per il passaggio del turno ad opera dei padroni di casa del Cile, nella gara definita come la «battaglia di Santiago», poiché fu un duro incontro nel quale pesò la direzione di gara del britannico Ken Aston, con l'espulsione di due italiani e l'impunità verso la violenza dei cileni.

Gianni Rivera, simbolo del Milan per 19 anni

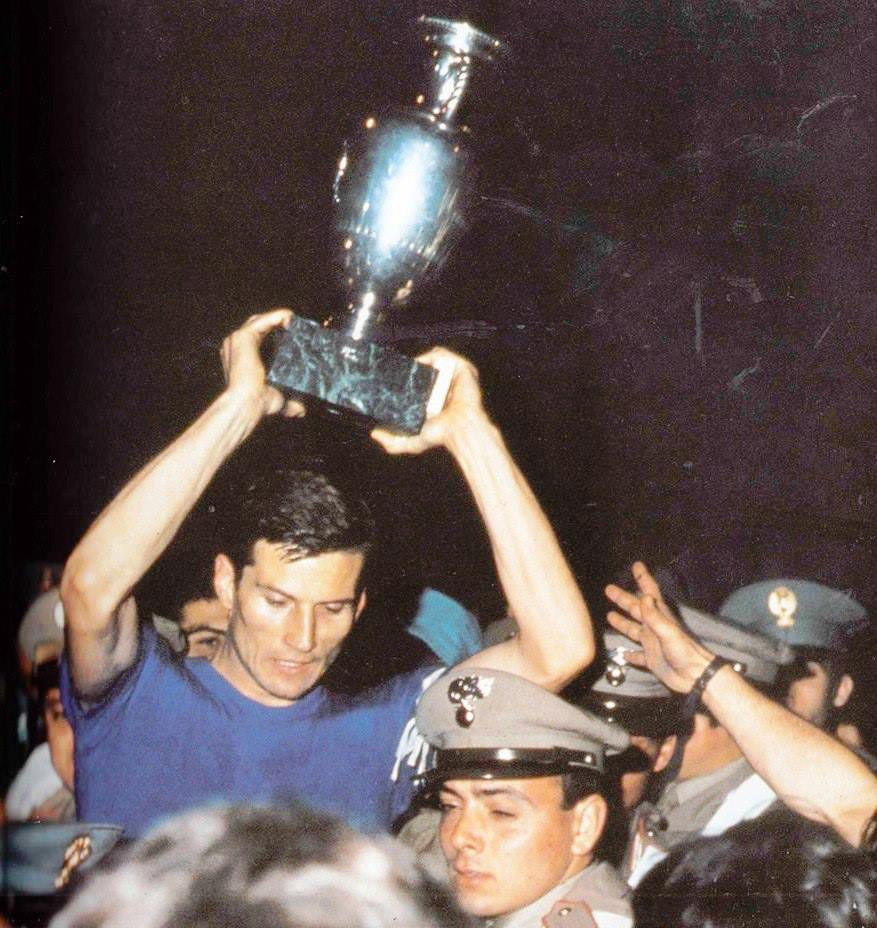
Giacinto Facchetti solleva il primo trofeo continentale vinto dalla nazionale maggiore maschile nel 1968

Nel 1962 il Milan di Nereo Rocco conquistò il suo ottavo scudetto, quarto titolo per Andrea Rizzoli, ma soprattutto l'anno seguente vinse la Coppa dei Campioni superando a Londra il Benfica, divenendo il primo club italiano a vincere la competizione. Con questo titolo Rizzoli lasciò la guida del club, spianando la strada al ciclo vincente dell'Inter del presidente Angelo Moratti, che nel 1960 aveva scelto di affidare la panchina all'argentino Helenio Herrera: fu l'inizio dell'epopea della «Grande Inter», che nel giro di quattro anni vinse tre scudetti, compreso quello della stella nel 1966, due Coppe dei Campioni e due Coppe Intercontinentali consecutive, prima squadra europea a riuscirci. La prima Coppa dei Campioni fu conquistata nel 1964, battendo nella finale di Vienna il Real Madrid, mentre la seconda arrivò l'anno seguente sconfiggendo a San Siro il Benfica. I due successi continentali furono seguiti in entrambi i casi dall'affermazione mondiale, rendendo così l'Inter la prima squadra italiana «campione del mondo».
Le poche débâcle dei nerazzurri avvennero nello spareggio scudetto del 1964, perso in favore del Bologna al suo settimo titolo (e unico dal dopoguerra), nel campionato 1966-1967, perso in favore dei rivali della Juventus a seguito di una papera del portiere Giuliano Sarti nell'ultima giornata contro il Mantova, e in finale di Coppa dei Campioni nel 1967, persa a Lisbona contro gli scozzesi del Celtic.
La parte finale del decennio ebbe un nuovo mini ciclo del Milan di Franco Carraro e di Gianni Rivera, primo pallone d'oro italiano, con uno scudetto vinto, una seconda Coppa dei Campioni conquistata a Madrid contro l'Ajax e, per la prima volta, le vittorie in Coppa delle Coppe, superando l'Amburgo in finale a Rotterdam, e nella Coppa Intercontinentale. Il decennio si concluse con l'inaspettato secondo scudetto, nel 1969, della Fiorentina del tecnico argentino Bruno Pesaola.
La seconda parte del decennio sono anni nei quali la nazionale ebbe degli alti e dei bassi, che passeranno alla storia del calcio italiano: al campionato del mondo 1966, in Inghilterra, gli Azzurri furono eliminati dai semi-professionisti della Corea del Nord, grazie a un gol di Pak Doo Ik, mentre due anni dopo, guidati da Ferruccio Valcareggi, tornarono ai vertici del calcio mondiale, con la vittoria del campionato d'Europa 1968 giocato in casa. La semifinale contro l'Unione Sovietica terminò senza gol, con il passaggio alla finale deciso da una monetina: il lancio premiò l'Italia, permettendo ai padroni di casa di contendere alla Jugoslavia il titolo continentale. L'incontro si risolse in parità, con reti di Dragan Džajić e Angelo Domenghini, portando alla ripetizione della gara a 48 ore di distanza. Nel secondo incontro gli Azzurri vinsero per 2-0, con gol di Gigi Riva e Pietro Anastasi, conquistando il primo titolo europeo della loro storia.

### Anni 1970

Gigi Riva, leader del Cagliari campione d'Italia

Gli anni settanta iniziarono con lo storico scudetto del Cagliari di Gigi Riva e Angelo Domenghini, primo titolo di campione d'Italia per una società del Mezzogiorno, e con il secondo posto al campionato del mondo 1970 della nazionale italiana allenata ancora da Ferruccio Valcareggi, che perse in finale per 4-1 contro il Brasile di Pelé, in una gara che assegnava definitivamente la Coppa Rimet, avendo entrambe le nazioni già due mondiali in bacheca. In precedenza, nella semifinale del torneo, gli Azzurri avevano superato la Germania Ovest ai tempi supplementari, per 4-3 in quella che verrà definita la «partita del secolo».

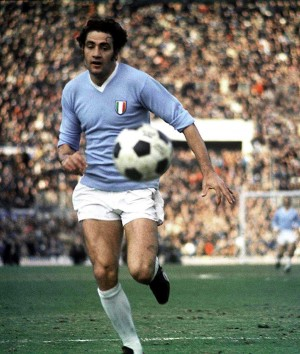
Il centravanti della Lazio Giorgio Chinaglia

In questo decennio la Juventus degli Agnelli, sotto la presidenza di Giampiero Boniperti, conquistò la metà degli scudetti disponibili, cinque, allenata prima da Čestmír Vycpálek, poi di Carlo Parola e infine da Giovanni Trapattoni. I bianconeri, oltre a due Coppe Italia, arrivarono per la prima volta nella loro storia in finale di Coppa dei Campioni nel 1973, perdendo a Belgrado contro l'Ajax di Johan Cruijff, mentre conquistarono nel 1977 il loro primo successo europeo, la Coppa UEFA, in finale contro l'Athletic Bilbao.
Gli altri titoli di campione d'Italia del decennio furono appannaggio di: Inter di Ivanoe Fraizzoli, nel 1971 (questo scudetto comporterà, l'anno seguente, l'approdo anche per i nerazzurri in finale di Coppa dei Campioni contro l'Ajax, sconfitti sul campo di Rotterdam); Lazio di Tommaso Maestrelli e del bomber Giorgio Chinaglia nel 1974, primo titolo per i capitolini; Torino dei gemelli del gol Francesco Graziani e Paolo Pulici, nel 1976, settimo scudetto e primo dopo la tragedia di Superga del 1949; Milan, nel 1979, decimo scudetto con assegnazione della stella. Tra l'altro i rossoneri, nel 1973, avevano conquistato la loro seconda Coppa delle Coppe battendo il Leeds Utd nella finale di Salonicco, ma non riuscirono a difendere il titolo l'anno seguente, venendo battuti nell'atto conclusivo dai tedeschi del Magdeburgo.
Per la nazionale, dopo la non esaltante esperienza al campionato del mondo 1974 eliminata nel girone iniziale, nella seconda metà degli anni settanta vi fu un profondo ricambio generazionale, portato avanti dal nuovo commissario tecnico Enzo Bearzot, che diede agli Azzurri il risultato del quarto posto finale al mondiale di Argentina 1978.

### Anni 1980

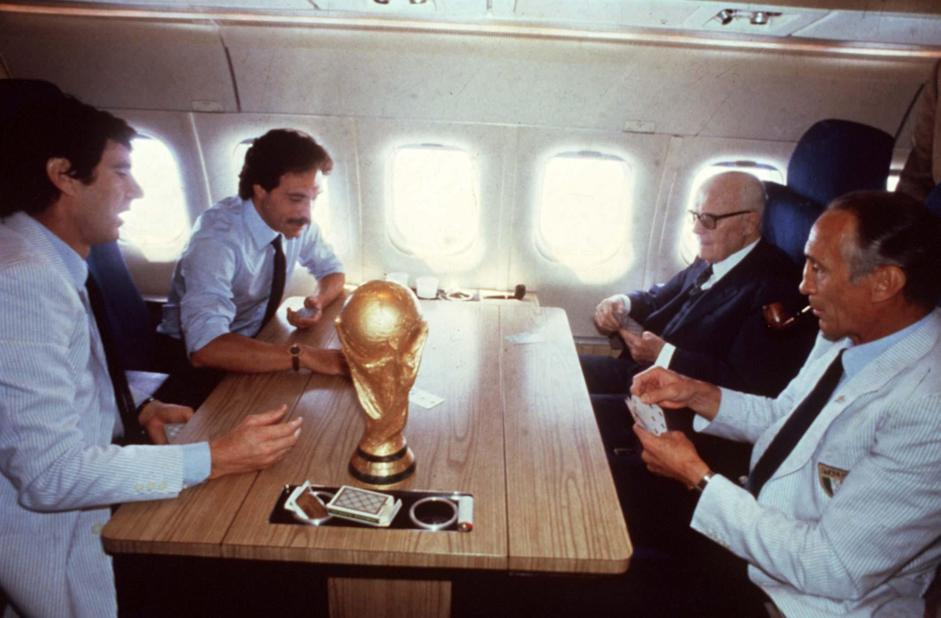
Il capitano azzurro Dino Zoff, Franco Causio e il CT Enzo Bearzot giocano a scopone con il presidente Sandro Pertini, al ritorno in Italia dopo il trionfo mondiale di Madrid

Il decennio portò il calcio italiano sul «tetto del mondo». Gli anni ottanta iniziarono nel segno della nazionale guidata da Enzo Bearzot, che giocò in casa il campionato d'Europa 1980, piazzandosi a un deludente quarto posto finale.

La Juventus di Giovanni Trapattoni della stagione 1983-1984

Due anni dopo gli Azzurri vinsero il campionato mondiale di Spagna 1982, con la conquista del terzo titolo mondiale. La nazionale passò il primo turno nel girone con tre pareggi con Polonia, Perù e Camerun. Nella seconda fase a gironi, l'Italia si ritrovò con Argentina e Brasile: la squadra vinse 2-1 contro i biancocelesti e 3-2 con i verdeoro, decisa dalla tattica contropiedista imposta da Bearzot che consentì a Paolo Rossi di realizzare una tripletta. Rossi fu protagonista anche della semifinale vinta 2-0 contro la Polonia, segnando anche in finale contro la Germania Ovest. Il secondo e il terzo gol per l'Italia portano la firma rispettivamente di Marco Tardelli e di Alessandro Altobelli; a tempo ormai scaduto, i tedeschi siglarono il gol della bandiera. Rossi vinse anche il pallone d'oro nello stesso anno.
La vittoria italiana a Madrid portò tutto il movimento calcistico nazionale a una rinascita, con la Serie A che divenne il «campionato più bello del mondo». Arrivarono nuovi sponsor e nuovi investitori, e la possibilità di acquistare nuovamente giocatori stranieri da parte dei club italiani, permise l'arrivo in Italia di tutti i più grandi campioni di quel periodo.
Dopo lo scudetto del 1980 vinto dall'Inter di Eugenio Bersellini, l'ultimo appannaggio di una squadra composta interamente da giocatori italiani, la prima metà del decennio fu contraddistinta dalla sfida infinita tra la Juventus di Michel Platini (pallone d'oro per tre anni consecutivi in bianconero) e Zbigniew Boniek, guidata da Giovanni Trapattoni, e la Roma di Bruno Conti Paulo Roberto Falcão, allenata da Nils Liedholm. I capitolini del patron Dino Viola nel 1983 ottennero il loro secondo titolo di campioni d'Italia (oltre a quattro Coppe Italia), perdendo l'anno successivo la finale di Coppa dei Campioni, disputata proprio in casa all'Olimpico, ai calci di rigore contro il Liverpool. I bianconeri, invece oltre a quattro scudetti e una Coppa Italia, vinsero nel 1984 la Coppa delle Coppe, superando a Basilea il Porto, e nel 1985 la loro prima Coppa dei Campioni (dopo aver perso in finale ad Atene nel 1983 contro i tedeschi dell'Amburgo), la Supercoppa UEFA e la Coppa Intercontinale, divenendo quindi la prima società al mondo a conquistare tutte le competizioni ufficiali per club. Il titolo di campioni d'Europa del 1985, conseguito a Bruxelles sul Liverpool, fu oscurato da gravi incidenti pre-gara generati dagli hooligan britannici che portarono alla cosiddetta «Strage dell'Heysel» e alla morte di 39 spettatori bianconeri.

Diego Armando Maradona, fuoriclasse del Napoli per 2 volte campione d'Italia

Il Milan vincitore della Coppa dei Campioni 1988-1989

Comunque anche altre società italiane acquisirono campioni in quel periodo, come Karl-Heinz Rummenigge all'Inter, Daniel Passarella e Sócrates alla Fiorentina, Júnior al Torino, Zico all'Udinese, Ramón Díaz all'Avellino, Graeme Souness e Trevor Francis alla Sampdoria, Hans-Peter Briegel e Preben Elkjær Larsen al Verona (che conquistò nel 1985 il suo primo, storico scudetto), Glenn Strömberg all'Atalanta e, soprattutto, Diego Armando Maradona al Napoli. Proprio gli azzurri del «pibe de oro» caratterizzarono la seconda parte del decennio, con il Milan del nuovo proprietario Silvio Berlusconi e l'Inter dello «scudetto dei record» vinto nel 1989 con Trapattoni in panchina e con i due tedeschi Lothar Matthäus e Andreas Brehme in campo. I partenopei trascinati da Maradona e Careca vinsero lo scudetto e la Coppa Italia nel 1987 e nel 1988 il primo trofeo internazionale per un club del Mezzogiorno, la Coppa UEFA, superando lo Stoccarda nella doppia finale. I rossoneri guidati da Arrigo Sacchi in panchina e in campo dal trio olandese Ruud Gullit-Frank Rijkaard-Marco Van Basten conquistarono lo scudetto nel 1988 che portò alla successiva vittoria nel 1989 della Coppa dei Campioni, dove vinse al Camp Nou lo Steaua Bucarest, della Supercoppa UEFA e della Coppa Intercontinentale. Nel 1989 i rossoneri vinsero anche la prima edizione della Supercoppa italiana. Anche la Sampdoria del patron Paolo Mantovani, in quegli anni, diede inizio a una serie di conquiste di trofei, con la vittoria di tre Coppe Italia e il raggiungimento della finale di Coppa delle Coppe, persa contro il Barcellona a Berna.

### Anni 1990

La cerimonia di apertura del

I gemelli del gol Gianluca Vialli e Roberto Mancini, insieme alla Sampdoria

Gli anni novanta furono un ulteriore decennio storico per il calcio italiano, inaugurati dal campionato del mondo 1990, disputato in Italia e vinto dalla Germania Ovest in finale contro l'Argentina, con gli Azzurri di Azeglio Vicini piazzatisi al terzo posto dopo una cavalcata, fino alla semifinale, di sole vittorie senza subire neanche una rete, e dalla conquista, da parte dei club italiani, nella stessa stagione di tutti i trofei ufficiali internazionali: il Milan «olandese» di Arrigo Sacchi bissò il successo in Coppa dei Campioni (vincendo a Vienna contro il Benfica), in Supercoppa UEFA e in Coppa Intercontinentale; la Sampdoria vinse la Coppa delle Coppe sconfiggendo l'Anderlecht a Göteborg; la Juventus primeggiò in Coppa UEFA superando la Fiorentina, in quella che fu la prima finale tutta italiana in una coppa europea.
La Sampdoria di Paolo Mantovani, con l'apporto determinante dei gemelli del gol Gianluca Vialli e Roberto Mancini, andò a conquistare nel 1991 anche lo scudetto, al quale seguì una sfortunata finale della prima UEFA Champions League, torneo che sostituiva la vecchia Coppa dei Campioni, perdendo contro il Barcellona. Sempre nel 1991 l'Inter di Giovanni Trapattoni vinse la Coppa UEFA, sconfiggendo la Roma in una nuova doppia finale italiana, in quella che ormai era una coppa dal dominio italiano. Difatti, anche se nel 1992 il trofeo andò all'Ajax che ebbe la meglio all'ultimo atto sul Torino, nel 1993 la coppa prese la strada del capoluogo piemontese, con la Juventus dell'astro nascente del calcio italiano Roberto Baggio, pallone d'oro, che se l'aggiudicò superando il Borussia Dortmund e nel 1994 figurò nuovamente nell'albo d'oro l'Inter, che batté il Salisburgo in finale.

Festeggiamenti del Parma per la conquista della prima Coppa UEFA

Si affacciò in quegli anni nella élite del calcio italiano anche il Parma della famiglia Tanzi, che riuscì a vincere la sua prima storica Coppa Italia nel 1992, alla quale seguirono una Coppa delle Coppe nel 1993, battendo l'Anversa nell'atto conclusivo del torneo a Wembley (i ducali perderanno il titolo l'anno successivo, nuovamente in finale, a Copenaghen contro l'Arsenal), una Supercoppa UEFA e una Coppa UEFA nel 1995 sconfiggendo rispettivamente nel 1993 Milan e nel 1995 la Juventus, in sfide tutte italiane. Il ciclo dei Tanzi si concluderà nel 1999 con la conquista della seconda Coppa UEFA, a Mosca contro l'Olympique Marsiglia.
Ma la squadra dominatrice della prima parte del decennio fu il Milan di Fabio Capello, che era subentrato a Sacchi in panchina. I rossoneri vinsero quattro scudetti in cinque anni, disputando inoltre tre finali consecutive di Champions League, che si conclusero con una vittoria nel 1994 superando ad Atene il Barcellona, e due sconfitte, 1993 e 1995 rispettivamente con Marsiglia a Monaco di Baviera e Ajax a Vienna.

La Juventus di Marcello Lippi celebra i trionfi del 1996 in Champions League e Coppa Intercontinentale

La nazionale maggiore, con Arrigo Sacchi commissario tecnico dopo l'esperienza rossonera, arrivò in finale del campionato del mondo 1994, negli Stati Uniti, perdendo ai rigori contro il Brasile, dopo lo 0-0 nei tempi regolamentari. A livello di nazionali questo decennio verrà ricordato anche per le tre vittorie consecutive della nazionale Under-21, allenata da Cesare Maldini, al campionato europeo di categoria (1992, 1994, 1996).

Ronaldo con la maglia dell'Inter

La seconda metà degli anni novanta sarà incentrato sulle cosiddette «sette sorelle» (Fiorentina, Inter, Juventus, Lazio, Milan, Parma e Roma) con i bianconeri nuovamente alla guida del calcio italiano, nel quarto ciclo societario, allenati da Marcello Lippi e con la «triade» dirigenziale Luciano Moggi-Antonio Giraudo-Roberto Bettega. La Juventus della nuova stella Alessandro Del Piero e del francese Zinédine Zidane (pallone d'oro 1998) vincerà tre scudetti, una Coppa Italia (con double), ed eguaglierà il Milan, disputando anch'essa tre finali di Champions consecutive. Anche in questo caso solo una sarà vincente: nel 1996 superando a Roma, ai calci di rigore, l'Ajax. Nelle due edizioni successive i bianconeri furono sconfitti dal Borussia Dortmund, a Monaco di Baviera, e dal Real Madrid, ad Amsterdam. La Champions vinta porterà alla conquista anche della Supercoppa UEFA e della Coppa Intercontinentale.
In questo periodo storico le rivali della Juventus furono soprattutto: l'Inter del presidente Massimo Moratti, trascinata in campo dal «fenomeno» Ronaldo (prelevato dal Barcellona in quello che fu l'acquisto allora più costoso della storia del calcio), che dopo aver perso la finale di Coppa UEFA nel 1997 con lo Schalke 04, l'anno seguente vinse la coppa superando in finale a Parigi la Lazio; i biancocelesti del patron Sergio Cragnotti, che sotto la guida tecnica di Sven Goran Eriksson vinsero la Coppa Italia e la Supercoppa italiana nel 1998 e nel 1999 si aggiudicarono l'ultima edizione della Coppa delle Coppe, sconfiggendo il Maiorca a Birmingham, e la Supercoppa UEFA contro il Manchester Utd di Alex Ferguson, reduce da un treble. La Fiorentina di Vittorio Cecchi Gori, trascinata in campo dal bomber Gabriel Omar Batistuta e dal fantasista Manuel Rui Costa, vinse la Coppa Italia nel 1996, conquistando anche la Supercoppa italiana (prima volta nell'albo d'oro per i titolari della coppa nazionale) ai danni del Milan, che allenato nel 1999 da Alberto Zaccheroni, vincerà l'ultimo scudetto del secolo.

### Anni 2000

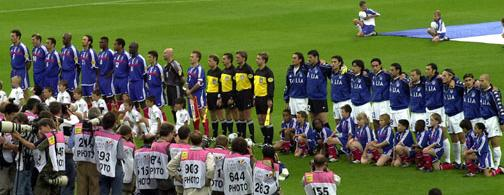
La formazioni di Italia e Francia schierate per la finale del

Il nuovo millennio iniziò con gli scudetti di Lazio e Roma. I biancocelesti di Sergio Cragnotti conclusero il ciclo di vittorie cominciato nelle stagione precedenti con la conquista del campionato, della Coppa Italia e della Supercoppa italiana nello stesso anno, mentre i giallorossi di Franco Sensi, che avevano affidato la panchina a Fabio Capello con una campagna acquisti assai dispendiosa, vinsero il titolo e la Supercoppa l'anno successivo.
La spedizione della nazionale guidata da Dino Zoff, nel campionato d'Europa 2000, arrivò in finale contro la Francia, dove era stata in vantaggio a lungo ma subendo il pareggio transalpino nei minuti di recupero, e la rete della definitiva sconfitta con il «golden gol» nei supplementari.

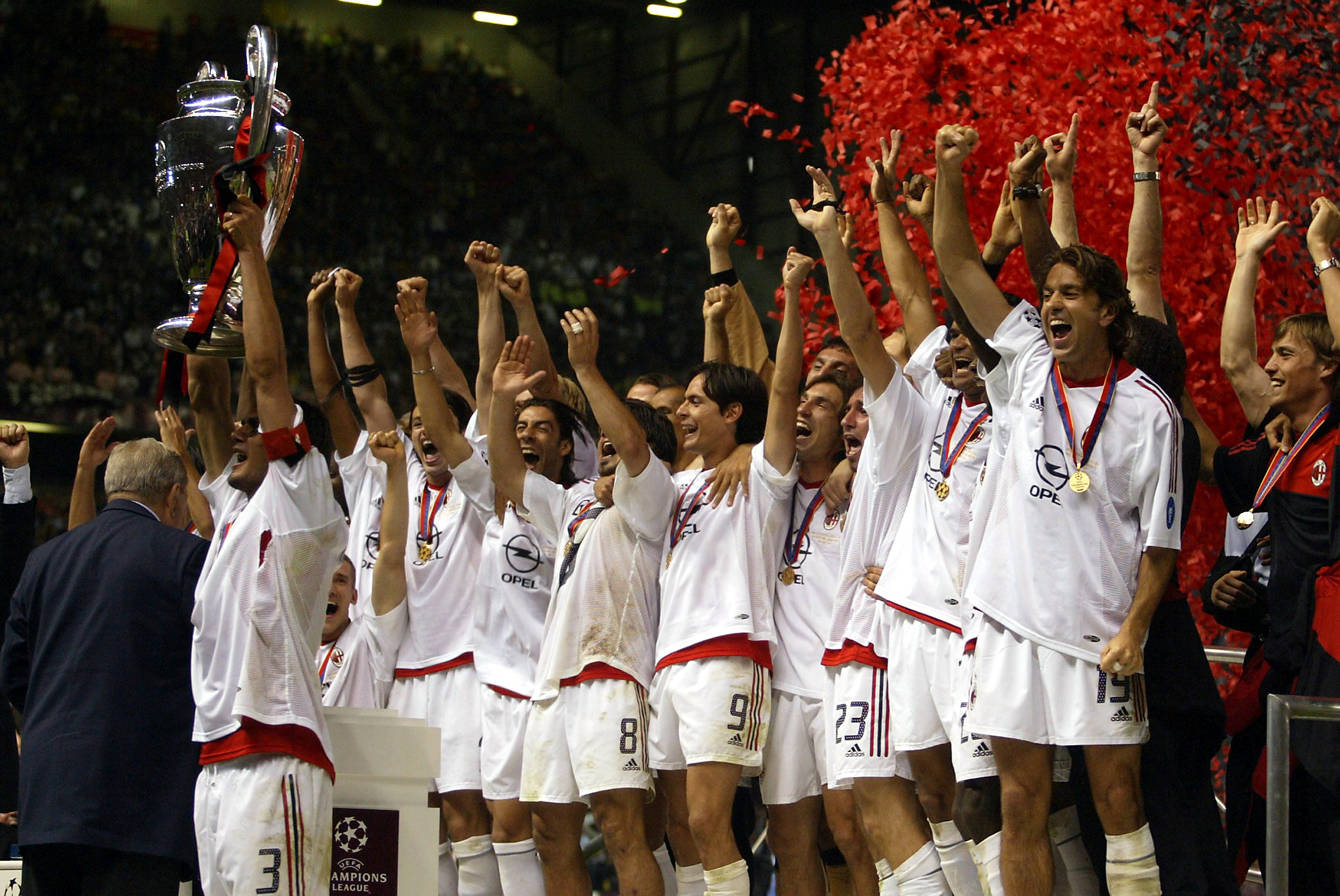
Il Milan che sconfisse la Juventus ai rigori in finale di Champions League

In campionato, dopo la doppia parentesi capitolina, si ripropose nuovamente il classico duello Juventus-Milan. I bianconeri, guidati da Marcello Lippi, vinsero due campionati italiani mentre i rossoneri di mister Carlo Ancelotti uno scudetto. Nel 2003 ebbe luogo la prima finale tutta italiana di UEFA Champions League, a Manchester, dove la compagine milanese (che tra l'altro aveva eliminato in semifinale i concittadini dell'Inter) ebbe la meglio ai tiri di rigore sui torinesi. La vittoria della coppa portò i rossoneri anche al successo in Supercoppa UEFA. Curiosamente, nello stesso anno le due compagini si riaffrontarono in Supercoppa italiana finendo ancora ai rigori, con esito opposto e vittoria bianconera.
La nazionale ebbe un quadriennio con allenatore Giovanni Trapattoni: al mondiale di Corea del Sud-Giappone 2002, gli Azzurri furono eliminati negli ottavi di finale dalla Corea del Sud, con polemiche riguardanti l'arbitraggio dell'ecuadoriano Byron Moreno, per controverse decisioni arbitrali che parsero favorire i padroni di casa e che portano a un'indagine da parte della FIFA, che non rivelò alcun illecito; al campionato d'Europa 2004, la nazionale venne eliminata nel girone iniziale, anche in questo caso con sospetti di combine subite e mai provate, dovute alla sfida tra Danimarca e Svezia, che terminò con l'unico risultato, il 2-2, che garantiva a entrambe il passaggio del turno ai danni dell'Italia. In quella stagione, la nazionale olimpica di calcio di Claudio Gentile, riportò l'Italia sul podio a sessantotto anni di distanza da Berlino 1936: arrivò la medaglia di bronzo ad Atene 2004.

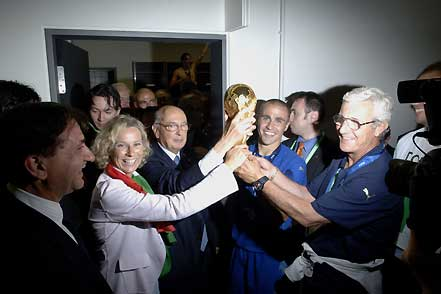
La festa degli Azzurri per la vittoria del loro quarto titolo mondiale

In campionato duello tra la Juventus e il Milan, rispettivamente dei Palloni d'oro Pavel Nedvěd e Andrij Ševčenko, continuò anche nelle successive tre stagioni, con un campionato vinto dalla squadra di Ancelotti (che perse contro il Liverpool in modo clamoroso nel 2005 la finale di Champions League) e due dai bianconeri guidati da Fabio Capello, ma la sfida venne interrotta nel 2006 dallo scandalo denominato Calciopoli, che portò a una clamorosa retrocessione della Juventus in Serie B (con revoca del primo scudetto e non assegnazione del secondo, quest'ultimo attribuito poi all'Inter) e a forti penalizzazioni per Milan, Lazio e Fiorentina, tutte società coinvolte nel processo.
Mentre in Italia deflagrava lo scandalo di Calciopoli, la nazionale maschile, guidata dal 2004 da Marcello Lippi, conquistò il quarto titolo mondiale vincendo il campionato del mondo 2006 in Germania. Gli Azzurri, superata la fase a gironi con Ghana, Stati Uniti e Rep. Ceca e nella fase a eliminazione diretta l'Australia e l'Ucraina, affrontarono in semifinale a Dortmund i padroni di casa della Germania, vincendo 2-0. Approdati in finale contro la Francia, dopo l'1-1 dei tempi regolamentari, i supplementari furono segnati dall'espulsione del francese Zinédine Zidane per la testata in petto a Marco Materazzi. Ai calci di rigore, dopo l'errore del francese David Trezeguet, fu decisivo il quinto penalty calciato da Fabio Grosso, che regalò all'Italia la coppa. A fine anno il capitano Fabio Cannavaro, tra i protagonisti del successo di Berlino, vinse il Pallone d'oro e il FIFA World Player.
Gli effetti di Calciopoli provocarono un forte scossone nella Serie A, con l'Inter di Moratti che aprì un ciclo di successi, vincendo tre scudetti consecutivi sotto la guida tecnica di Roberto Mancini. La forza dei nerazzurri in Italia fu contrasta solamente dalla Roma, che vinse solo due Coppe Italia e una Supercoppa, mentre il Milan di Kaká Pallone d'oro, nel 2007 vinse la sua settima UEFA Champions League, nella riedizione della finale di due anni prima contro il Liverpool, la Supercoppa UEFA e, per la prima volta da parte di un club italiano, la Coppa del mondo per club FIFA (torneo che sostituiva la Coppa Intercontinentale). L'ultimo scudetto del decennio fu ancora dell'Inter, guidata dal portoghese José Mourinho.

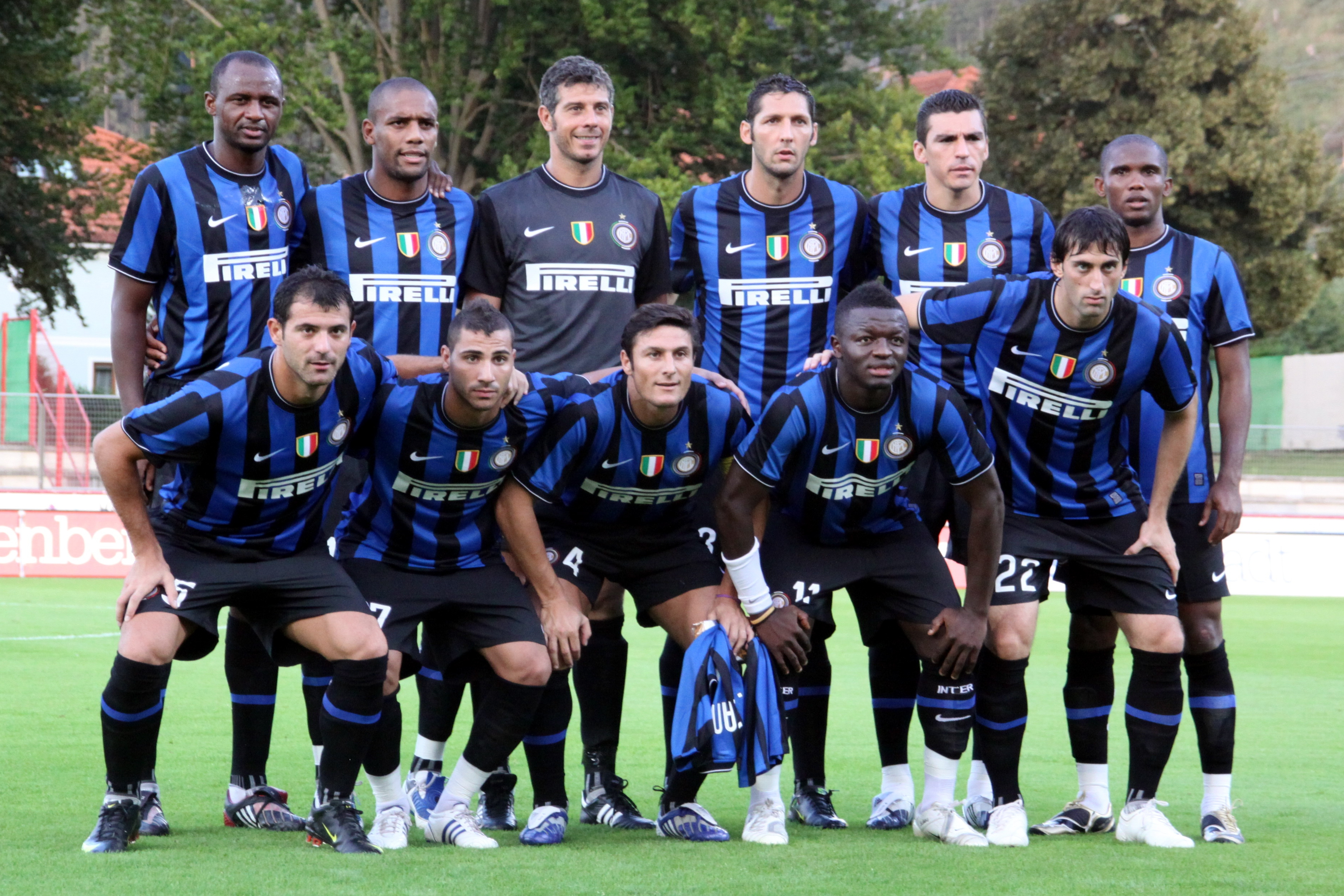
L'Inter della stagione 2009-2010 che centrò il treble, un inedito nella storia del calcio italiano

Gli anni duemiladieci finirono nel segno dell'Inter di José Mourinho, che portò i nerazzurri, nel 2010, a vincere il primo treble della storia del calcio italiano (UEFA Champions League, Campionato e Coppa Italia), lasciando la guida tecnica nella stagione successiva a Rafa Benitez, che aggiunse le vittorie in Supercoppa italiana e Coppa del mondo per club FIFA, completando il quintuple del club interista. Il 2011 fu l'anno dell'ultimo trofeo vinto dall'Inter sotto la presidenza di Massimo Moratti, la Coppa Italia.

### Anni 2010
Nel nuovo decennio ebbe luogo l'ultimo scudetto conquistato dal Milan di proprietà di Silvio Berlusconi: sia lui che Moratti passarono la mano, rispettivamente nel 2017 e nel 2013.

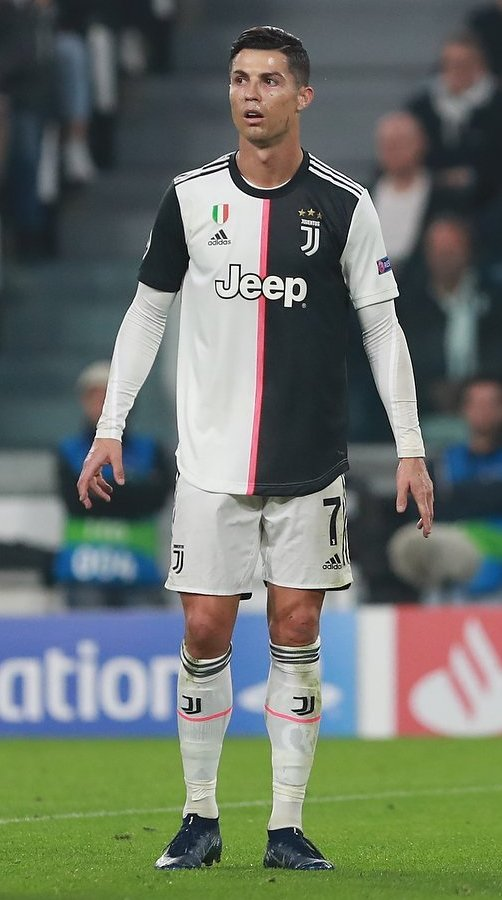
Cristiano Ronaldo con la maglia della Juventus

Nel 2012 iniziò quindi un dominio incontrastato della Juventus di Andrea Agnelli, quarto esponente della dinastia torinese, che inanellò tutti i restanti nove scudetti consecutivi del decennio, dal 2012 al 2020, ai quali si aggiunsero anche quattro Coppe Italia consecutive con double nazionale, e quattro Supercoppe italiane, con i bianconeri allenati per tre stagioni da Antonio Conte e per cinque da Massimiliano Allegri. Nello stesso periodo solo il Napoli di Aurelio De Laurentiis e la Lazio di Claudio Lotito furono capaci di vincere due Coppe Italia a testa. In campo internazionale, però, il massimo traguardo raggiunto dai bianconeri fu la disputa di due finali di Champions League, perse nel 2015 con il Barcellona a Berlino e nel 2017 con il Real Madrid a Cardiff. Il ciclo bianconero fu impreziosito dall'ingaggio del fuoriclasse portoghese Cristiano Ronaldo nell'estate del 2018.
Per gli Azzurri gli anni duemiladieci furono un decennio da dimenticare. Ai mondiali di Sudafrica 2010, allenata nuovamente da Marcello Lippi, e Brasile 2014, sotto la guida di Cesare Prandelli, la nazionale venne eliminata in entrambe le occasioni nel girone iniziale. Le due spedizioni furono comunque intervallate da un buon campionato d'Europa 2012, perso in finale contro la Spagna per 4-0, e dal terzo posto alla FIFA Confederations Cup 2013, battendo ai rigori l'Uruguay. Entrambi i risultati furono ottenuti sotto la guida tecnica di Prandelli. Anche il campionato d'Europa 2016 vide delle buone prestazioni della nazionale allenata da Antonio Conte, che comunque non si tradussero in un risultato di prestigio, per l'eliminazione nei quarti di finale del torneo. I risultati peggiori però furono nella parte finale del decennio, dove la nazionale allenata da Gian Piero Ventura mancò addirittura la qualificazione al campionato del mondo 2018, con l'eliminazione subita dalla Svezia negli spareggi. La ricostruzione della nazionale fu affidata a Roberto Mancini.
Il decennio finì con il nono scudetto consecutivo della Juventus allenata da Maurizio Sarri, ma la stagione passò alla storia per la pandemia di COVID-19, che costrinse il campionato a fermarsi per tre mesi e concludersi in piena estate (l'unico torneo sospeso in precedenza era quello del 1914-1915, interrotto dalla Grande Guerra). Nella stessa stagione l'Inter allenata da Antonio Conte arrivò in finale di UEFA Europa League, perdendo contro gli spagnoli del Siviglia ma riportando una squadra italiana in una finale di una competizione europea dopo tre anni.

### Anni 2020

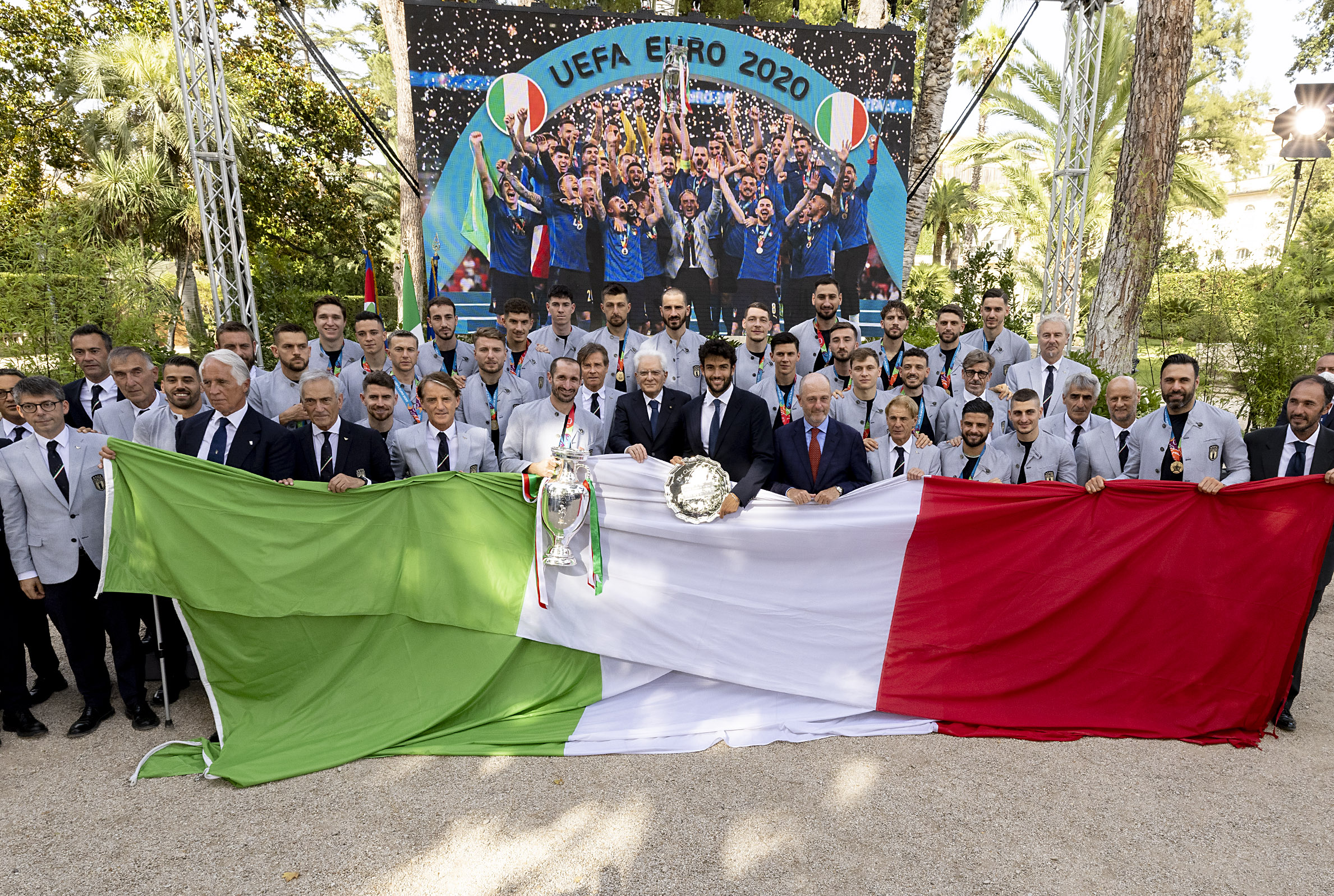
Le celebrazioni dell'Italia per la vittoria del secondo titolo europeo nel luglio 2021

Nella stagione 2020-2021 furono proprio i nerazzurri di Conte ad interrompere quella striscia di scudetti consecutivi juventini a cui proprio il tecnico salentino aveva dato il là, conquistando il diciannovesimo titolo della loro storia e il primo della famiglia Zhang, che diventò la prima proprietà straniera a vincere il campionato italiano.
Sempre nel 2021, a causa dello slittamento di un anno dovuto alla pandemia, la nazionale maschile dell'Italia tornò al successo in un grande torneo internazionale. Gli Azzurri, allenati da Roberto Mancini, inaugurarono il campionato europeo 2020 all'Olimpico di Roma battendo 3-0 la Turchia e, successivamente, la Svizzera ed il Galles. Dopo aver superato nella fase ad eliminazione diretta Austria, Belgio e Spagna, affrontarono in finale allo stadio di Wembley i padroni di casa dell'Inghilterra. Dopo l'1-1 nei tempi regolamentari, la nazionale italiana vinse l'incontro per 3-2 ai tiri di rigore, conquistando per la seconda volta il titolo di campione d'Europa. Il successo continentale, tuttavia, fu seguito da una grossa delusione: gli Azzurri, infatti, uscirono sconfitti contro la Macedonia del Nord nello spareggio per la qualificazione al campionato del mondo 2022 e mancarono l'accesso alla rassegna iridata per la seconda edizione consecutiva.
Nella stagione 2021-2022 si assistette a un passaggio di testimone tra le due squadre meneghine, con il Milan di Stefano Pioli che si prese la rivincita sui rivali cittadini e li agganciò nell'albo d'oro. Nella stessa annata arrivò anche il primo successo nelle competizioni UEFA della Roma, che vinse l'edizione inaugurale della UEFA Europa Conference League e riportò un club italiano a vincere in Europa a dodici anni di distanza dall'ultima affermazione (quella dell'Inter in UEFA Champions League nel 2010).
Nell'annata successiva fu il Napoli di Luciano Spalletti a conquistare il campionato, a trentatré anni dalla volta precedente: per gli azzurri si trattò del terzo scudetto della loro storia. Nella stessa stagione l'Inter di Simone Inzaghi si qualificò alla finale di Champions League dopo tredici anni, uscendo sconfitta contro il Manchester City a Istanbul. Come i nerazzurri, anche la Roma di José Mourinho e la Fiorentina di Vincenzo Italiano raggiunsero una finale europea, venendo battute rispettivamente dal Siviglia in Europa League (ai tiri di rigore) e dal West Ham Utd in Europa Conference League.
Nella stagione 2023-2024 l'Inter tornò a vincere lo scudetto, a tre anni dalla volta precedente. Il successo fu particolarmente significativo, visto che permise ai nerazzurri di fregiarsi della seconda stella, conquistata a cinquantotto anni di distanza dalla prima. Nella stessa annata l'Atalanta di Gian Piero Gasperini vinse l'Europa League, venticinque anni dopo il successo del Parma nell'allora Coppa UEFA, battendo in finale il Bayer Leverkusen. La Fiorentina di Italiano, invece, raggiunse la seconda finale consecutiva di Europa Conference League ma uscì sconfitta contro l'Olympiacos.

## Competizioni nazionali

### Campionato italiano

La formazione del Genoa che vinse il primo titolo di campione italiano nel 1898

Il campionato italiano di calcio è una competizione formata da un insieme di tornei nazionali e regionali annuali istituiti dalla FIGC e organizzati in nove livelli, con sistema di promozione e retrocessione dei club a seconda dei risultati. La vincitrice del livello più alto, chiamato Serie A, può fregiarsi del titolo de iure di «campione d'Italia» FIGC (denominato per esteso «campione assoluto d'Italia»), e le viene assegnata la Coppa Campioni d'Italia, oltre a poter utilizzare sulle proprie maglie la stagione successiva un distintivo tricolore a forma di scudo, chiamato appunto scudetto. Ogni dieci titoli italiani conquistati è inoltre concessa la possibilità ai club di fregiarsi permanentemente di una stella celebrativa sulla propria divisa di gioco.
Il primo campionato italiano di calcio, vinto dal Genoa (così come i due successivi), venne giocato nel 1898, per essere disputato regolarmente ogni anno, fino ai giorni nostri, con l'esclusione del periodo delle due Guerre Mondiali (dal 1915 al 1919 e dal 1943 al 1945). 

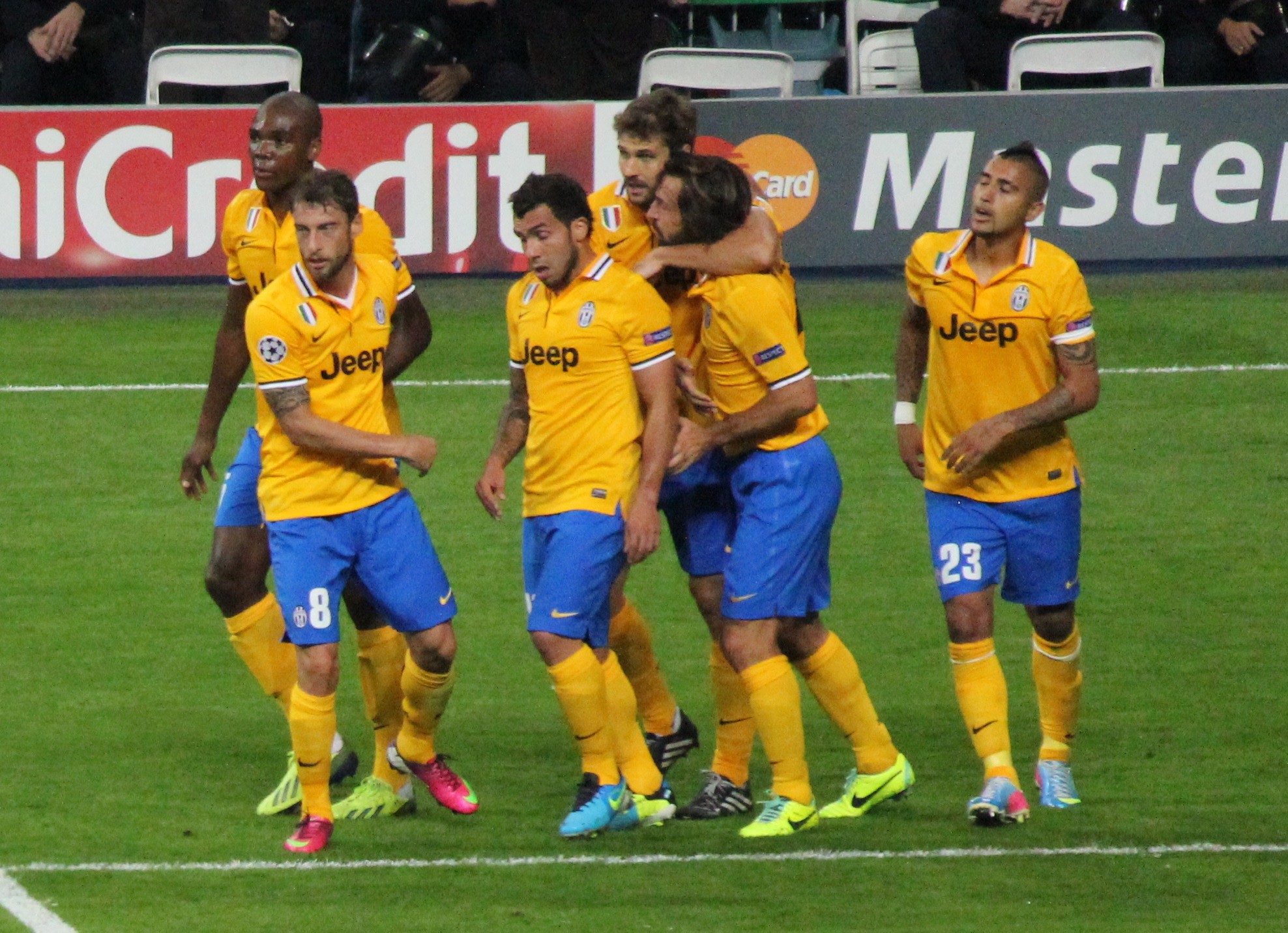
I calciatori della Juventus, i più titolati d'Italia, qui nella stagione della terza stella

I primi tre livelli (Serie A, Serie B e Serie C) sono inquadrati nell'area del professionismo mentre i restanti sei (Serie D, Eccellenza, Promozione, Prima Categoria, Seconda Categoria e Terza Categoria) sono a carattere dilettantistico. La Lega Nazionale Professionisti Serie A organizza e dirige il maggiore campionato, la Lega Nazionale Professionisti B organizza e dirige la Serie B mentre la Lega Italiana Calcio Professionistico sovrintende allo svolgimento del campionato di Serie C. I diversi campionati a carattere dilettantistico sono organizzati dalla Lega Nazionale Dilettanti, il cui campionato più importante, la Serie D, assegna ogni anno a un club il titolo di «campione d'Italia dilettanti».
I vari livelli sono disputati in più gironi all'italiana a doppio turno (con l'eccezione del primo e secondo livello a girone unico), in cui le squadre si affrontano due volte a campi invertiti. Il punteggio in classifica è così assegnato: tre punti per la vittoria, nessun punto per la sconfitta, un punto a testa per il pareggio. Con l'eccezione della Serie A, tutti gli altri livelli prevedono sistemi di play-off e/o play-out per stabilire alcune promozioni/retrocessioni dei club.
Serie A
Il primo e più importante livello professionistico del campionato italiano di calcio, dal 1929 è disputato a girone unico e assume la denominazione di Serie A. In precedenza il primo livello aveva avuto le seguenti denominazioni: Campionato Italiano di Football (1898-1903), Prima Categoria (1904-1922), Prima Divisione (1921-1926) e Divisione Nazionale (1926-1929 e 1945-1946).

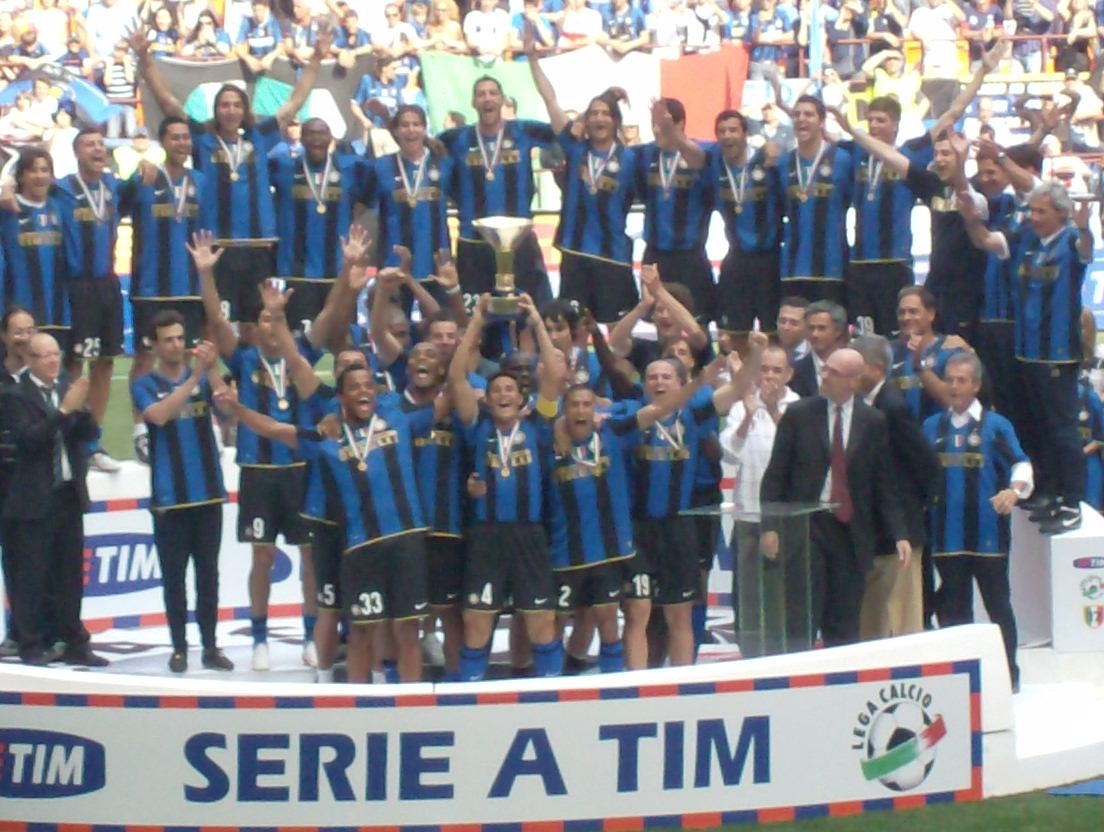
L'Inter solleva la Coppa Campioni d'Italia nel 2009

Al termine della stagione 2020-2021, la Serie A occupa il terzo posto nel ranking UEFA per i campionati europei, dopo la Premier League inglese e la Primera División spagnola. e ha guidato questa speciale graduatoria dal 1986 al 1988 e dal 1990 al 1999. Il torneo è inoltre uno dei campionati di calcio più famosi al mondo. Dei cento più grandi calciatori nella storia scelti dalla rivista FourFourTwo nel 2017, quarantadue giocatori hanno giocato in Serie A, più di qualsiasi altro campionato al mondo.
Il numero dei club partecipanti alla Serie A è più volte variato nel tempo. Dal 2004 a ogni edizione partecipano venti club.
Al termine del torneo la prima classificata vince, dalla stagione 1960-1961, come detto la Coppa Campioni d'Italia, ed è ammessa alla Champions League. Anche le formazioni giunte dal secondo al quarto posto sono qualificate per la fase a gironi della competizione. All'Europa League partecipano invece due squadre: la quinta classificata e la vincitrice della Coppa Italia. La sesta classificata, dalla stagione 2020-2021, accede all'Europa Conference League. Retrocedono nel secondo livello, la Serie B, le ultime tre squadre della classifica, sostituite da altrettante formazioni promosse dal campionato cadetto.
Serie B

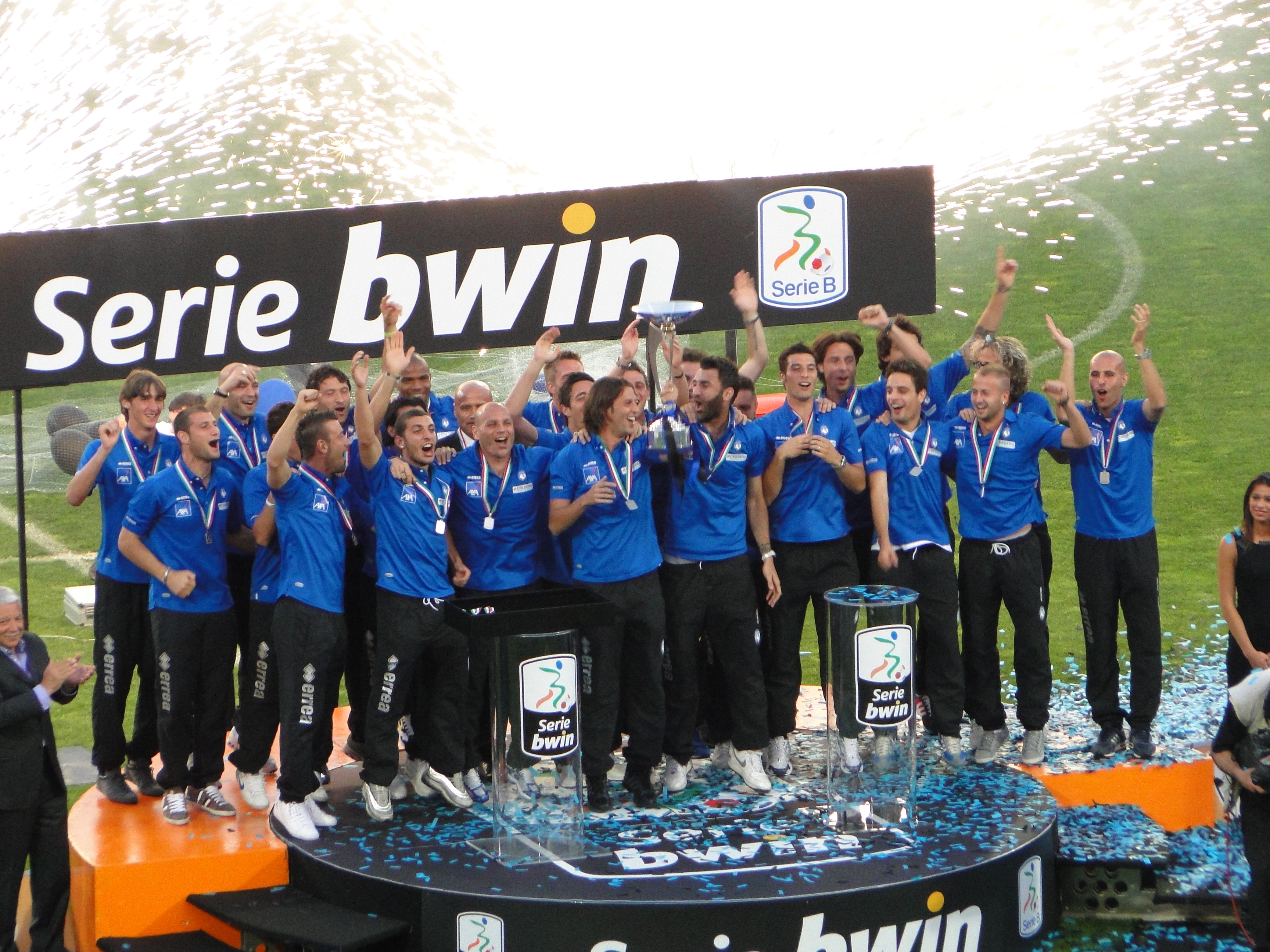
L'Atalanta riceve il trofeo Coppa Ali della Vittoria al termine della stagione 2010-2011

Il secondo livello professionistico del campionato italiano di calcio, è disputato anch'esso a girone unico e dal 1929 assume la denominazione di Serie B. Istituito nel 1904, in precedenza il secondo livello aveva avuto le seguenti denominazioni: Seconda Categoria (1904-1912), Promozione (1912-1922), Seconda Divisione (1921-1926), Prima Divisione (1926-1929), Serie B-C Alta Italia (1945-1946).
Il numero dei club partecipanti alla Serie B è più volte variato nel tempo. Dal 2019 a ogni edizione partecipano venti club. Al termine del torneo vengono promosse in Serie A le prime tre classificate (la terza decisa tramite i play-off). Il regolamento prevede anche quattro retrocessioni in Serie C. Le ultime tre in classifica retrocedono direttamente, mentre l'ultima retrocessione viene assegnata attraverso i play-out.
Serie C

Il 1975-1976, club con più partecipazioni in Serie C

Il terzo livello professionistico del campionato italiano di calcio, disputato in tre gironi, assume dal 2017 la denominazione di Serie C. Istituito nel 1905, in precedenza il terzo livello aveva avuto le seguenti denominazioni: Terza Categoria (1905-1922), Terza Divisione (1921-1926), Seconda Divisione (1926-1929), Prima Divisione (1929-1935), Serie C (1935-1978), Serie C1 (1978-2008), Lega Pro Prima Divisione (2008-2014), Lega Pro (2014-2017). Dal 1978 al 2014 la Serie C era suddivisa in due livelli. Al primo sopra citato (Serie C1 e Lega Pro Prima Divisione) seguiva un quarto livello, sempre professionistico, denominato prima Serie C2 (1978-2008) e in seguito Lega Pro Seconda Divisione
(2008-2014).
Il regolamento del campionato di Serie C prevede un totale di sessanta squadre divise in tre gironi da venti squadre ciascuno, su base geografica. La composizione dei gironi è determinata all'inizio di ogni stagione. Al termine del campionato vengono promosse in Serie B le vincitrici dei tre gironi e la squadra vincitrice dei play-off, ai quali accedono le migliori squadre piazzate in ciascun girone più la vincitrice della Coppa Italia di Lega Pro. Retrocedono in Serie D un totale di nove squadre: le ultime classificate di ogni girone retrocedono direttamente, mentre si disputano i play-out per stabilire la retrocessione di due ulteriori squadre per girone.
Serie D
La Serie D è il quarto livello del campionato italiano di calcio, nonché il primo a carattere dilettantistico. Il campionato è gestito dalla Lega Nazionale Dilettanti e dal suo Dipartimento Interregionale. Le società partecipanti alla Serie D sono ripartite in nove gironi organizzati in base a criteri geografici. Istituito nel 1948, e chiamato dal 2000 a oggi Serie D, in precedenza il massimo livello dilettantistico aveva avuto le seguenti denominazioni: Promozione Interregionale (1948-1952), IV Serie (1952-1959), Serie D (1959-1981), Interregionale (1981-1992), Campionato Nazionale Dilettanti (1992-2000).
La prima classificata di ogni girone è promossa in Serie C e accede allo Scudetto Serie D per l'assegnazione del titolo di Campione d'Italia della Lega Nazionale Dilettanti. Le squadre giunte dal secondo al quinto posto partecipano invece ai play-off, per stilare una graduatoria delle eventuali candidate a subentrare in Serie C, nel caso di rinuncia o di mancata iscrizione al campionato di altri club. Per ogni girone sono previste quattro retrocessioni nel campionato di Eccellenza: le ultime due direttamente, le altre attraverso i play-out tra le squadre classificate dal terzultimo al sestultimo posto.

### Coppa Italia

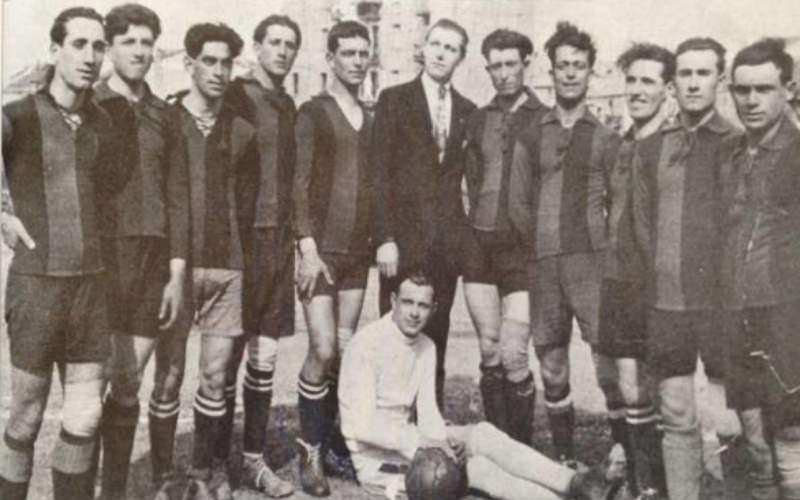
Il, compagine vincitrice della prima edizione assoluta della Coppa Italia giocata nel 1922

La Coppa Italia è la principale coppa calcistica italiana, nonché la seconda competizione professionistica nazionale per prestigio dopo il campionato italiano. Si disputa sotto la giurisdizione della FIGC ed è organizzata annualmente, dall'edizione 2010-2011, dalla Lega Serie A.
La squadra detentrice della Coppa Italia, che prende in consegna il trofeo per un anno intero, prima di essere restituito alla Lega per ricevere in cambio una copia di minor valore, può sfoggiare sulle proprie divise ufficiali una piccola coccarda tricolore, e ottiene la qualificazione alla fase a gironi della UEFA Europa League per la stagione seguente, qualora non sia già qualificata per una delle due competizioni europee tramite il campionato. Inoltre, sino alla stagione 2020-2021, alla vincitrice della Coppa Italia spettava, quale riconoscimento accessorio, la Coppa Renato Dall'Ara; mentre per la sola stagione 2010-2011, la squadra vincente è stata premiata, oltre con le summenzionate, anche con la Coppa del 150º anniversario dell'Unità d'Italia.
La formula del torneo, salvo variazioni nel corso degli anni, è strutturata solitamente con la partecipazioni di tutte le squadre di Serie A e di Serie B, talvolta con l'aggiunta di formazioni di Serie C e Serie D. Il tabellone è formato da turni a eliminazione diretta e la finale è giocata in gara unica allo stadio Olimpico di Roma, alla presenza del Presidente della Repubblica Italiana che premia le squadre a fine partita.
Parallelamente alla coppa maggiore, le leghe inferiori della FIGC organizzano proprie coppe nazionali di categoria: la Coppa Italia Serie C, la Coppa Italia Serie D e la Coppa Italia Dilettanti.

### Supercoppa italiana

La vittoria del Milan nella prima edizione del 1988

La Supercoppa italiana, ufficialmente Supercoppa di Lega, è una competizione calcistica istituita nel 1988 e mette annualmente di fronte, in gara unica, il club campione d'Italia e quello vincitore della Coppa Italia. Nel caso in cui nella stessa stagione un club detenga entrambi i trofei, la Supercoppa si disputa tra quest'ultimo e la squadra finalista sconfitta della Coppa Italia. Si disputa sotto la giurisdizione della FIGC ed è organizzata annualmente dalla Lega Serie A.
Solitamente la sede di gara della Supercoppa italiana è appannaggio dell'impianto casalingo della formazione campione d'Italia. È accaduto sovente però che la Lega Serie A derogasse a questa consuetudine: qualora si presenti l'occasione di disputare la sfida in campo neutro, ospiti di una Nazione straniera (la manifestazione ha infatti varcato in alcune edizioni i confini italici, per essere disputata negli Stati Uniti, in Libia, in Cina, in Qatar e in Arabia Saudita) oppure, per decisione federale, in casa della detentrice della Coppa Italia.
Anche la Lega Italiana Calcio Professionistico, che gestisce il campionato di Serie C, organizza annualmente la Supercoppa di Serie C, che mette di fronte le squadre vincenti nei gironi del torneo.

## Partecipazione alle competizioni internazionali

### Maschile
I club calcistici italiani partecipano, in ambito internazionale, alle competizioni ufficiali organizzate dall'UEFA e dalla FIFA. La confederazione calcistica europea, l'UEFA, organizza annualmente la UEFA Champions League (il cui vincitore è de facto campione d'Europa), la UEFA Europa League, la UEFA Conference League e la Supercoppa UEFA, mentre la FIFA gestisce la Coppa del mondo per club FIFA (che assegna il titolo di campione del mondo FIFA). Tornei internazionali ufficiali del passato sono stati anche la Coppa delle Coppe UEFA, la Coppa Intertoto UEFA e la Coppa Intercontinentale.
Alla stagione 2021-2022, all'Italia spettano quattro posti in ogni edizione della Champions League, che vengono assegnati alle prime quattro società classificate in Serie A nella stagione precedente, due posti in Europa League, che vengono assegnati alla quinta classificata e alla vincitrice della Coppa Italia, e un posto in Europa Conference League, che viene assegnato alla sesta classificata. La partecipazione alla Supercoppa UEFA spetta nel caso di vittoria della Champions League o dell'Europa League nello stesso anno, mentre l'accesso alla Coppa del mondo per club FIFA è riservato in caso di vittoria della Champions League.
I club italiani, al 2022, hanno vinto 51 trofei ufficiali UEFA e FIFA che collocano le società affiliate alla FIGC al secondo posto europeo per numero di titoli dietro alla Spagna e davanti all'Inghilterra e alla Germania.
Il club italiano più titolato è il Milan con 18 trofei (7 Coppe dei Campioni/UEFA Champions League, 2 Coppe delle Coppe UEFA, 5 Supercoppe UEFA, 3 Coppe Intercontinentali e 1 Coppa del mondo per club FIFA) che lo pongono al secondo posto in Europa, dietro al Real Madrid, e terzo nel mondo, dietro anche agli egiziani dell'Al-Ahly e a pari merito con gli argentini del Boca Juniors e dell'Independiente. Segue la Juventus con 11 trofei internazionali (2 Coppe dei Campioni/UEFA Champions League, 1 Coppa delle Coppe UEFA, 3 Coppe UEFA, 1 Coppa Intertoto UEFA, 2 Supercoppe UEFA e 2 Coppe Intercontinentali). La società torinese vanta il primato di essere stato il primo club europeo ad avere vinto tutti i tre maggiori trofei confederali, nonché, nel dicembre 1985, la prima al mondo ad avere vinto tutte le competizioni ufficiali per club maschili organizzate dalla confederazione di appartenenza, record migliorato nell'agosto 1999 e rimasto in vigore fino al 2022, anno di assegnazione del titolo della Europa Conference League. L'altra società italiana plurititolata a livello internazionale è l'Inter con 9 trofei (3 Coppe dei Campioni/UEFA Champions League, 3 Coppe UEFA, 2 Coppe Intercontinentali e 1 Coppa del mondo per club FIFA). La squadra nerazzurra è l'unica italiana ad essersi aggiudicata un treble classico (UEFA Champions League, Serie A e Coppa Italia). I successi di entrambe le squadre meneghine nella massima competizione continentale rendono Milano l'unica città europea a poter vantare due club a ottenere il titolo. Hanno vinto più di un titolo internazionale anche il Parma (1 Coppa delle Coppe UEFA, 2 Coppe UEFA e 1 Supercoppa UEFA) e la Lazio (1 Coppa delle Coppe UEFA e 1 Supercoppa UEFA). Nella lista dei club italiani vincitori di competizioni UEFA vi sono la Fiorentina con 1 Coppa delle Coppe UEFA (prima squadra italiana a vincere una competizione UEFA e unico club del Paese, assieme alla Juventus, ad aver disputato una finale di tutte le tre principali competizioni continentali), la Sampdoria con 1 Coppa della Coppe UEFA, il Napoli con 1 Coppa UEFA, la Roma con 1 UEFA Europa Conference League e il Bologna, l'Udinese e il Perugia con 1 Coppa Intertoto UEFA ciascuno.
In passato sono stati disputati altri tornei non ufficiali, come la Coppa delle Fiere – considerata dalla stessa UEFA come l'antesignana della Coppa UEFA/Europa League – vinta in Italia dalla Roma, o tornei ufficiali ma organizzati dalla FIGC con altre federazioni nazionali, come ad esempio la Coppa dell'Europa Centrale, la Coppa Latina o la Coppa delle Alpi.

### Femminile
Nel campo femminile i club calcistici italiani partecipano, in ambito internazionale, alla Champions League organizzata dall'UEFA. Alla stagione 2021-2022, all'Italia spettano due posti in ogni edizione del torneo, che vengono assegnati alle prime due società classificate in Serie A nella stagione precedente e, al 2022, nessun club ha mai vinto la competizione.

## Rappresentative nazionali

### Maschile

#### Nazionale maggiore

L'Italia celebra il suo primo titolo mondiale nel 1934

La nazionale di calcio dell'Italia, selezione maggiore maschile della Federcalcio, il cui nome ufficiale è nazionale A, rappresenta l'Italia nelle varie competizioni ufficiali o amichevoli riservate alle squadre nazionali ed è una delle formazioni più titolate del mondo.
È una delle nazionali di calcio più titolate del mondo: gli Azzurri annoverano nel loro palmarès quattro campionati mondiali (Italia 1934, Francia 1938, Spagna 1982 e Germania 2006, secondi al mondo dopo il Brasile, a pari merito con la Germania) oltre a due campionati europei (Italia 1968 e Europa 2020). È inoltre una delle cinque nazionali maggiori (assieme a quelle di Belgio, Svezia, Uruguay e Regno Unito) a potersi fregiare del titolo di "olimpionica", essendosi aggiudicata il torneo a cinque cerchi del 1936 (uno dei sette riservati alle nazionali maggiori e disputati dal 1908 al 1948), mentre nella Confederations Cup, ultimo trofeo internazionale riconosciuto dalla FIFA, vanta come miglior risultato un terzo posto, ottenuto nel 2013. In bacheca infine, annovera anche due Coppe Internazionali, competizione continentale riconosciuta quale ufficiosa antesignana del campionato d'Europa. Al Mondiale si è classificata tra le prime quattro in otto edizioni (sei le finali) e cinque volte all'europeo (tre le finali). Dopo la Germania è la nazionale europea con il maggior numero di piazzamenti nei primi quattro posti nelle due competizioni. È inoltre l'unica selezione, insieme a quella brasiliana, ad essersi aggiudicata due titoli mondiali consecutivi, nel 1934 e 1938.
Nel dettaglio il palmarès della nazionale maggiore maschile è il seguente:
| Competizione            | Risultati |
| Campionato Mondiale     | - Primo posto: Italia 1934, Francia 1938, Spagna 1982, Germania 2006 - Secondo posto: Messico 1970, Stati Uniti 1994 - Terzo posto: Italia 1990      |
| Campionato Europeo      | - Primo posto: Italia 1968, Europa 2020 - Finalista: Belgio-Paesi Bassi 2000, Polonia-Ucraina 2012 - Semifinalista: Italia 1980, Germania Ovest 1988 |
| Torneo Olimpico         | - Primo posto: Berlino 1936 - Terzo posto: Amsterdam 1928                                                                                            |
| FIFA Confederations Cup | - Terzo posto: Brasile 2013 |
| Coppa Internazionale    | - Primo posto: 1927-1930, 1933-1935 - Secondo posto: 1931-1932                                                                                       |

#### Nazionali minori

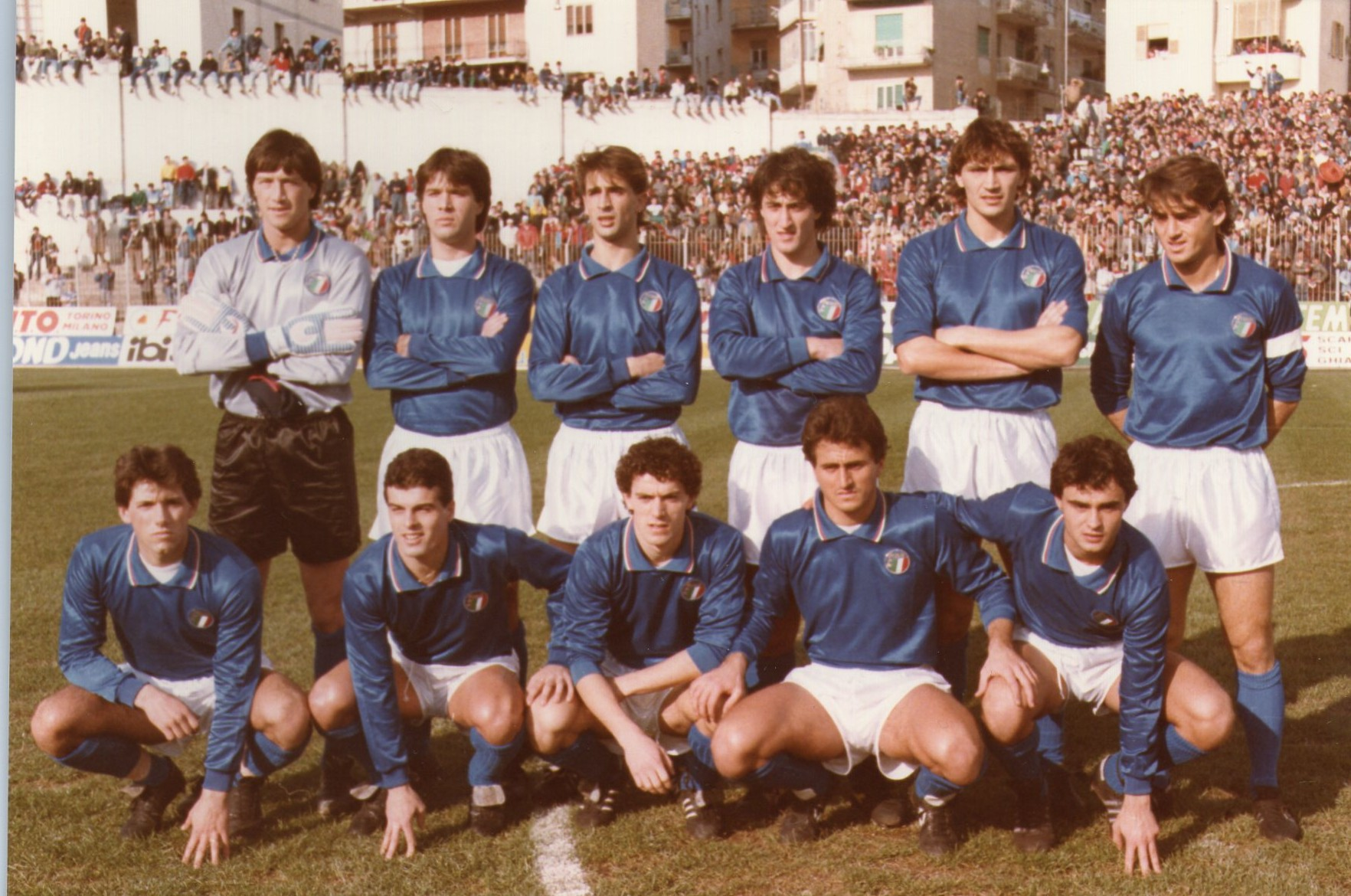
La nazionale Under-21 del 1986

Le nazionali maschili minori della Federcalcio sono selezioni che rappresentano, o hanno rappresentato nel corso degli anni, determinate categorie o fasce d'età.
Tra le selezioni minori vi sono la nazionale olimpica, che partecipa dal 1952 al torneo di calcio dei Giochi olimpici, ottenendo quale miglior risultato una medaglia di bronzo nell'edizione di Atene 2004 e la nazionale militare, che vanta 8 vittorie ai Campionati mondiali militari di calcio più una medaglia di bronzo ai Giochi mondiali militari (2003).
Le selezioni minori per fascia d'età sono invece le seguenti:
La nazionale italiana di calcio Under-23, rappresentativa che ha partecipato ad alcune edizioni del torneo di calcio dei Giochi del Mediterraneo, conquistando la medaglia d'oro nell'edizione del 1997.
La nazionale italiana di calcio Under-21, la più importante e seguita tra quelle minori costituendo il principale serbatoio giovanile per la Nazionale A. È, a livello di Under-21, tra le squadre europee più titolate avendo vinto in 5 occasioni il campionato continentale di categoria (1992, 1994, 1996, 2000, 2004). Nel torneo conta inoltre due secondi posti (1986, 2013) e cinque semifinali (1984, 1990, 2002, 2009 e 2017). La selezione annovera anche tre medaglie d'oro ai Giochi del Mediterraneo (1959, 1963, 1967), e una d'argento (2001).
La nazionale italiana di calcio Under-20, rappresentativa che partecipa al mondiale di categoria. Il miglior risultato ottenuto è il terzo posto nell'edizione del 2017. Inoltre vanta una medaglia d'argento ai Giochi del Mediterraneo del 2009.
La nazionale italiana di calcio Under-19, rappresentativa nata nel 2002 con l'istituzione del Campionato europeo di categoria, nel quale ha ottenuto una vittoria (2003) e tre secondi posti (2008, 2016 e 2018).
La nazionale italiana di calcio Under-18, rappresentativa che partecipa ai campionati europei di categoria, ottenendo due vittorie (1958 e 1966) e quattro secondi posti (1959, 1986, 1995 e 1999).
La nazionale italiana di calcio Under-17, rappresentativa che partecipa al campionato mondiale di categoria, senza particolari risultati, e al Campionato europeo di categoria, dove invece ha conseguito tre secondi posti (2013, 2018 e 2019).
La nazionale italiana di calcio Under-16, rappresentativa che partecipa al Campionato europeo di categoria, nel quale ha ottenuto una vittoria (1982) e tre secondi posti (1986, 1993 e 1998).
Nel dettaglio il palmarès delle nazionali minori maschili è il seguente:
| Nazionale                    | Trofeo |
| Nazionali minori maschili    | 8 Campionati mondiali militari (1950, 1951, 1956, 1959, 1973, 1987, 1989, 1991) 2 Universiadi (1997, 2015) |
| Nazionali giovanili maschili | 4 Giochi del Mediterraneo (1959, 1963, 1967, 1997) 5 Campionati europei Under-21 (1992, 1994, 1996, 2000, 2004) 1 Campionato europeo Under-19 (2003) 2 Campionati europei Under-18 (1958, 1966) 1 Campionato europeo Under-16 (1982) |

### Femminile

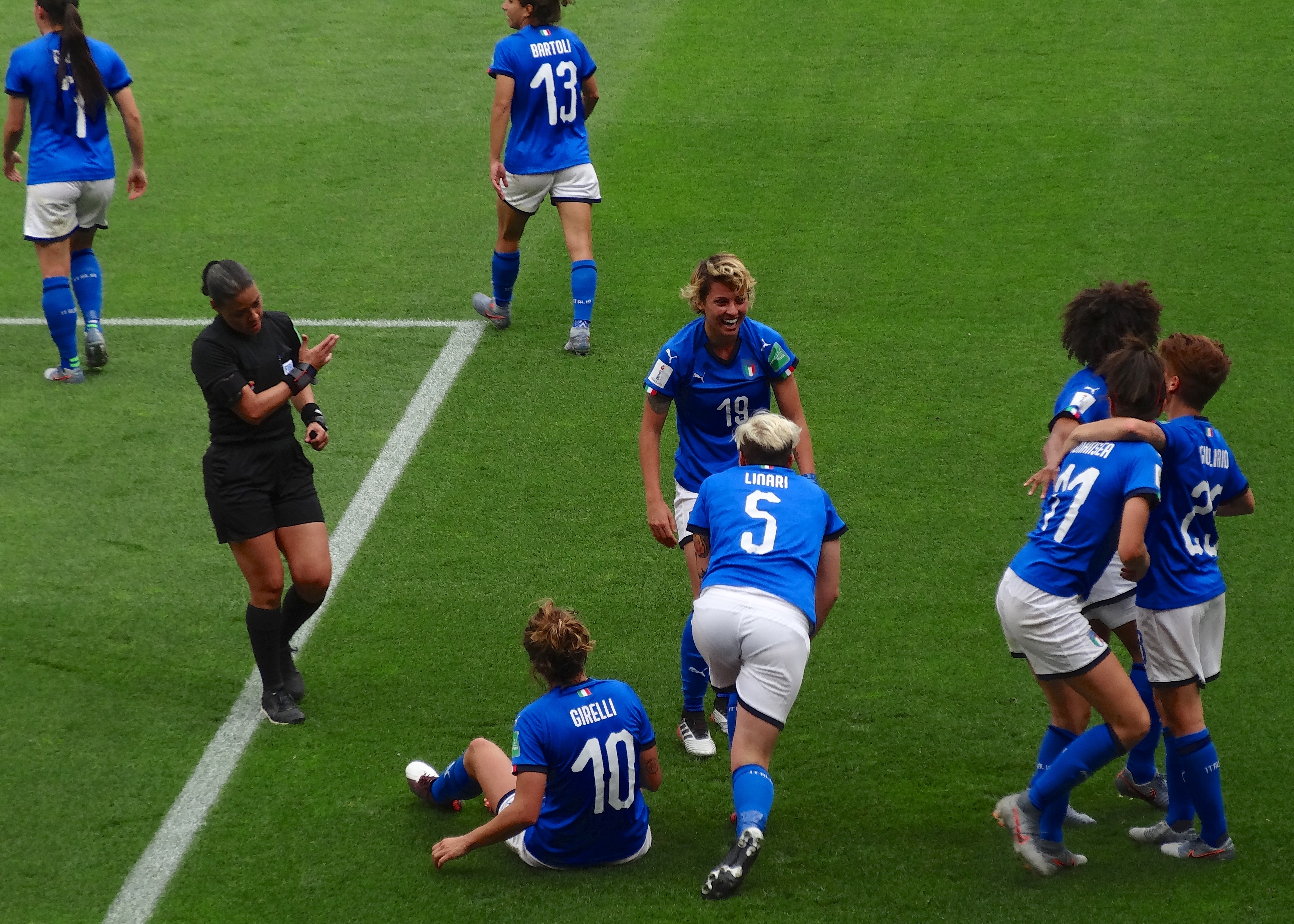
L'Italia durante una partita del campionato mondiale femminile di calcio 2019

La nazionale di calcio femminile dell'Italia, selezione maggiore femminile della Federcalcio, rappresenta l'Italia nelle varie competizioni ufficiali o amichevoli riservate a squadre nazionali.
Nei campionati mondiali non ha ottenuto particolari risultati, avendo raggiunto i quarti di finale in due occasioni, partecipando tra l'altro solamente a tre edizioni del torneo, mentre ai campionati europei ha conseguito due secondi posti (1993, 1997) e due semifinali (1984, 1987). Non ha mai partecipato ai Giochi olimpici.
Tra le rappresentative minori o di categoria, nel calcio femminile, l'unico risultato di rilievo è stata la vittoria della Nazionale Under-19 femminile al campionato europeo di categoria del 2008.
Nel dettaglio il palmarès delle nazionali femminili è il seguente:
| Nazionale                     | Trofeo                               |
| Nazionali giovanili femminili | 1 Campionato europeo Under-19 (2008) |

## Eventi organizzati in Italia

### Eventi per nazionali

#### Campionato mondiale

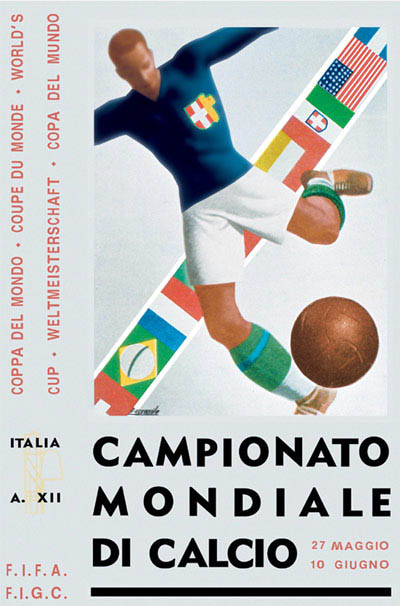
Il manifesto ufficiale del

Nel corso della sua storia, la FIGC si è candidata per ospitare la fase finale del campionato mondiale di calcio in tre edizioni, ed esattamente per quelle del 1930, del 1934 e del 1990, disputando in Italia le ultime due citate.
La prima candidatura italiana si ebbe nel 1929 in occasione del primo campionato mondiale del 1930, in concorrenza alle candidature di Ungheria, Paesi Bassi, Spagna e Svezia, Argentina e Uruguay. La FIGC e tutte le altre federazioni nazionali candidate, con l'eccezione dell'Uruguay, ritirarono le loro candidature prima della votazione finale del Congresso FIFA, riunito a Barcellona il 18 maggio 1929, poiché la nazione sudamericana era ampiamente favorita per molteplici fattori. Infatti la scelta dell'Uruguay quale paese ospitante del torneo avvenne all'unanimità.

La FIGC ottenne invece l'incarico di ospitare l'edizione del 1934, la prima in Europa, a seguito del ritiro dalla corsa della Svezia, unica candidata oltre all'Italia, prima del voto. La decisione venne ratificata nel Congresso FIFA di Stoccolma e resa pubblica a Zurigo il 14 maggio 1932. La FIGC però accettò l'incarico con riserva, sciogliendola ufficialmente solo il 9 ottobre. Benito Mussolini sin dagli inizi del regime fascista aveva promosso lo sport, e in particolare il gioco del calcio, anche a scopi propagandistici e nazionalistici: in un'Italia rurale e caratterizzata ancora dal campanilismo, il calcio era visto come strumento per favorire l'unità nazionale. L'evento venne ospitato nei seguenti stadi: Littoriale di Bologna, Giovanni Berta di Firenze, Via del Piano di Genova, San Siro di Milano, Partenopeo di Napoli, Nazionale del PNF di Roma, Littorio di Trieste e Municipale Benito Mussolini di Torino. La finale del torneo venne giocata allo Stadio Nazionale del PNF di Roma.

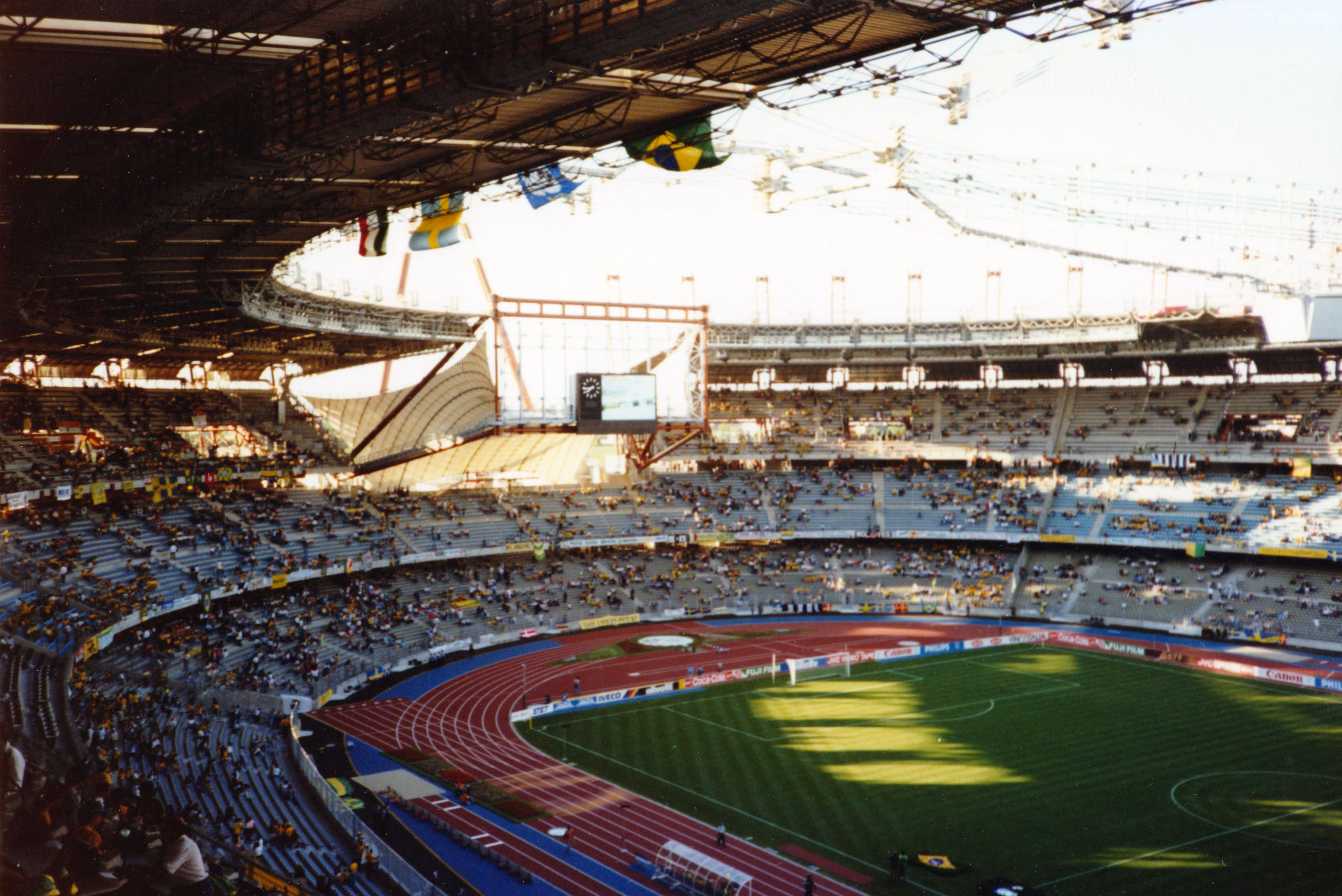
Il Delle Alpi di Torino in occasione del

La terza e ultima candidatura italiana avvenne per ospitare l'edizione del 1990, quando la FIGC si candidò contro l'Inghilterra, la Grecia e l'Unione Sovietica. Inglesi e greci ritirarono in seguito la loro candidatura, lasciando solo Italia e URSS in lizza al Congresso FIFA di Zurigo del 19 giugno 1984. La candidatura italiana risultò vincente, su quella sovietica, per 11 voti a 5 e, pertanto, il Bel Paese organizzò l'edizione del 1990. Il comitato organizzatore fu guidato da Luca Cordero di Montezemolo, manager della Ferrari. La FIGC dovette affrontare la questione degli stadi, la maggior parte dei quali erano inadeguati. Alcuni vennero riammodernati, mentre altri furono costruiti appositamente (Bari e Torino). Non mancarono polemiche e inchieste al riguardo, dovendosi registrare costi elevati. L'evento venne ospitato nei seguenti stadi: Stadio San Nicola di Bari, Renato Dall'Ara di Bologna, Sant'Elia di Cagliari, Artemio Franchi di Firenze, Luigi Ferraris di Genova, Giuseppe Meazza di Milano, San Paolo di Napoli, La Favorita di Palermo, Olimpico di Roma, Delle Alpi di Torino, Friuli di Udine e Marcantonio Bentegodi di Verona. La cerimonia di apertura e la gara inaugurale furono svolte al Giuseppe Meazza di Milano mentre la finale del torneo venne giocata allo Stadio Olimpico di Roma.

#### Campionato europeo
La FIGC si è invece candidata per ospitare la fase finale del campionato europeo di calcio in tre edizioni, ed esattamente per quelle del 1980, del 2012 e del 2016, disputando in Italia la prima citata. Inoltre l'Italia venne scelta dell'UEFA per ospitare la fase finale dell'edizione del 1968, poiché si era qualificata la nazionale italiana, e per partecipare all'edizione itinerante del 2021.

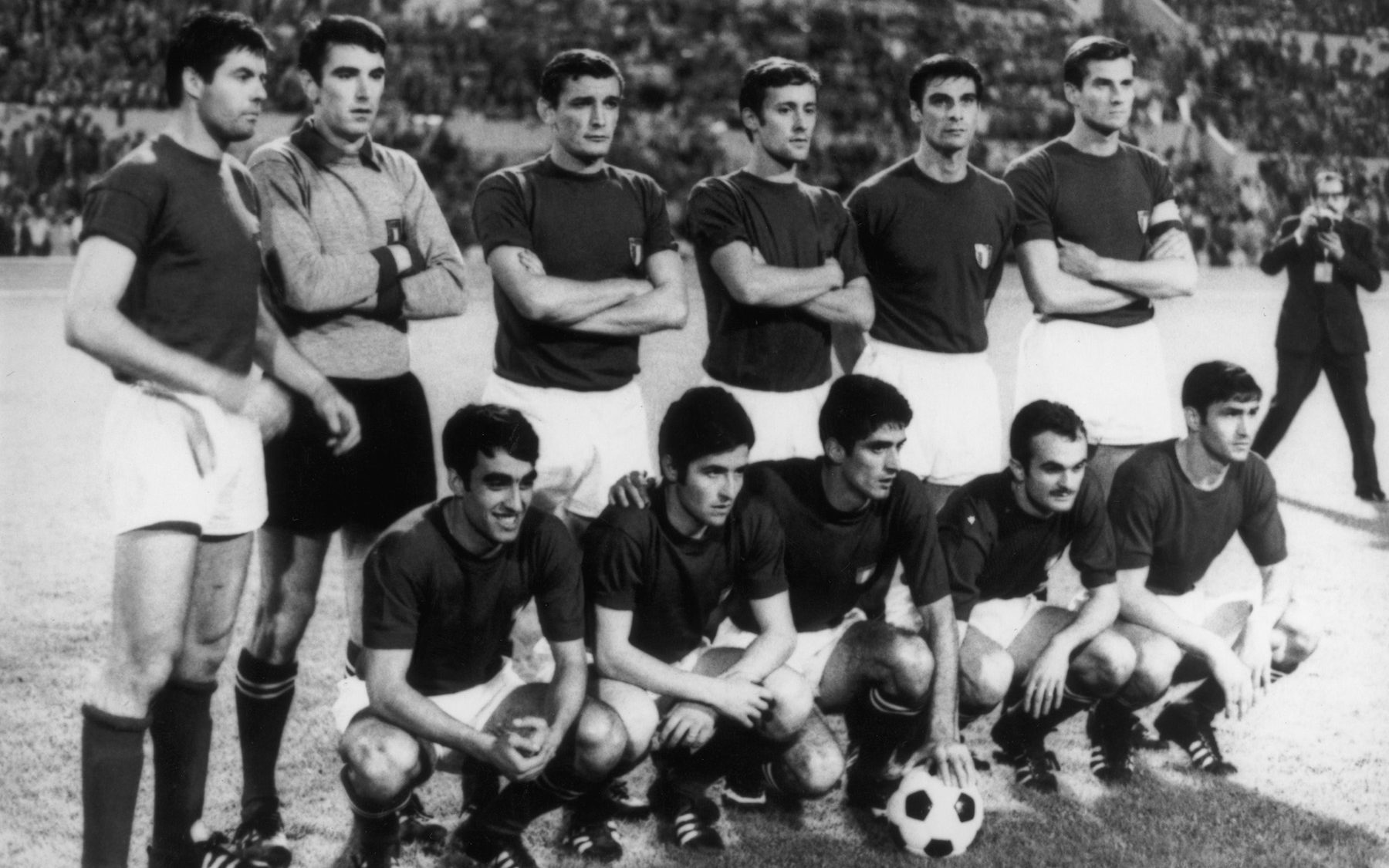
La formazione dell'Italia scesa in campo nella vittoriosa finale del a Roma

Nelle prime cinque edizioni del torneo la fase finale veniva disputata da solo quattro nazionali, che giocavano semifinali e finali in una nazione scelta dall'UEFA tra le stesse qualificate. L'Italia arrivò in semifinale, tramite le qualificazioni, solamente nell'edizione del 1968 e la UEFA scelse proprio il Bel Paese per ospitare la fase finale di quel torneo. L'evento venne ospitato nei seguenti stadi: Comunale di Firenze, San Paolo di Napoli e Olimpico di Roma, dove venne disputata la finale per il primo posto.

Nel 1977 l'UEFA decise l'allargamento della fase finale del torneo a otto nazionali, a partire dall'edizione del 1980, con il paese ospitante stabilito prima delle qualificazioni. Il 17 ottobre 1977 la UEFA rese note le candidature di Inghilterra, Grecia, Italia, Paesi Bassi, Svizzera e Germania Occidentale. Il 19 ottobre il Comitato Organizzatore dell'UEFA decise di assegnare l'evento o all'Inghilterra o all'Italia, e il 12 novembre la federazione europea annunciò che l'Italia era stata scelta all'unanimità per ospitare l'edizione del 1980. L'evento venne ospitato negli stadi: Giuseppe Meazza di Milano, San Paolo di Napoli, Comunale di Torino e Olimpico di Roma, dove venne disputata anche in questo caso la finale del torneo.

Il nazionale tedesco-occidentale Hrubesch festeggia sul terreno dell'Olimpico di Roma la vittoria al

25 anni dopo, nel 2005 la FIGC si candidò ufficialmente per ospitare l'edizione del 2012, contro le candidature di Croazia-Ungheria, Polonia-Ucraina, Turchia e Grecia. Nel dossier consegnato all'UEFA, il torneo si sarebbe svolto in otto città: Roma, Milano, Napoli, Torino, Palermo, Udine, Firenze e Bari, più quattro riserve (Bologna, Cagliari, Verona e Genova) nel caso la fase finale fosse stata allargata a ventiquattro nazionali, anziché le sedici previste. Durante l'assemblea del Comitato Esecutivo UEFA dell'8 novembre 2005 a La Valletta vennero selezionate le tre candidate ufficiali all'organizzazione del campionato: Italia, Croazia-Ungheria e Polonia-Ucraina. Il 18 aprile 2007 l'UEFA si riunì a Cardiff per assegnare l'organizzazione del torneo. La votazione, con la candidatura italiana favorita, ebbe a sorpresa il seguente risultato: Polonia-Ucraina 8 voti, Italia 4 voti, Croazia-Ungheria 0 voti. Pertanto il torneo venne disputato in Polonia e Ucraina.
La FIGC ripropose la propria candidatura anche per l'edizione del 2016, contro le candidature di Francia e Turchia. In questo nuovo dossier consegnato all'UEFA, le città interessate eventualmente dal torneo sarebbero state dodici: Bari, Cagliari, Cesena, Firenze, Milano, Napoli, Palermo, Parma, Roma, Torino, Udine e Verona. La scelta della nazione ospitante venne effettuata il 28 maggio 2010 a Ginevra e l'Italia venne esclusa alla prima votazione (23 voti) contro i 43 voti della Francia e i 38 della Turchia. Nella seconda votazione prevalsero i francesi sui turchi per 7 voti a 6.

Solo per l'edizione del 2020 la UEFA rese noto che il torneo sarebbe stato svolto in tutto il continente europeo, anziché in un'unica nazione. La FIGC formalizzò l'interesse per ospitare gare del torneo a Roma o Milano, candidando però ufficialmente la capitale. Il 19 settembre 2014, l'UEFA annunciò le tredici città europee prescelte, tra le quali Roma con lo Stadio Olimpico, nel quale sarebbe stata giocata la gara inaugurale e la cerimonia di apertura.

#### Torneo olimpico di calcio

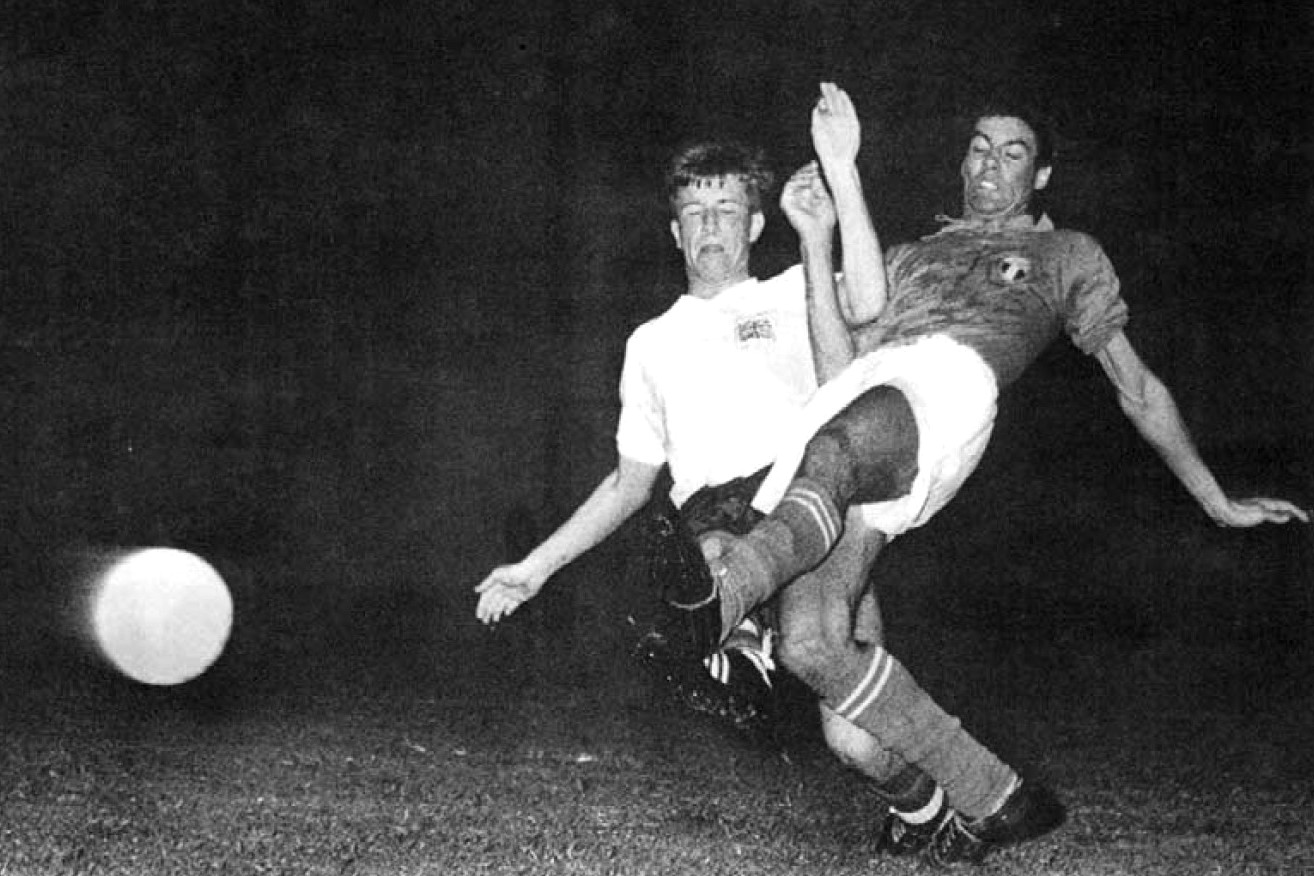
Un contrasto tra il britannico Brown e l'italiano Salvadore durante il torneo olimpico di

Il torneo olimpico di calcio è stato ospitato in Italia solamente nell'unica edizione dei Giochi svolta nello Stivale, e cioè Roma 1960. Come da tradizione, il calcio è l'unico sport olimpico a non coinvolgere solamente la città ospitante i Giochi ma anche altre località della stessa nazione e, pertanto, gli incontri di calcio del torneo olimpico furono giocati nei seguenti stadi: Comunale di Firenze, Comunale di Grosseto, Comunale dell'Aquila, Ardenza di Livorno, Fuorigrotta di Napoli, Flaminio e Olimpico di Roma. Alla capitale erano stati assegnati anche i Giochi dell'edizione del 1908 (nei quali si sarebbe svolto il primo torneo olimpico di calcio della storia), ma l'Italia rinunciò a causa dell'eruzione del Vesuvio del 1906, che si accompagnava alla crisi economica che la nazione stava attraversando, determinando l'impossibilità di finanziare l'evento. Il CONI propose, senza successo, la capitale italiana anche per ospitare altre edizioni dei Giochi arrivando alla fase finale di selezione nel 1924, nel 1936 e nel 2004, o ritirando prima la candidatura, per vari motivi, nel 2020 e nel 2024. Nei dossier di Roma consegnati al CIO per queste ultime due candidature, il torneo di calcio avrebbe interessato tutte le grandi città italiane con i relativi impianti principali.

#### Competizioni minori

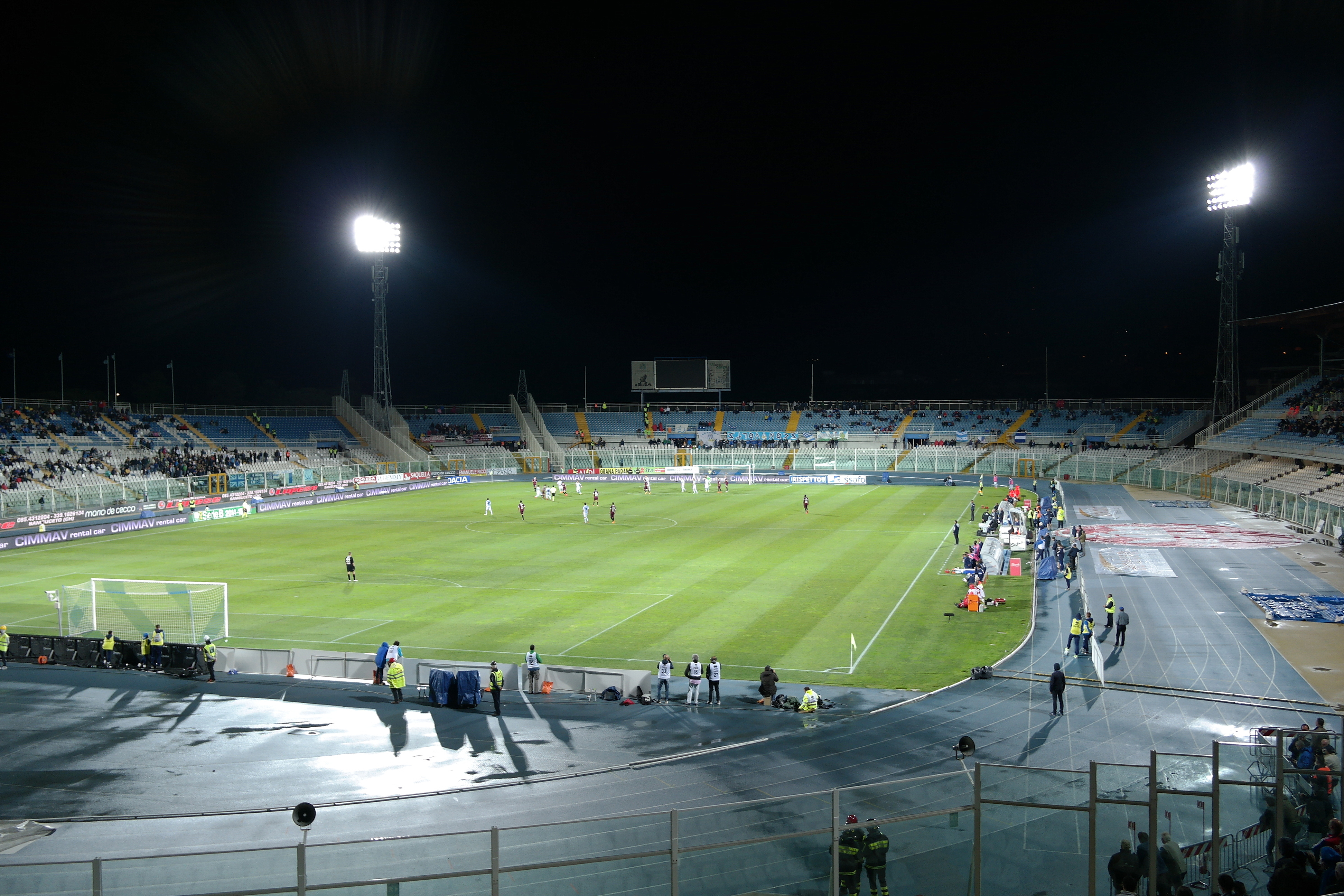
Lo stadio Adriatico di Pescara sede dei Giochi del Mediterraneo del 2009

Nelle manifestazioni multidisciplinari, oltre alle Olimpiadi, che prevedono la disciplina del calcio, l'Italia ha ospitato il torneo calcistico: ai Giochi del Mediterraneo nella IV edizione a Napoli nel 1963, nella XIII edizione a Bari nel 1997 e nella XVI edizione a Pescara nel 2009; ai Giochi mondiali militari nella I edizione a Roma nel 1995 e nella III edizione a Catania nel 2003; all'Universiade nella XIX edizione in Sicilia nel 1997 e nella XXX edizione a Napoli nel 2019.
Nelle competizioni giovanili, l'Italia ha ospitato il Campionato europeo di calcio Under-21 2019, giocato negli stadi Dall'Ara di Bologna, Mapei Stadium di Reggio Emilia, Dino Manuzzi di Cesena, Nereo Rocco di Trieste e Friuli di Udine. In quest'ultimo è stata disputata la finale del torneo.
In precedenza furono ospitati in Italia il Campionato europeo di calcio Under-18 1955, il Campionato europeo di calcio Under-18 1973, il Campionato europeo di calcio Under-16 1982, il Campionato mondiale di calcio Under-17 1991 e il Campionato europeo di calcio Under-17 2005, tutti disputati in Toscana, con l'eccezione del torneo del 1982 giocato nelle Marche.

#### Competizioni femminili
In ambito del calcio femminile, l'Italia non ha mai ospitato il Campionato mondiale femminile di calcio e nessun'altra competizione FIFA per categorie giovanili. Ha ospitato invece il Campionato europeo femminile di calcio 1993 (disputato a Santa Sofia, Rimini, Cesenatico, con finale al Dino Manuzzi di Cesena) e il Campionato europeo femminile Under 19 di calcio 2011 (giocato in Romagna).

### Eventi per club

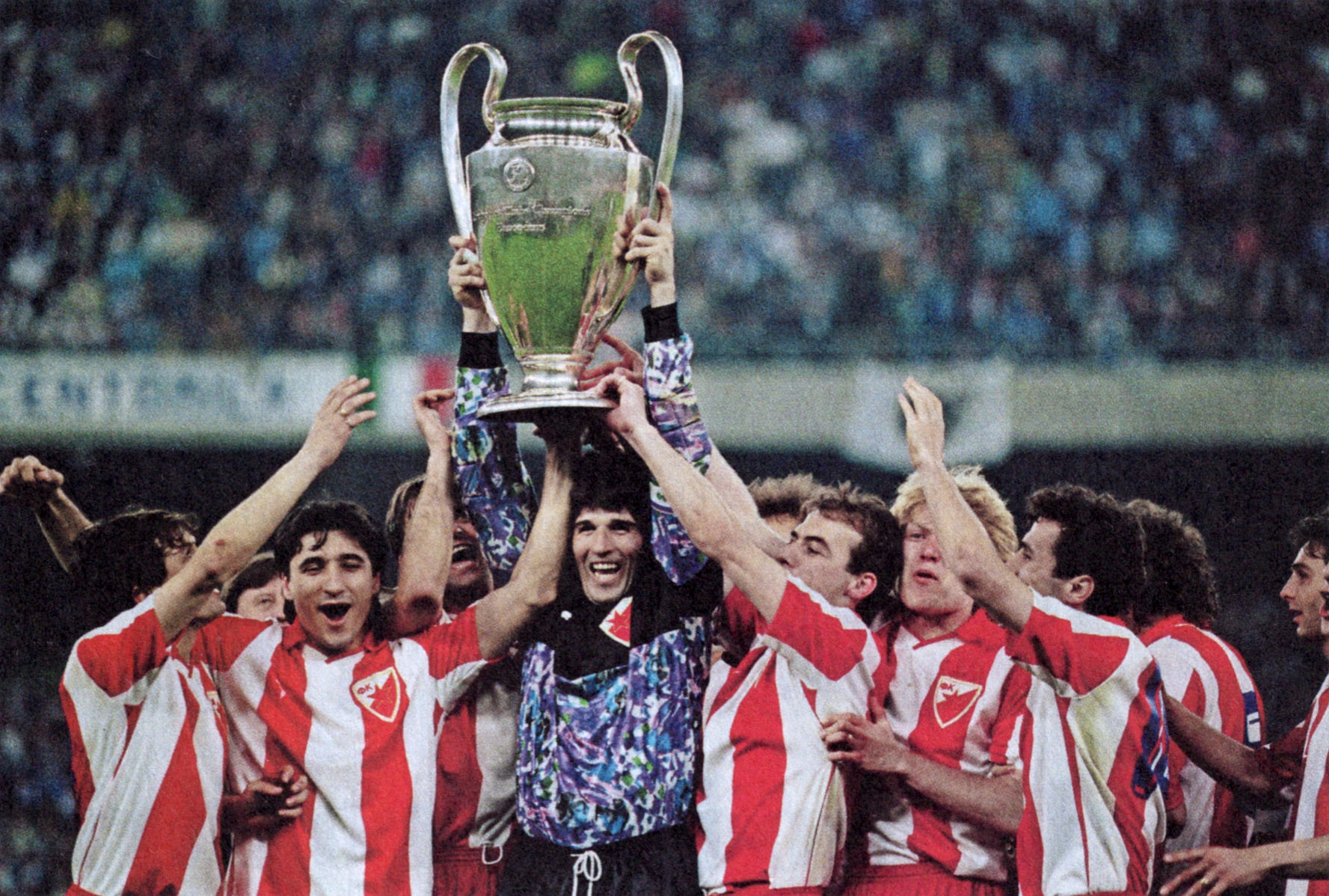
I giocatori della festeggiano la vittoria della Coppa dei Campioni 1991 al termine della finale ospitata a Bari

Gli eventi internazionali principali per club corrispondono alle competizioni FIFA e UEFA riservate alle società calcistiche. L'Italia non ha mai organizzato un evento per club della FIFA, mentre ha ospitato numerose finali dei tornei dell'UEFA, sia in campo maschile sia femminile.
Il principale torneo per club europeo, la UEFA Champions League (in precedenza denominata Coppa dei Campioni) disputa gli incontri negli stadi dei club partecipanti. La finale invece, fin dalla prima edizione del 1956, è svolta in uno stadio designato dall'UEFA prima dell'inizio del torneo stesso. Gli stadi italiani hanno ospitato nove finali. Ne sono state disputate quattro sia allo Stadio Olimpico di Roma (1977, 1984, 1996 e 2009) sia allo Stadio Giuseppe Meazza di Milano (1965, 1970, 2001 e 2016), mentre una è stata giocata allo Stadio San Nicola di Bari (1991).
La seconda coppa europea, l'UEFA Europa League, disputa la finale unica in campo "neutro" dal 1998, mentre in precedenza la finale veniva giocata con gare di andata e ritorno negli stadi delle squadre finaliste. La finale unica è stata disputata in Italia solo una volta, allo Juventus Stadium di Torino (2014).
Anche la Supercoppa UEFA viene disputata in gara unica e campo neutro dal 1998: sotto questo format è stata ospitata in Italia nell'edizione 2025, allo stadio Friuli di Udine.
La defunta Coppa delle Coppe UEFA svolgeva anch'essa la finale in uno stadio designato per l'occasione, con l'eccezione della prima edizione, e gli stadi italiani non hanno mai ospitato l'evento.
Il Mapei Stadium di Reggio Emilia e l'Allianz Stadium di Torino hanno infine ospitato la finale della UEFA Women's Champions League, rispettivamente nel 2016 e nel 2022.

## Strutture

### Stadi

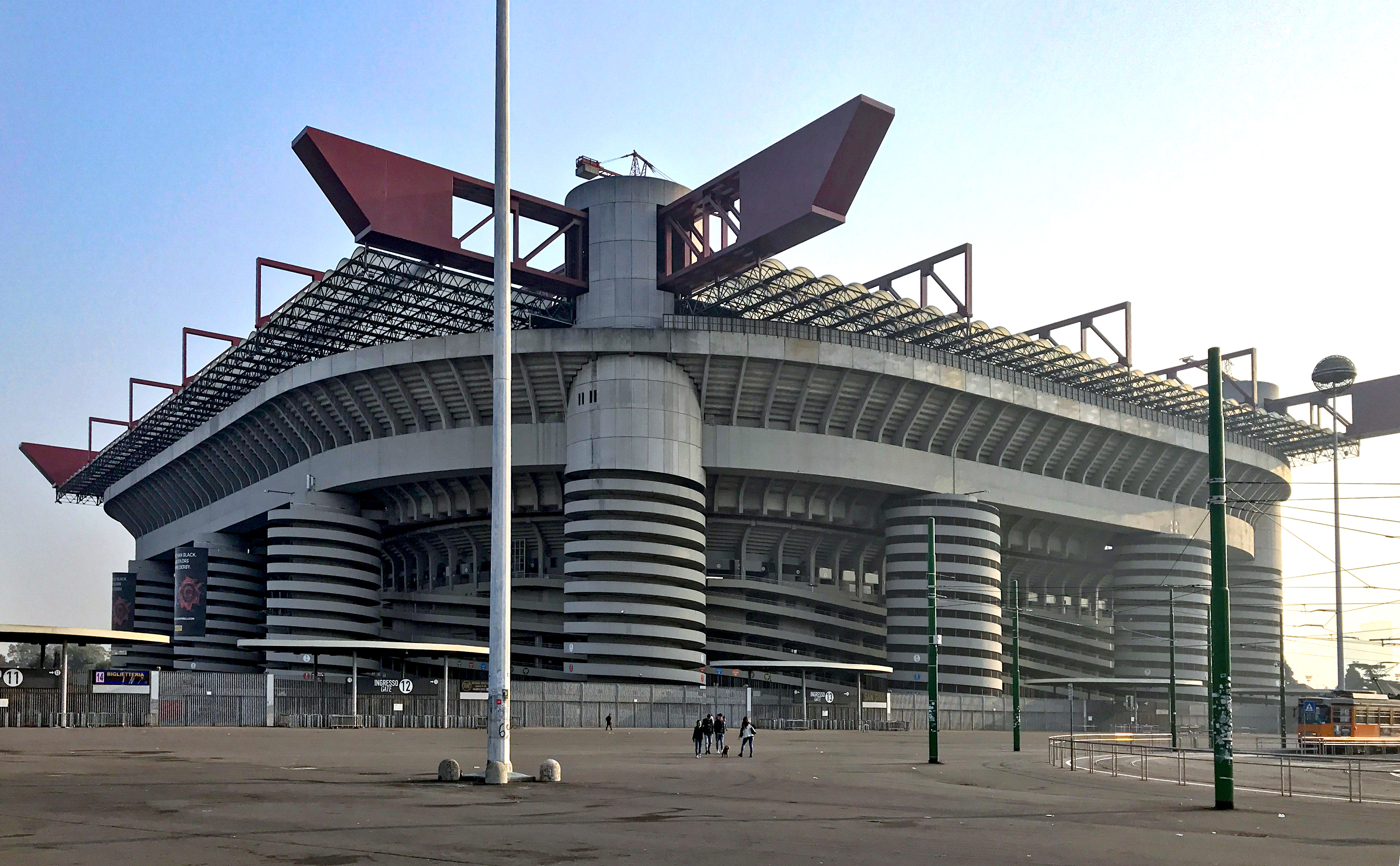
L'esterno dello stadio Giuseppe Meazza di Milano

Quasi tutti i principali stadi di calcio italiani sono di proprietà pubblica e circa la metà è stata costruita prima del 1949, con un'età media di 64 anni. L'ultimo rinnovamento architettonico generale dei maggiori stadi risale a Italia 1990, quando gli impianti coinvolti nell'evento subirono una ristrutturazione generale. La metodologia di conservazione del costruito, con restyling periodico, che fa differire l'Italia dal resto d'Europa (dove gli impianti obsoleti vengono sostituiti con altri di nuova concezione), è dettata dal fatto che circa il 70% degli stadi italiani sia sottoposto a vincolo architettonico, cosa che ne impedisce la demolizione e ricostruzione. Il primo stadio moderno d’Italia, nonché primo monumento sportivo del regime fascista, fu il Littoriale di Bologna, inaugurato nel 1926. Il primo stadio moderno di proprietà privata è stato invece l'attuale Mapei Stadium di Reggio Emilia, costruito nel 1995 dalla Reggiana e dal 2013 di proprietà dell'azienda Mapei, proprietaria del Sassuolo.

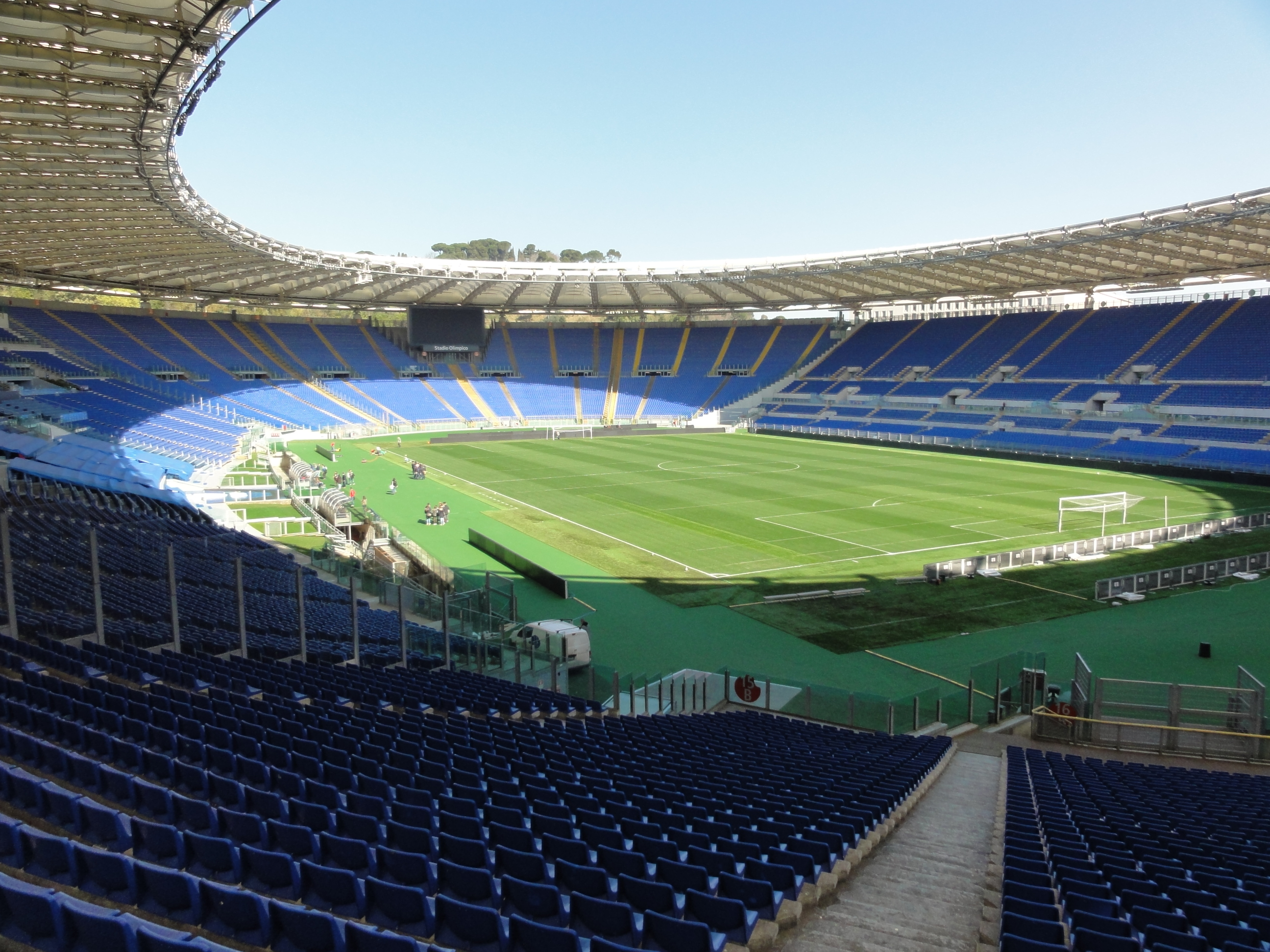
L'interno dello Stadio Olimpico di Roma

I primi cinque stadi italiani, per ordine di capienza, sono il Giuseppe Meazza di Milano (soprannominato La Scala del calcio), di proprietà del Comune di Milano e utilizzato regolarmente da Inter e Milan, l'Olimpico di Roma, di proprietà del CONI nel quale giocano la Roma e la Lazio, il San Nicola di Bari, il Diego Armando Maradona di Napoli e l'Artemio Franchi di Firenze, questi ultimi anch'essi di proprietà comunale e utilizzati dalle rispettive squadre cittadine: il Bari, il Napoli e la Fiorentina. Al sesto posto per capienza vi è invece il più grande stadio italiano privato, lo Juventus Stadium a Torino, di proprietà della società bianconera e, al momento, l'unico impianto italiano sul "modello inglese" dove accanto allo stadio sorgono un centro commerciale, il museo del club, un centro poliambulatoriale e il J-Village, struttura civile, sportiva e multifunzionale di proprietà della Juventus. Sono di proprietà dei club anche gli stadi dell'Atalanta (Gewiss stadium), del Bologna (Renato Dall'Ara), del Frosinone (Benito Stirpe) e dell'Udinese (Dacia Arena).
Le nazionali maggiori maschile e femminile, come anche le nazionali giovanili, non dispongono di uno stadio nazionale fisso. Giocano le loro partite a rotazione nei vari impianti italiani, scegliendoli di volta in volta a seconda dell'importanza della partita, dell'avversario che si incontra e dell'eventuale affluenza di pubblico.
L'UEFA classifica gli stadi in categorie, a seconda delle loro caratteristiche. Gli impianti italiani di categoria 4 (la maggiore) sono quattro: l'Olimpico di Roma, il Meazza di Milano, lo Juventus Stadium e lo stadio Olimpico Grande Torino di Torino. Questa classificazione permette a questi impianti di ospitare una finale di una competizione europea e partite del campionato europeo.

### Centri sportivi

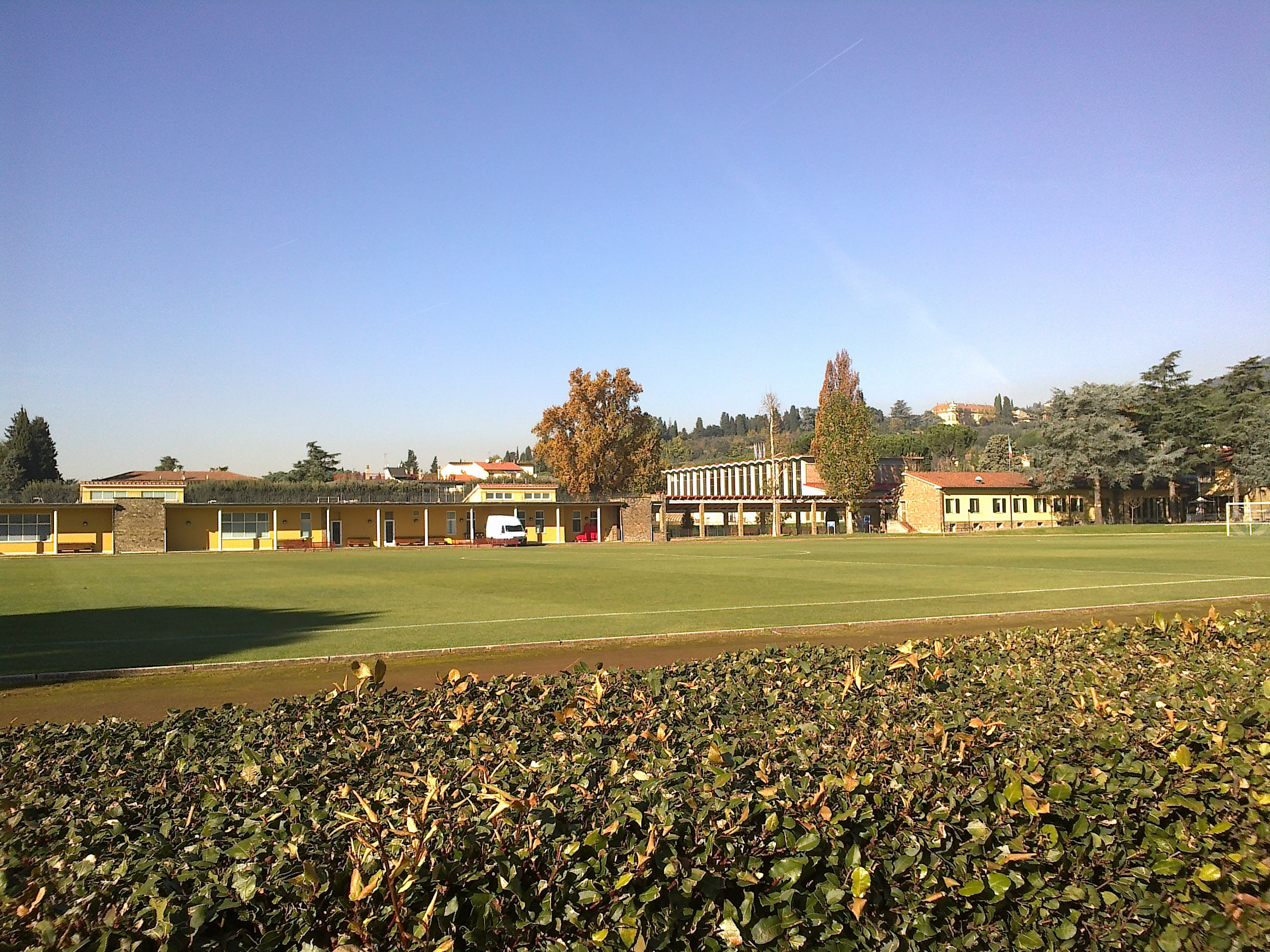
Il Centro tecnico federale di Coverciano

Gli Azzurri e tutte le selezioni svolgono la loro preparazione al Centro tecnico federale Luigi Ridolfi, noto come Coverciano, dal nome del quartiere di Firenze dove ha sede. Oltre a essere la "Casa degli Azzurri" fin dal 1958, il centro ospita i corsi di maggiore livello per il mondo professionistico del calcio. A Coverciano sono infatti tenuti corsi per direttore sportivo, allenatore professionista UEFA Pro e UEFA A, allenatore di calcio a 5 di primo livello, preparatore atletico, osservatore calcistico, corsi di specializzazione per allenatore dei portieri e corsi per match analyst. Inoltre la FIGC dispone di cinquanta Centri Federali Territoriali e di decine di scuole calcio "élite", sparsi in tutte le regioni italiane, per la formazione tecnico-sportiva di giovani calciatori e calciatrici.
Nella capitale i principali centri sportivi sono i seguenti: il Centro sportivo Giulio Onesti, costruito nel 1954 dal CONI per la pratica di numerosi sport tra i quali appunto il calcio; il Centro sportivo La Borghesiana, realizzato nel 1990, che in passato ha ospitato il ritiro della Nazionale maggiore, in alternativa a Coverciano, oltre a varie nazionali straniere e squadre di club impegnate a Roma; il Centro sportivo Fulvio Bernardini, sorto nel 1979 e noto come Trigoria dal nome della località dov'è ubicato, di proprietà della Roma; il Centro sportivo di Formello, alla porte della città, realizzato nel 1997 e di proprietà della Lazio.

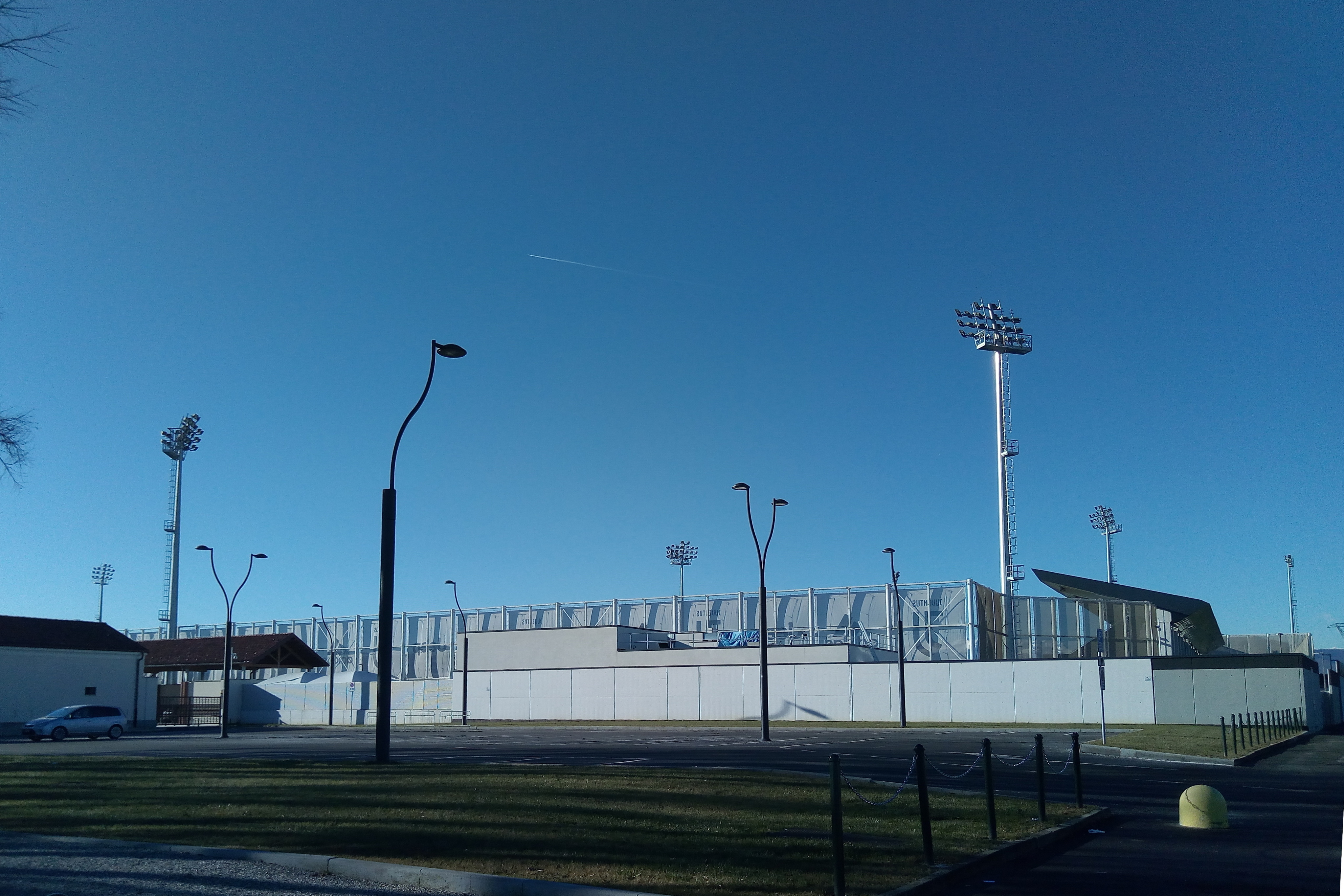
Lo Juventus Training Center di Torino

I centri sportivi delle due squadre di Milano sono invece tra i più antichi e sorgono lontani dal capoluogo lombardo. È del 1960 la realizzazione dell'attuale Centro Sportivo Suning di proprietà dell'Inter e localizzato ad Appiano Gentile (Como), mentre nel 1963 venne costruito Milanello, di proprietà del Milan, ubicato a Carnago (VA).
La società Juventus dispone invece da pochi anni di due centri sportivi all'avanguardia, gli Juventus Training Center realizzati nel 2006 a Vinovo (TO) e in aggiunta nel 2018 a Torino, per gli allenamenti della prima squadra e delle giovanili, con il secondo all'interno del J-Village, più ampia struttura con centri d'istruzione sportiva per giovani. Il Torino invece ha ristrutturato da poco il glorioso Stadio Filadelfia, facendone un moderno centro sportivo.
Altri famosi centri sportivi dei club professionistici di calcio sono il Centro sportivo di Castel Volturno, realizzato nel 2006 dal Napoli nell'omonima cittadina in provincia di Caserta; il Centro sportivo Gianluca Signorini (1951) e il Centro sportivo Gloriano Mugnaini (1980, noto come Bogliasco) localizzati a Genova e centri rispettivamente di Genoa e Sampdoria; il Centro tecnico Niccolò Galli di Bologna, dal 1976 sede di allenamento della squadra cittadina; il Torre del Grifo Village, edificato nel 2011 a Mascalucia (CT) dal Catania; il Novarello - Villaggio Azzurro, a Granozzo con Monticello (NO), realizzato nel 2007 dal Novara; il Centro Sportivo Bortolotti dell'Atalanta, localizzato a Zingonia (BG); il Mapei Football Center a Sassuolo (MO). Ultimo in ordine di realizzazione è il nuovo centro sportivo della Fiorentina, il "Rocco B. Commisso" Viola Park, noto semplicemente come Viola Park, inaugurato nel 2023 e ritenuto ad oggi il centro sportivo più grande d'Italia e tra i più all'avanguardia d'Europa. L'Udinese svolge i propri allenamenti in strutture adiacenti il rispettivo stadio.

### Musei del calcio

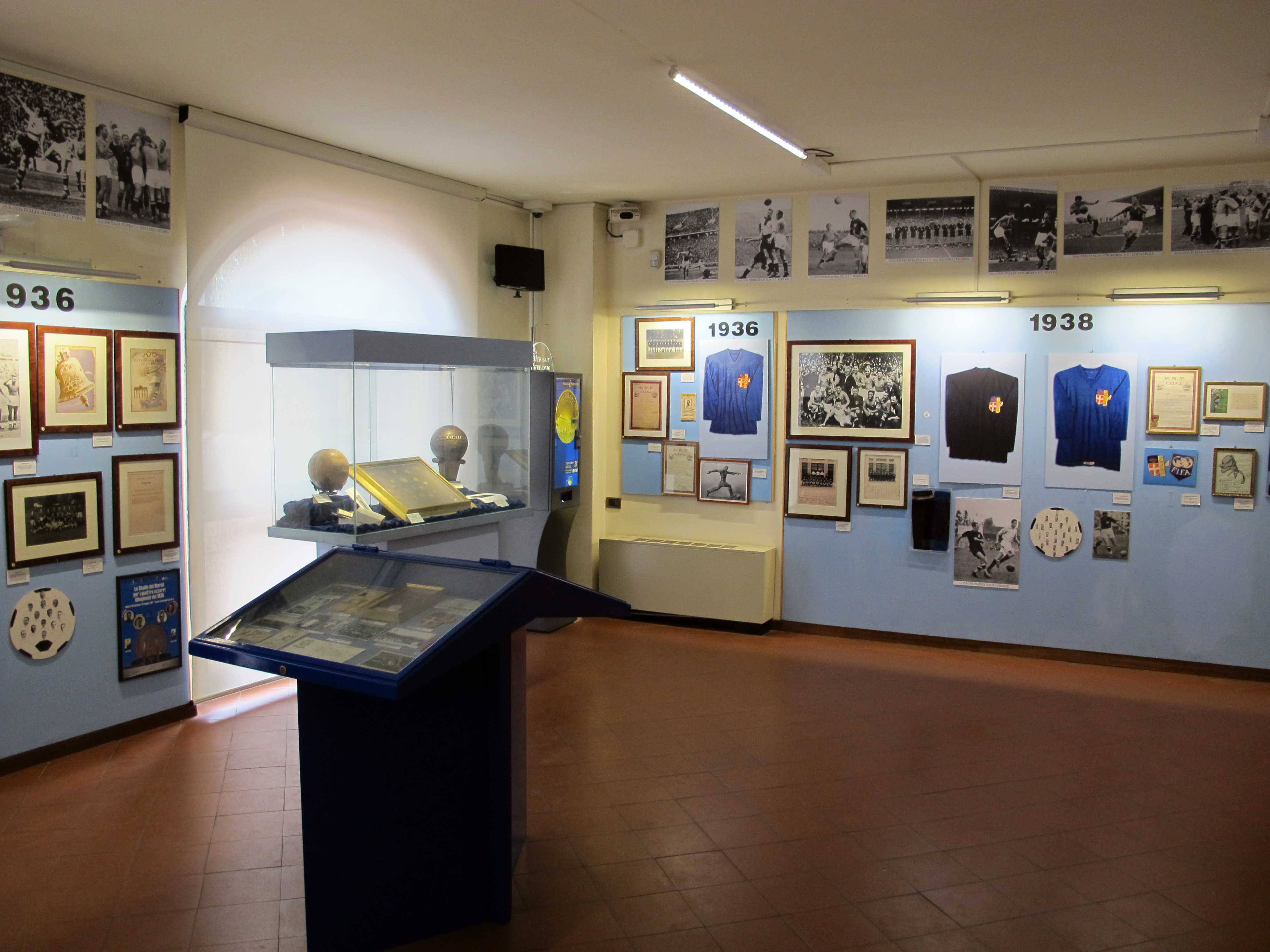
Una sala del Museo del Calcio della FIGC

In Italia sorgono alcuni musei calcistici, creati quasi esclusivamente dalle società professionistiche, alle quali si aggiunge il museo della FIGC, e sono riuniti nella Federazione dei musei del calcio, con sede a Firenze. Sempre a Firenze, a Coverciano all'interno del Centro tecnico federale, è ubicato dal 2000 il Museo del Calcio della FIGC, luogo di documentazione storica sul gioco del calcio in Italia, nel quale sono esposti palloni, medaglie, scarpe, coppe, maglie della federazione italiana dal 1934 a oggi, e dispone di un centro informativo digitale con archivio di fotografie e filmati. Inoltre nel museo ha la sua sede la Hall of Fame del calcio italiano, con cimeli dei giocatori che ne fanno parte.
Sempre nel capoluogo toscano si trova il Museo della Fiorentina, dedicato alla storia della squadra cittadina, fondatore della suddetta federazione con il Museo del Grande Torino e della Leggenda Granata, il Genoa Museum and Store e il Calcio Padova Museum. Hanno aderito in seguito il Pisa 1909 Football Museum, il Pro Patria Museum, il Museo del Parma Calcio Ernesto Ceresini, il AC Perugia Calcio Museo e il J-Museum, dedicato alla Juventus e collocato nel complesso dello Juventus Stadium. Quest'ultimo museo fa parte anche dell'International Council of Museums e risulta il primo museo sportivo nel Paese per numero di visitatori nonché l'unico del suo genere inserito nella classifica annuale dei cinquanta siti d'interesse più visitati a livello nazionale stilata dal Ministero dei beni e delle attività culturali e del turismo. Non facenti parte della federazione, sono da segnalare il museo Mondo Milan, dedicato alla squadra rossonera, e il Museo San Siro, con cimeli di ogni genere appartenenti alle due squadre di Milano.

## Mass media

### Radio
La prima partita di calcio in Italia con radiocronaca fu l'incontro Italia-Ungheria 4-3 del 25 marzo 1928, trasmesso dall'EIAR. Nel 1959 in Rai, in modo sperimentale con esordio ufficiale il 10 gennaio 1960, prese il via su Radiouno uno spazio radiofonico chiamato Tutto il calcio minuto per minuto, con la radiocronaca di diversi eventi in contemporanea, in preparazione dei Giochi della XVII Olimpiade di Roma del 1960, evento globale trasmesso televisivamente e radiofonicamente dalla stessa Rai. Dopo l'Olimpiade, il programma continuò proponendo solo le radiocronache dei secondi tempi delle partite e, a partire dal 1987, fu introdotta la copertura dell'intera partita. La struttura di base, rimasta inalterata nel corso dei decenni, prevede collegamenti a turno dai vari stadi con segnalazioni immediate per eventi di particolare rilievo (variazioni del punteggio e altro) da ogni campo. Negli anni settanta e ottanta, non essendovi ancora presente una concorrenza televisiva, la trasmissione toccò punte di 25 milioni di radioascoltatori.
Dopo la liberalizzazione dell'etere sancita dalla Corte costituzionale, nacquero decine di emittenti radiofoniche locali e nazionali, chiamate "radio libere", che trasmettevano in diretta l'incontro delle squadre locali di calcio. Dall'ottobre 1975 Radiolina incominciò a trasmettere flash in diretta delle partite di calcio del Cagliari. È però dell'11 gennaio 1976 la prima radiocronaca diretta integrale di un incontro di calcio, Arezzo–Parma trasmesso sulla radio privata Radio Emilia Uno.
Con l'avvento dei "diritti radio", i diritti per la radiocronaca di tutti i più importanti eventi calcistici sono sempre stati appannaggio della Rai, salvo casi di diritti acquisiti da Mediaset o RTL 102.5.

### Televisione

L'allenatore Giovanni Trapattoni esce dal campo, nella seconda metà degli anni 1970, ripreso da una telecamera della RAI

La prima partita di calcio trasmessa in televisione in Italia fu l'incontro di Serie A Juventus-Milan, il 5 febbraio 1950, trasmessa solo a Torino. La Rai aveva incominciato le trasmissioni sperimentali e quella gara fu il primo programma realizzato in esterna con le telecamere. Successivamente incominciò il programma La Domenica Sportiva, l'11 novembre 1953, e le prime immagini furono dell'incontro Inter-Fiorentina. Poco dopo, il 13 dicembre, venne trasmesso sperimentalmente il primo incontro della nazionale italiana, contro la Cecoslovacchia. La prima partita della televisione italiana fu però la gara di qualificazione per il campionato del mondo 1954 Italia-Egitto 5-1, il 24 gennaio 1954, trasmessa dalla Rai che aveva dato avvio ufficialmente alle trasmissioni televisive il 3 gennaio. IFK Norrköping-Fiorentina 0-1, secondo turno di Coppa dei Campioni 1956-1957, fu la prima gara internazionale di un club italiano a essere trasmessa in televisione.

L'allenatore di calcio Nereo Rocco con i giornalisti Adriano De Zan e Beppe Viola negli studi della Domenica Sportiva sul finire del 1978

Il 27 settembre 1970 nacque 90º minuto, programma Rai che mandava in onda risultati e highlight di tutte le gare di Serie A. Il 5 dicembre 1971 fu giocata invece la prima partita di calcio trasmessa da una emittente privata, l'incontro di Serie C Rimini-SPAL trasmesso da Babelis TV.
Il monopolio calcistico della Rai, a livello nazionale, fu interrotto sul finire degli anni settanta, quando alcune emittenti straniere (tra le quali Telemontecarlo e TV Koper-Capodistria) incominciarono a trasmettere in lingua italiana, su buona parte del territorio, molti e importanti eventi sportivi. Ma soprattutto il cambiamento epocale ebbe inizio nel 1980 quando Canale 5, di proprietà di Silvio Berlusconi, si aggiudicò i diritti del Mundialito. Infatti, negli anni ottanta, era nato in Italia l'istituto giuridico dei "diritti televisivi in vendita". Il primo accordo per il campionato venne siglato nel 1981 tra la Rai e la Lega Calcio, inerente ai diritti della Serie A.
Nel 1993, con l'accordo tra la Lega Calcio e la piattaforma televisiva a pagamento Telepiù, fu importato dall'Inghilterra l'istituto giuridico dei "diritti televisivi criptati", facendo divenire l'originario istituto del 1981 quale "diritti televisivi in chiaro". Il 28 agosto 1993 venne trasmessa la prima partita di calcio a pagamento, la gara di Serie B Monza-Padova, su TELE+2. Da quel momento i diritti a pagamento viaggeranno prima sul terrestre analogico (poi digitale) e in seguito anche su piattaforme satellitari (con Sky Italia), fino ad arrivare allo streaming con DAZN nel 2018.
Con il nuovo millennio nacque anche il fenomeno dei canali televisivi tematici a pagamento di proprietà dei maggiori club, tra i quali Inter TV, Lazio Style Channel, Milan TV, Roma TV, Torino Channel e Juventus TV (quest'ultimo in streaming). È invece gratuita, sul digitale terrestre, Udinese TV.

#### Diritti televisivi attuali
Dal 2011 per la legislazione italiana vi è una lista di eventi sportivi considerati di «particolare rilevanza per la società» per i quali deve essere garantita la possibilità, da parte della popolazione, di seguirli sui palinsesti televisivi in modo gratuito. Gli eventi calcistici presenti nella lista sono i seguenti: la finale e tutte le partite della nazionale italiana nel campionato del mondo di calcio; la finale e tutte le partite della nazionale italiana nel campionato europeo di calcio; tutte le partite della nazionale italiana di calcio, in casa e fuori casa, in competizioni ufficiali; la finale e le semifinali della Champions League e dell'Europa League qualora vi siano coinvolte squadre italiane.
Al 2022 i diritti televisivi calcistici in Italia sono distribuiti come segue:
| Competizione                  | Diritti in chiaro          | Diritti a pagamento                         |
| Serie A                       | Rai, Mediaset, OneFootball | Sky Italia, DAZN                            |
| Serie B                       | OneFootball                | Sky Italia, DAZN, Helbiz Live               |
| Coppa Italia                  | Mediaset                   | -                                           |
| Supercoppa italiana           | Mediaset                   | -                                           |
| UEFA Champions League         | Mediaset                   | Sky Italia, Mediaset Infinity e Prime Video |
| UEFA Europa League            | TV8                        | Sky Italia, DAZN                            |
| UEFA Europa Conference League | TV8                        | Sky Italia, DAZN                            |
| Supercoppa UEFA               | -                          | Prime Video                                 |
| Coppa del mondo per club FIFA | -                          | -                                           |
| UEFA Nations League           | Rai, Mediaset              | -                                           |
| Nazionale italiana            | Rai                        | -                                           |

### Stampa

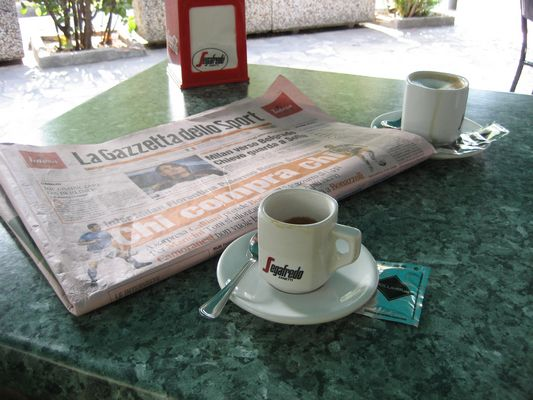
Il quotidiano La Gazzetta dello Sport in un bar italiano

Tutti i principali quotidiani a diffusione nazionale hanno una sezione dedicata allo sport, nella quale quasi sempre il calcio occupa il maggior spazio. Ovviamente allo stesso modo il calcio detiene l'attenzione, in copertina e nelle prime pagine, anche nei quotidiani sportivi italiani, che sono La Gazzetta dello Sport (fondata a Milano nel 1896), il Corriere dello Sport - Stadio (nato a Roma nel 1924 come Corriere dello Sport e unito nel 1977 a Stadio, a sua volta fondato a Bologna nel 1945) e Tuttosport (creato a Torino nel 1945). La Gazzetta è il terzo quotidiano italiano per diffusione, nonché il primo quotidiano sportivo del Paese e il più antico d'Europa nel suo genere. Il Corriere risulta al quarto posto generale e primo nel suo genere per numero di lettori nell'Italia centro-meridionale. Tuttosport infine, al terzo posto nei quotidiani sportivi, si caratterizza per una maggior preponderanza di temi legati alle due maggiori squadre del capoluogo piemontese, la Juventus e il Torino. Il quarto quotidiano sportivo italiano, di carattere locale, è Il Romanista, nato nel 2004 e primo quotidiano al mondo interamente dedicato a una società di calcio, la Roma.
Tra i periodici il Guerin Sportivo, in edicola dal 1912, è al 2019 la pubblicazione sportiva più longeva del mondo, che dedica gran parte della sua pubblicazione al gioco del pallone. Invece tra i periodici dedicati esclusivamente al calcio, nacque nel 1931 la rivista Il Calcio Illustrato (pubblicata fino al 1973) alla quale ha fatto seguito nel 1997 la rivista Calcio 2000. Altre riviste calcistiche sono le pubblicazioni ufficiali dei principali club italiani, come Hurrà Juventus e Lazio Style 1900 Official Magazine, o lo sono state in passato come Forza Milan! Inoltre riviste dedicate in maniera non ufficiale a un club sono ad esempio LaRoma, Lazialità e Inter Football Club. La rivista Supertifo è invece dedicata in particolare alle tifoserie italiane ed estere.

### Esplicative
1. ↑  La vittoria del campionato comporta la partecipazione al massimo torneo europeo sin dalla sua nascita, nella stagione 1955-56, con il nome di Coppa Campioni; l'unica eccezione è costituita dalla Lazio che, dopo aver vinto lo Scudetto nel 1973-74, non partecipò alla Coppa dei Campioni 1974-1975 causa una squalifica comminatale dall'UEFA in precedenza.

### Bibliografiche
1. 1 2   I numeri del calcio italiano, su figc.it.
2. ↑  (EN) Bill Wilson, Italian football counts cost of stagnation, su bbc.com, 10 marzo 2014.
3. ↑  Chiesa, p. 15.
4. ↑   STATUTO DELLA FIGC (PDF), su figc.it.
5. 1 2 3 4 5 6   Identità e missione, su figc.it.
6. ↑   1954, la Figc crea la Uefa, su corriere.it.
7. ↑   Il Club Italia, su figc.it.
8. ↑   Sito ufficiale FIGC, Italia-Francia 15-5-1910, su figc.it. URL consultato il 25 agosto 2009 (archiviato dall'url originale il 3 marzo 2016).
9. ↑   Andrea Tosi, Mondiali 1934: 80 anni fa a Roma primo trionfo azzurro, 2-1 alla Cecoslovacchia, su gazzetta.it, 10 giugno 1934.
10. ↑   74 anni fa il sesto scudetto. Triestina-Bologna 0-0, su bolognafc.it, 26 aprile 2015.
11. ↑  Colombero, Pacifico, p. 110.
12. ↑   4 maggio 1949: la tragedia di Superga, su torinofc.it. URL consultato il 5 dicembre 2020 (archiviato dall'url originale il 26 marzo 2018).
13. ↑  (ES) Marco Ruiz, «Vi a Del Piero con 18 años y lo contraté en 24 horas», su as.com, 5 novembre 2008.
14. ↑   Germano Bovolenta, Quando gli angeli oriundi avevano la faccia sporca, in La Gazzetta dello Sport, 11 gennaio 2003.
15. ↑  (FR) Victor Sinet, Palmarès Ballon d'Or: 1961 - Omar Sivori, su francefootball.fr, 12 dicembre 1961 (archiviato il 6 ottobre 2014).
16. ↑   Paolo Menicucci, Le migliori squadre di sempre: Inter 1962–67, su it.uefa.com, 27 maggio 2015.
17. 1 2   Storia - FIGC, su figc.it. URL consultato il 19-12-2014 (archiviato dall'url originale il 18 ottobre 2014).
18. ↑  (EN) Sergio Di Cesare, Hard work pays off for Zoff, su uefa.com, 1º aprile 2008 (archiviato l'11 dicembre 2019).
19. ↑   La beffa più amara, k.o. al golden gol, su repubblica.it. URL consultato il 29-12-2014.
20. ↑   Gaetano De Stefano, Italia gran finale, su gazzetta.it, 4 luglio 2006.
21. ↑  Mondiali, i record da battere: Del Piero ha il gol "tardivo" Archiviato il 18 giugno 2014 in Internet Archive. sky.it
22. ↑   Gaetano De Stefano, Ci incoronano i rigori, su gazzetta.it, 9 luglio 2006.
23. ↑   Luigi Garlando, Cannavaro mister Pallone d'Oro, su gazzetta.it, 17 novembre 2006. URL consultato il 27 agosto 2012.
24. ↑   Chi ha vinto più coppe nazionali in Europa?, su it.uefa.com, 10 maggio 2018 (archiviato il 14 maggio 2018).
25. ↑   L'Italia si inchina ad una grande Spagna, è 4-0, su it.eurosport.yahoo.com. URL consultato il 19-12-2014 (archiviato dall'url originale il 6 luglio 2012).
26. ↑   Simone Pace, Dalla Prima guerra mondiale al Coronavirus: il campionato sospeso è un evento epocale, su eurosport.it, 9 marzo 2020.
27. ↑   Stadium Juve, la prima volta 12 anni fa: quel poker all'esordio col Parma, su tuttosport.com, 11 settembre 2023.
28. ↑   Scudetto all'Inter, Conte mette fine al dominio Juve, su tuttosport.com, 2 maggio 2021.
29. ↑   Inter, Suning 1^ proprietà straniera a vincere lo scudetto in Italia: e ora che succede?, su sport.sky.it, 2 maggio 2021.
30. ↑   Italia - Inghilterra 1-1 (3-2 dcr): gli Azzurri tornano sul tetto d'Europa, su it.uefa.com, 11 luglio 2021.
31. ↑   Disastro Italia, beffa Macedonia al 92': siamo di nuovo fuori dal Mondiale!, su gazzetta.it, 24 marzo 2022.
32. ↑   Milan campione d’Italia, vince il 19º scudetto (come l’Inter), su ilmessaggero.it, 22 maggio 2022.
33. ↑   Perla di Zaniolo, Rui Patricio para tutto e la Roma resiste: la Conference League è di Mou!, su gazzetta.it, 25 maggio 2022.
34. ↑   Napoli, finalmente festa: campione d'Italia per la terza volta!, su gazzetta.it, 4 maggio 2023.
35. ↑   Inter, che peccato! Gioca alla pari col City, ma la Champions è di Guardiola, su gazzetta.it, 10 giugno 2023.
36. ↑   Beffa Roma: perde la finale di Europa League ai rigori. Il Siviglia fa festa: decisivi gli errori di Mancini e Ibanez, su gazzetta.it, 1º giugno 2023.
37. ↑   Fiorentina, beffa atroce al 90': la Conference League è del West Ham, su gazzetta.it, 7 giugno 2023.
38. ↑   Acerbi e Thuram affondano il Milan, la seconda stella arriva col derby, su gazzetta.it, 22 aprile 2024.
39. ↑   La festa scudetto dell'Inter. Da San Siro al Duomo, il tripudio nerazzurro per la seconda stella, su ilfoglio.it, 28 aprile 2024.
40. ↑   Lookman e Gasp portano l'Atalanta nella storia: Bayer travolto, l'Europa League è sua, su gazzetta.it, 22 maggio 2024.
41. ↑   Fiorentina, Conference ancora stregata: l'Olympiacos stende la Viola al 116', su gazzetta.it, 29 maggio 2024.
42. ↑   Carlo Caliceti, Lo scudetto di nessuno, in Calcio 2000, 4 [40], aprile 2001,  p. 56, ISSN 1126-1056 (WC · ACNP).
43. ↑   Premiazione scudetto, Lega Nazionale Professionisti Serie A, 13 maggio 2011 (archiviato dall'url originale il 17 luglio 2011).
44. ↑  Fino al 1994, erano assegnati 2 punti per la vittoria.
45. ↑  (EN) UEFA Country Ranking 2021, su kassiesa.net.
46. ↑   Member associations - Italy - Honours –, su uefa.com.
47. ↑   100 Greatest footballers ever - fourfourtwo.com, su fourfourtwo.com.
48. ↑   Emilio Marrese, La malattia globale del calcio, in Sport - la Repubblica, Roma, 22 maggio 2004,  p. 48.
49. ↑   Paolo Condò, Champions con 4 italiane? L'ultima volta fu un trionfo, su gazzetta.it, 26 agosto 2018.
50. ↑   Figc, serie B a 20 squadre dalla prossima stagione, su repubblica.it, 30 gennaio 2019.
51. 1 2   Comunicato Ufficiale n. 57/A (PDF), su FIGC.it, 22 agosto 2013. URL consultato il 3 settembre 2013 (archiviato dall'url originale il 2 settembre 2013).
52. ↑   Almanacco Illustrato del Calcio 2015, Modena, Panini, 2014,  p. 47.
53. ↑   Coppa Italia 2012/2013, 2013/2014 e 2014/2015 – Regolamento, su legaseriea.it, 4 giugno 2012 (archiviato dall'url originale il 27 settembre 2013).
54. ↑   Regolamento della Lega Nazionale Professionisti, Federazione Italiana Giuoco calcio. URL consultato il 18 luglio 2019 (archiviato dall'url originale il 1º luglio 2018).
55. ↑   Supercoppa, ora è ufficiale: Juve-Lazio il 18 agosto a Roma, su repubblica.it, 2 luglio 2013.
56. ↑  (ES) Sorteo de las competiciones europeas de fútbol: el Fram de Reykjavic, primer adversario del F.C. Barcelona en la Recopa, in La Vanguardia, 13 luglio 1988,  p. 53.
57. ↑   Tutto iniziò con un po' di poesia, in La Gazzetta dello Sport, 24 maggio 1997.
58. ↑   Angelo Caroli, Juve, Grande Slam, in La Domenica Sport, Stampa Sera, 9 dicembre 1985,  p. 3.
59. ↑   Paul Saffer, Paris sulle orme della Juventus, su uefa.com, 10 aprile 2016.
60. ↑   Inter, un tris per la storia, su it.uefa.com, 22 maggio 2010.
61. ↑   Finale di Champions, perché Milano “deve” tifare Liverpool. URL consultato il 1º ottobre 2019.
62. ↑   Nazionale A - Nazionali, FIGC, su figc.it. URL consultato il 29-12-2014 (archiviato dall'url originale il 23 agosto 2015).
63. ↑   Nazionale, la settimana magica di Locatelli: dal gol alla convocazione in Under-21, su repubblica.it, 8 ottobre 2016.
64. ↑   Club Italia - Nazionale Under 21, su figc.it, figc.it. URL consultato il 6 giugno 2010 (archiviato dall'url originale il 22 ottobre 2011).
65. 1 2  (EN) 1991-93 UEFA Women's EURO, su uefa.com, 6 luglio 2019.
66. ↑  Federico Ferri, Federico Buffa, Storie Mondiali: Il grande Uruguay (1930), Sky Sport, 2014.
67. ↑  David Goldblatt, The Ball is Round: A Global History of Football, Londra, Penguin, 2007 p. 248
68. ↑  Il Littoriale, 10 ottobre 1932, prima pagina Archiviato il 5 giugno 2015 in Internet Archive. emeroteca.coni.it
69. ↑   Giuseppe Smorto, Bearzot: "Premiati i nostri risultati", in la Repubblica, 20 maggio 1984,  p. 37.
70. ↑   Ecco i manager di Italia '90, in la Repubblica, 31 marzo 1987,  p. 48.
71. ↑   Vittoria Sivo, Il Mundial '90 da gioco a business, in la Repubblica, 17 luglio 1987,  p. 14.
72. ↑   Domenico Rocca, La grande abbuffata, su rivistacontrasti.it, 22 settembre 2017.
73. ↑   Alberto Stabile, Mondiali '90, in la Repubblica, 25 aprile 1989,  p. 1.
74. ↑   Commissione d'inchiesta sull'affare dei Mondiali, in la Repubblica, 8 marzo 1991,  p. 18.
75. ↑  Euro 2012: Italia in piena corsa
76. ↑   Gioia per Polonia e Ucraina, su it.uefa.com.
77. ↑  L'UEFA comunica le tredici città prescelte per ospitare Euro 2020: al Wembley di Londra si terrà la finale, selezionata anche Roma, Uefa.com, 19 settembre 2014.
78. ↑   Dossier su Roma 2024 (PDF), su d3h0q5z35zxcrq.cloudfront.net (archiviato dall'url originale il 1º luglio 2019).
79. ↑   EURO Under 21 2019: tutti i risultati, su it.uefa.com, 6 luglio 2019.
80. ↑   UEFA Youth Tournament Under 18, 1955, su rsssf.com, 6 luglio 2019.
81. ↑   UEFA Youth Tournament Under 18, 1973, su rsssf.com, 6 luglio 2019.
82. ↑   European U-16 Championship 1982, su rsssf.com, 6 luglio 2019.
83. ↑   FIFA Under-17 World Championship Italy 1991, su fifa.com, 6 luglio 2019. URL consultato il 6 luglio 2019 (archiviato dall'url originale il 4 marzo 2020).
84. ↑   Köse porta al trionfo la Turchia, su it.uefa.com, 6 luglio 2019.
85. ↑   Germania forza otto, su it.uefa.com, 6 luglio 2019.
86. 1 2   Tutte le finali giocate in Italia, su it.uefa.com, 6 luglio 2019.
87. ↑   Europa League, si giocherà a Torino la finale del 2014, su sport.sky.it, 6 luglio 2019. URL consultato il 6 luglio 2019 (archiviato dall'url originale il 6 luglio 2019).
88. ↑   A Reggio Emilia finale Women's Champions League 2016, su it.uefa.com, 13 febbraio 2015.
89. ↑  (EN) Turin and Eindhoven to stage 2022 and 2023 finals, su uefa.com, 2 marzo 2020.
90. 1 2 3 4 5 6   Nuove case in Serie A, 9 luglio 2019. URL consultato il 12 luglio 2019 (archiviato dall'url originale il 9 luglio 2019).
91. ↑   Silvia Bia, Squinzi e il Sassuolo si prendono lo stadio Tricolore. Protestano i tifosi della Reggiana, in il Fatto Quotidiano, 9 dicembre 2013. URL consultato il 20 ottobre 2017.
92. ↑   IMPATTO NELLA COMUNITÀ LOCALE, 9 luglio 2019. URL consultato il 17 luglio 2019 (archiviato dall'url originale il 17 luglio 2019).
93. ↑   GLI STADI DELLA SERIE A 2017-2018, 9 luglio 2019. URL consultato il 12 luglio 2019 (archiviato dall'url originale il 9 luglio 2019).
94. ↑   Centro Tecnico di Coverciano, su figc.it (archiviato dall'url originale il 10 settembre 2018).
95. ↑   Programma Centri Federali Territoriali, su figc.it, 9 luglio 2019.
96. ↑   Elenco scuole calcio elite, su figc.it, 9 luglio 2019. URL consultato il 12 luglio 2019 (archiviato dall'url originale il 5 maggio 2019).
97. ↑   Centro sportivo "La Borghesiana", passione e serietà dal 1990, su iltempo.it, 9 luglio 2019. URL consultato il 12 luglio 2019 (archiviato dall'url originale il 10 luglio 2019).
98. ↑   Juventus Museum, una stagione da record!, su juventus.com, 2 luglio 2017. URL consultato il 12 luglio 2019 (archiviato dall'url originale il 5 ottobre 2017).
99. ↑   Alessandro Martini, I primi cento musei in Italia nel 2017, in La classifica mondiale dei musei più visitati nel 2017, Il Giornale dell'Arte, n. 385, aprile 2018, ISSN 0394-0543 (WC · ACNP).
100. ↑   Il #JMuseum tra i 50 musei più visitati d'Italia, in juventus.com, 13 maggio 2014. URL consultato il 12 luglio 2019 (archiviato dall'url originale il 13 luglio 2016).
101. ↑   MUSEO SAN SIRO – INTER E MILAN, 9 luglio 2019. URL consultato il 12 luglio 2019 (archiviato dall'url originale il 9 luglio 2019).
102. 1 2   La Storia del Calcio in Radio, su radiospeaker.it, 22 luglio 2019. URL consultato il 30 luglio 2019 (archiviato dall'url originale il 24 luglio 2019).
103. 1 2   Il calcio alla radio, su rivistaundici.com, 22 luglio 2019.
104. 1 2   Storia della Radiotelevisione italiana. 1975/76: prime radiocronache in diretta (o quasi) delle radio libere, su newslinet.com, 22 luglio 2019. URL consultato il 30 luglio 2019 (archiviato dall'url originale il 24 luglio 2019).
105. ↑   Non più solo Rai: a Rtl 102.5 i diritti degli Europei di calcio, su newslinet.it, 22 luglio 2019. URL consultato il 30 luglio 2019 (archiviato dall'url originale il 24 luglio 2019).
106. 1 2 3 4 5 6 7   Da Carosio a DAZN: storia del calcio italiano in TV e oltre, su goal.com, 22 luglio 2019.
107. ↑   5 febbraio, trasmessa la prima partita in TV in Italia. Visibile solo a Torino, su tuttomercatoweb.com, 22 luglio 2019. URL consultato il 30 luglio 2019 (archiviato dall'url originale il 22 luglio 2019).
108. ↑   La prima Domenica Sportiva - 11 ottobre 1953, su raiplay.it, 22 luglio 2019. URL consultato il 30 luglio 2019 (archiviato dall'url originale il 22 luglio 2019).
109. 1 2   24 gennaio 1954, la tv italiana trasmette la prima partita di calcio, su tuttomercatoweb.com, 22 luglio 2019. URL consultato il 30 luglio 2019 (archiviato dall'url originale il 22 luglio 2019).
110. ↑   Copia archiviata, su SPORT IN TV, Il nuovo libro di Massimo De Luca. URL consultato il 22 luglio 2019 (archiviato dall'url originale il 22 luglio 2019).
111. ↑   Mauro Guitto (a cura di), 90º minuto: a lanciarlo nel 1970 Paolo Valenti, Barendson e Pascucci, su La Gazzetta Digitale, 27 settembre 2016. URL consultato il 28 settembre 2016.
112. ↑   Addio a Romano Bedetti, la voce radiofonica e televisiva del Rimini Calcio. Aveva 82 anni, su altarimini.it, 22 luglio 2019.
113. ↑   DIRITTI TV: IL MONDO DEL CALCIO TRA BUSINESS E ANTITRUST (PDF), su tesi.luiss.it, 22 luglio 2019. URL consultato il 30 luglio 2019 (archiviato dall'url originale il 22 luglio 2019).
114. ↑   Copia archiviata, su Sapevate che Juve-Samp detiene un record speciale?. URL consultato il 22 luglio 2019 (archiviato dall'url originale il 22 luglio 2019).
115. ↑   DELIBERA N. 131/12/CONS APPROVAZIONE DEFINITIVA DELLA LISTA DEGLI EVENTI DI PARTICOLARE RILEVANZA PER LA SOCIETÀ DI CUI È ASSICURATA LA DIFFUSIONE SU PALINSESTI IN CHIARO [collegamento interrotto], su agcom.it, 22 luglio 2019.
116. ↑  Dati dicembre 2018 di Accertamenti diffusione stampa
117. ↑  Fonte Audipress, 2015.
118. ↑  Il Romanista online, "Chi Siamo" Archiviato il 3 marzo 2016 in Internet Archive., 22 dicembre 2011
119. ↑   Stefano Semeraro, Cent'anni di Guerin Sportivo, il calcio pagina per pagina, su lastampa.it, 3 gennaio 2012.
120. ↑   Un anno di Juve, pagina dopo pagina, su juventus.com, 15 dicembre 2015. URL consultato il 30 luglio 2019 (archiviato dall'url originale il 10 maggio 2017).

### Libri
- Gianni Brera, Storia critica del calcio italiano, Milano, Bompiani, 1975 (2ª ed., Milano, Baldini & Castoldi, 1998).
- Giuseppe Bagnati, Gaetano Sconzo, Il primo capitano. Francesco Calì e la Nazionale, Antipodes, 2010, ISBN 978-88-96926-00-0.
- John Foot, Calcio. 1898-2007. Storia dello sport che ha fatto l'Italia, Rizzoli, Milano, 2007.
- Antonio Ghirelli, Storia del calcio in Italia, Einaudi, 1954 (2ª ed. 1990).
- Stefano Pivato e Paul Dietschy, Storia dello sport in Italia, Bologna, Il Mulino, 2019, ISBN 978-88-15-28373-3.
- Maurizio Romanato, Francesco Gabrielli (1857-1899). Le origini del calcio in Italia dalla Ginnastica allo Sport, Edizioni Antilia S.a.s., ottobre 2008, ISBN 978-88-87073-86-7.
- Fabrizio Turco e Vincenzo Savasta, Il Calcio dimenticato. Toro, Genoa, Milan, Juve, il pallone dei pionieri, Roma, Editori Internazionali Riuniti, 2014, ISBN 978-88-359-9419-0.

### Pubblicazioni varie
- Carlo Chiesa, La grande storia del calcio italiano, Guerin Sportivo, 2012-
  - 1.a puntata: 1898-1907, pp. 1–16, in Guerin Sportivo #4 (aprile 2012), pp. 83–98.
  - 2.a puntata: 1908-1910, pp. 17–32, in Guerin Sportivo #5 (maggio 2012), pp. 83–98.
  - 3.a puntata: 1910-1912, pp. 33–48, in Guerin Sportivo #6 (giugno 2012), pp. 83–98.